# Geschichte Ägyptens
Die Geschichte Ägyptens umfasst die Entwicklung Ägyptens von der Urgeschichte bis zur Gegenwart.

## Paläolithikum

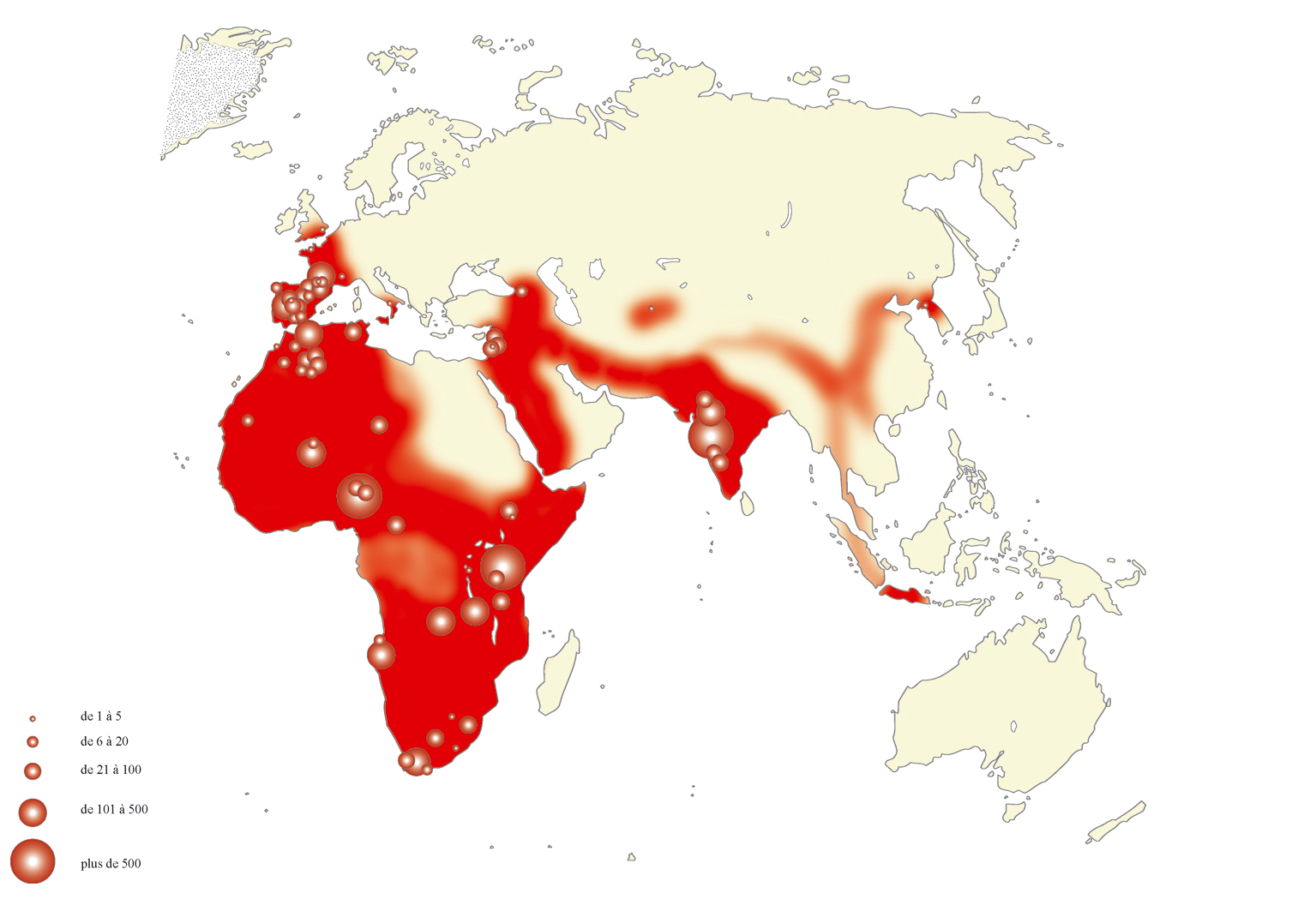
Die Karte zeigt das Verbreitungsgebiet der sogenannten Cleaver, eines Steinwerkzeugs mit einer breiten Schneide, das in Ägypten anscheinend nicht vorkam.

### Altpaläolithikum
Einige Vertreter des Homo erectus dürften Afrika erstmals vor rund 2 Millionen Jahren Richtung Levante, Schwarzmeerraum und Georgien sowie möglicherweise über Nordwestafrika Richtung Südspanien verlassen haben. Vor rund 600.000 Jahren kam es wohl zu einer zweiten Ausbreitungswelle. Danach entwickelte sich Homo erectus in Europa zum Neandertaler, während in Afrika vor etwa 200.000 Jahren aus Homo erectus der archaische Homo sapiens und aus diesem der anatomisch moderne Mensch hervorging. Der aus Ostafrika stammende Homo erectus erreichte Israel bereits vor 1,8 Millionen Jahren, ähnlich wie Georgien, doch fanden sich in Ägypten bisher keinerlei Spuren. Bereits im 19. Jahrhundert fand man jedoch Steinwerkzeuge im Niltal, die dem späten Acheuléen zuzuordnen sind. In Ägypten fanden sich geschlossene Gruppen von Faustkeilen, die möglicherweise 300.000 bis 400.000 Jahre alt sind, wie etwa im Niltal. Notgrabungen in Nubien, die vor dem Baubeginn des Nasser-Stausees begannen, zeigten, dass die Region vielleicht eine eigene Kulturprovinz darstellte, denn die für Afrika typischen Cleaver fehlten. Dabei handelt es sich um große, rechteckige, in der Regel zweiseitig gearbeitete Artefakte mit scharfer, breiter Kante an einem Ende.
Das Niltal dürfte seit rund 500.000 Jahren durchgängig von Menschen bewohnt sein. Die Sahara hingegen war nur in Zeiten ausreichender Niederschläge bewohnbar. Der untere Nil war zwar nicht unmittelbar von den Kaltzeiten betroffen, wie der Norden Amerikas, Europas und Asiens, doch im Süden nahmen die Gletscher in diesen Phasen Wasser auf, das dem Unterlauf des Flusses nur noch in verringertem Maße zufloss. Die Überreste dieser Phasen liegen 20 bis 30 m über dem heutigen Überschwemmungsniveau. Seltene altpaläolithische Fundstätten und häufigere mittelpaläolithische befinden sich meist in diesen höher gelegenen Zonen. Fischfang begann spätestens im Mittelpaläolithikum, das in Ägypten vor 230.000 Jahren fassbar wird.
In den Oasen Kharga und Dakhila, sowie Bir Sahara East, etwa 350 km westlich von Abu Simbel, fanden sich Artefakte aus dem Altpaläolithikum. 10 km weiter östlich, bei Bir Tarfawi und in einem Wadi 50 km südöstlich davon (Bir Safsaf), eine Stätte, die an einem ephemeren See lag, fanden sich Artefakte wohl aus dem Mittleren Acheuléen des Grenzgebiets zwischen Ägypten und Sudan. Offenbar wurden Werkzeuge aus dem unmittelbar vor Ort befindlichen Stein hergestellt und nicht weiter mitgeführt.

### Mittelpaläolithikum

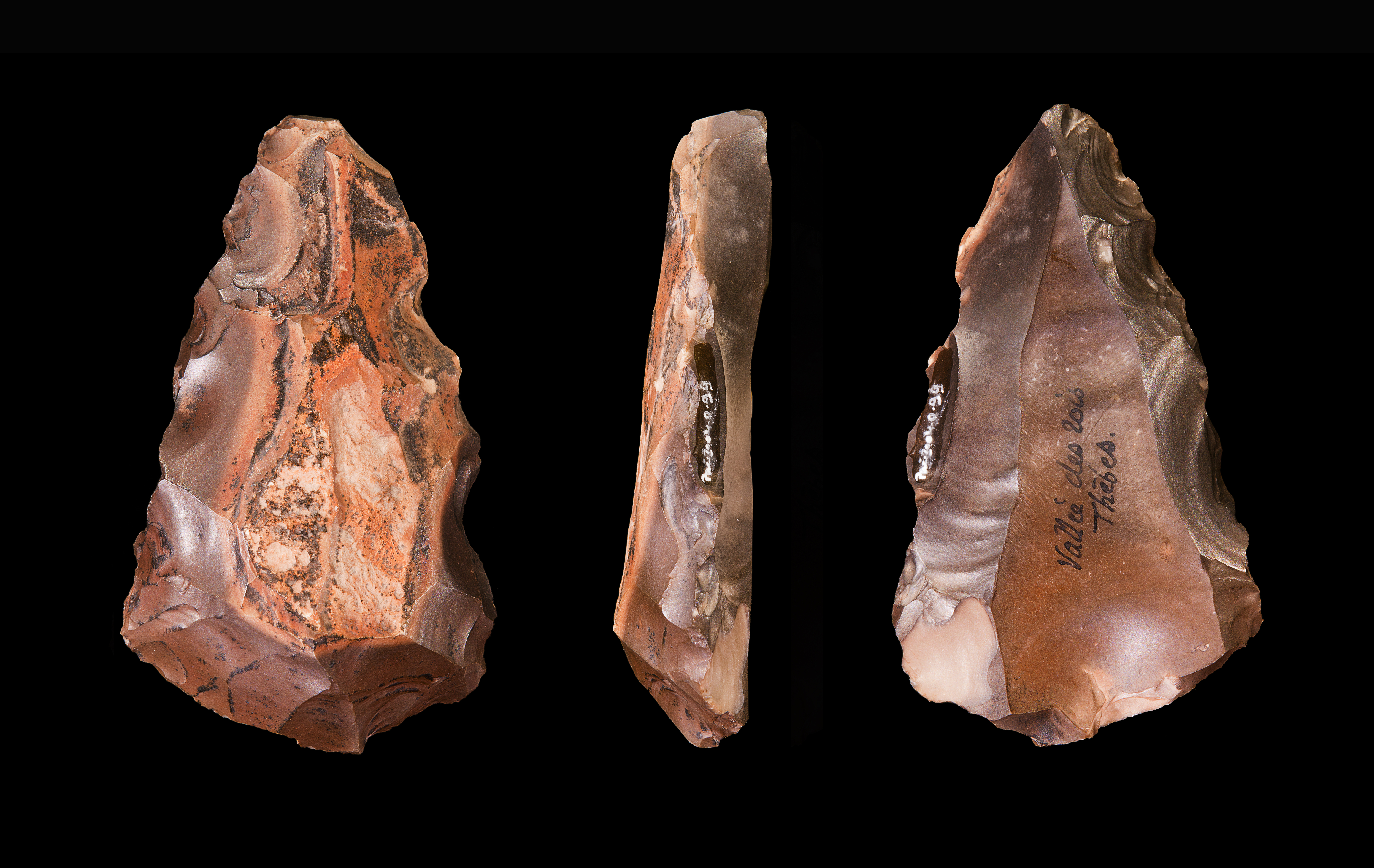
Feuerstein-Kern aus dem Tal der Könige. Er bildete das präparierte Rohstück zur Herstellung abgeschlagener Steinartefakte. 8,8 × 5,1 × 2,0 cm, Muséum de Toulouse

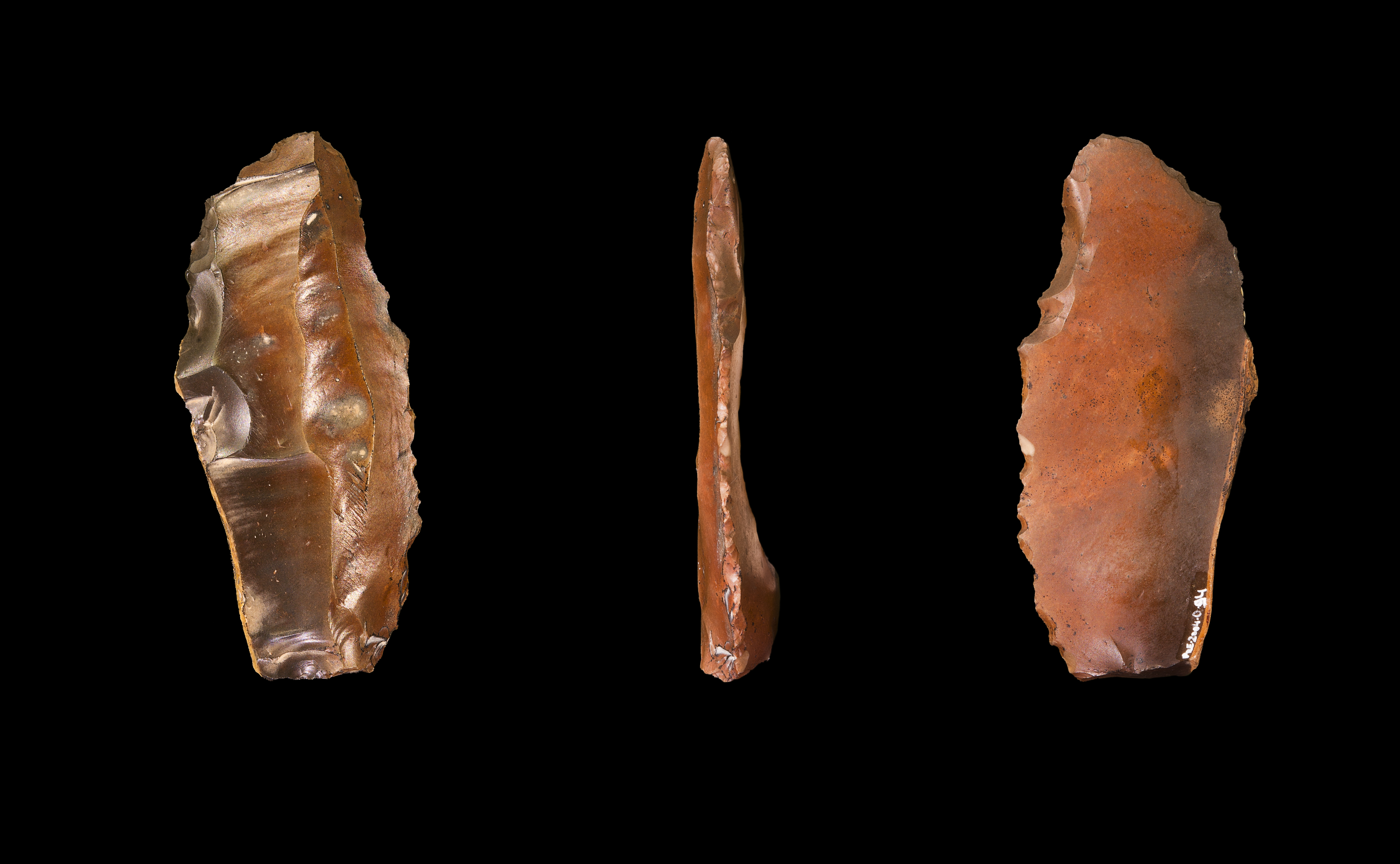
Noch dünnerer mittelpaläolithischer Kern, ebenfalls Flint, 10,8 × 4,9 × 1,6 cm, unbekannter Fundort in Ägypten

Kennzeichnend für das Mittelpaläolithikum ist, wie im übrigen Mittelmeerraum auch, die Schildkern- oder Levalloistechnik, die in Europa und im Nahen Osten sowie Westasien mit dem Neandertaler assoziiert wird, der jedoch nicht in Nordafrika lebte. Diese Abschlagtechnik rationalisierte den Einsatz des gesuchten Rohstoffes Stein und führte zur Verfeinerung der damit hergestellten Werkzeuge. Neben den Levallois-Zielabschlägen wurden Klingen, Spitzen und Schaber hergestellt. Auch in Ägypten ließen sich im Mittelpaläolithikum die durch Verbindung mehrerer Teile erstellten Kompositwerkzeuge belegen, ebenso wie eine vorausschauende Planung schon bei der Gewinnung und Zurichtung der steinernen Bestandteile des Gesamtwerkzeugs.
Die als nubische mittlere Steinzeit oder nubisches Mittelpaläolithikum bezeichnete Epoche weist anfangs starke Ähnlichkeiten mit den gleichzeitigen Kulturen des Mittelmeerraums auf, hingegen zeigen sich in der letzten Phase eher Einflüsse des zentral- und westafrikanischen Sangoan-Lupemban (vor 30.000 bzw. bis nach 13.000 v. Chr.). Die ersten Phasen sind offenbar ohne Faustkeile ausgekommen, stattdessen dominierten Blattspitzen oder Abschlagwerkzeuge. Zugleich wurde hier als Ausgangsmaterial nicht Feuerstein benutzt, sondern ein sehr harter Sandstein. Die Funde aus dem Khormusan, einige in Levalloistechnik gefertigt, werden auf ein Alter von 65.000 bis 55.000 Jahren datiert. Anscheinend entstammt das Khormusan der gleichen Zeit, wie das Dabhan in der Kyrenaika. Doch folgte eine trockene Phase, in der die verbindenden Regionen zwischen den beiden Kulturen unbewohnbar wurden.
Zum Jagdspektrum gehörten gelegentlich Hasen und Stachelschweine sowie Wildkatzen, aber auch Büffel, Flusspferde und Giraffen. Doch die häufigste Nahrung war die Gazelle, insbesondere die Dorkasgazelle, die in allen trockenen Gebieten Nordafrikas vorkommt. Ausgrabungen in der Sodmein-Höhle bei Quseir im Gebirge am Roten Meer weisen auf erheblich feuchtere Phasen hin, in denen hier Krokodile, Büffel, Elefanten, Kudus und andere große Säugetiere lebten. Solche Stellen fanden sich bisher im Niltal nicht, stattdessen entdeckte man dort Abbaustellen für Rohmaterial, wie Nazlet Khater und Taramsa(n).
Zugleich wurde das Klima trockener. Damit fanden sich Jagdtiere und essbare Pflanzen fast nur noch in den Flusstälern, die Menschen in den austrocknenden Gebieten waren gezwungen, dorthin zu ziehen. Im letzten Abschnitt des Mittelpaläolithikums, dem Taramsan, einer erheblich trockeneren Phase, gelang die Herstellung von einer großen Zahl von meist langen Klingen aus einem einzigen, ausgesprochen großen Kern. In der beeindruckenden Abbaustätte Taramsan I bei Qena, das der Epoche den Namen gab, lässt sich damit der Übergang zu jungpaläolithischer Klingenherstellung fassen. Dort fand sich auch ein anatomisch modernes Skelett von einem dort beigesetzten Kind, das auf etwa 55.000 Jahre datiert wurde.
Bei der Wanderung moderner Menschen Richtung Levante (Out of Africa 2) gab es anscheinend zwei Höhepunkte, nämlich vor 130.000 und vor 80.000 Jahren. Die beiden Vorgänge wurden durch die besagte drastische Klimaveränderung voneinander getrennt. Dabei wird gelegentlich zwischen Out of Africa 2a und Out of Africa 2b unterschieden, wobei möglicherweise die ersten Auswanderer im Nahrungswettbewerb mit den Neandertalern unterlagen (oder aus sonstigen Gründen scheiterten), während die zweite Auswanderung gelang.

### Jungpaläolithikum
Jungpaläolithische Fundstätten sind in Ägypten selten. Die älteste Fundstätte Nazlet Khater liegt in der Übergangskante zwischen Wüste und Niltal. Rund 40.000 Jahre alte Spuren der wohl ältesten bergbaumäßigen Feuersteingewinnung, dazu Überreste eines modernen Menschen (Nazlet Khater 2), die sich auf ein Alter von 38.000 Jahren datieren ließen, fanden sich dort. Um an die begehrten Steinsorten zu kommen, wurden hier erstmals nicht nur 2 m tiefe Gräben ausgehoben, sondern auch die ältesten unterirdischen Galerien angelegt. Diese entstanden auf einer Fläche von über 25 km² in einer Zeitspanne vor 35 bis 30.000 Jahren.
Beim Toten, der als ältester moderner Mensch Ägyptens gilt, handelte es sich um einen 1,65 m großen Halbwüchsigen mit sehr starken Armen, der in etwa 60 cm Tiefe unter Steinen und Sand beigesetzt wurde. Man fand ihn etwa 250 m vom nächsten Feuersteinlager entfernt. Der Leichnam wurde auf dem Rücken liegend beigesetzt. Seine Kopfform weist auf Ähnlichkeiten mit dem ältesten Fund des modernen Menschen in Europa hin, den man bei Peștera cu Oase in Rumänien machte. Die starken Veränderungen des Rückgrats weisen möglicherweise auf (zu) frühe, harte Arbeit im Bergbau hin. Neben seinem rechten Ohr befand sich ein Breitbeil oder Dechsel, wie er beim Bergbau eingesetzt wurde.
Beim Abbau des Feuersteins wurden verschiedene Methoden angewandt. So wurden Gräben gezogen, vertikale Schächte und unterirdische Galerien. Als Picken wurden die Hörner von Kuhantilopen und Gazellen eingesetzt, ebenso wie Steinbeile. Einer der Gräben maß 9 mal 2 m und wurde 1,5 m in das Wadi gegraben. Vertikale Gänge wurden bis hinunter auf den Kiesgrund mit dem Flint gegraben, um dort glockenförmig ausgeweitet zu werden.
Die nächstjüngere archäologische Industrie ist das Shuwikhatien, bei dem faustkeilartige Werkzeuge fehlen. Shuwikhat 1 wurde auf 25.000 BP datiert. Es handelte sich um ein Fischfang- und Jagdlager, von denen sich um das oberägyptische Qina und Esna mehrere fanden. Klingen, End-Scraper und Stichel herrschten vor.
In den westlichen Wüstengebieten fanden sich Artefakte des sonst im Nordwesten Afrikas vorherrschenden Atérien. Doch scheint das Jungpaläolithikum Ägyptens vergleichsweise isoliert gewesen zu sein, wenn auch Kontakte zur Kyrenaika und zum Süden Israels und Jordaniens möglich sind.

### Spätpaläolithikum
Aus dem späten Paläolithikum sind in Ägypten, im Gegensatz zum Jungpaläolithikum, recht viele Fundstätten bekannt. Sie reichen zwischen 21.000 und 12.000 Jahre zurück. Das Klima blieb extrem trocken, zudem führte der Nil weniger Wasser. Starke Erosionsvorgänge in Äthiopien ließen die Schlammschichten in Nubien auf eine Höhe von 25 bis 30 m über dem heutigen Niveau anschwellen. Gleichzeitig sank der Spiegel des Mittelmeers um mehr als 100 m, als es zu den letzten großen Vereisungen im Norden kam. Diese beiden Prozesse haben zur Folge, dass die potentiellen Fundstätten für Archäologen unerreichbar sind; demzufolge gibt es aus dem unteren und dem mittleren Ägypten keine Funde. Außerdem sank das Niltal so tief ab, dass es an seinen steiler gewordenen Ufern zu verstärkter Erosion kam.
Im Wadi Kubbaniya bei Assuan fand sich ein 20- bis 25-jähriger Mann, der durch Pfeilschüsse vor 23.000 Jahren getötet worden war. Sein rechter Arm muss beim Versuch, einen Angriff abzuwehren, gebrochen sein. Der Mann lebte in einem für Jäger und Sammler sehr vorteilhaften Gebiet, denn die Dünen des Nils, die alljährlich von seinen Fluten aufgeschichtet wurden, blockierten den Abfluss des Wadis, so dass hier ein See entstand. Hier fanden sich mehrere Lager, die saisonal aufgesucht wurden. Zur Nahrung gehörten Sauergrasgewächse, Kamille oder Erdmandel, letztere erforderte eine sorgfältige Behandlung, was die große Zahl von Mahlsteinen erklären könnte, die sich an der Stätte fanden. Den größten Anteil an tierischer Nahrung bildete Fisch, vor allem Welse. Offenbar wurden sowohl die steigenden Fluten, als auch das flache Wasser der beginnenden Trockenzeit im November genutzt, um ganze Schwärme zu fangen.
Die Schlachtstätte E71K12 bei Esna gehört zum Fakhurien. Hier versammelten sich zahlreiche Tiere, die aus den Überschwemmungsgebieten zu diesem natürlichen Grundwassersee auswichen. Hauptbeute der Jäger waren Kuhantilope, Auerochse oder Wildrind und Gazelle. Die Fundstätten dürften den allgemeinen, stark saisonalen Jahresabschnitt am Ende der Nilüberflutung und der Zeit danach repräsentieren.
Der nubischen oberen Steinzeit oder Jungsteinzeit folgte eine letzte steinzeitliche Phase, die als Nubian Final Stone Age bezeichnet wird. Dessen erste Phase wird als Halfan bezeichnet (17000 B.G.); ihm folgten das Qadan (zwischen dem 2. Katarakt und Südägypten), das Arkinien und das Shamarkien.
Die Erwärmung nach dem Ende der letzten Kaltzeit hatte massive Veränderungen am gesamten Nil zur Folge. So waren die Überschwemmungen außergewöhnlich ergiebig und erreichten Gebiete, die seit langem kaum mehr Wasser gesehen hatten. Diese als „wilder Nil“ bezeichnete Phase hatte ihre Ursache nicht in Niederschlägen im weiterhin trockenen Unterägypten, sondern in einer starken Klimaveränderung im subsaharischen Afrika. Makhadma 4, eine Fundstätte der Affan-Industrie aus der Zeit um 12.900 bis 12.300 BP nördlich von Qena, wurde von den katastrophalen Überschwemmungen nicht erreicht. Sie liegt heute 6 m über dem Überschwemmungsniveau. 68 % der dort gefundenen Fischüberreste stammten von Tilapia, 30 % von Raubwelsen. Offenbar wurde der Fisch durch Trocknung in Gruben haltbar gemacht. An der Stätte Makhadma 2 waren Raubwelse offenbar die Nahrungsgrundlage während der Phase des „wilden Nils“ um 12300 BP.
Die mikrolithische Qadan-Industrie südlich des 2. Katarakts ist vor allem mit drei Grabstätten assoziiert. Dort, 300 km südlich des Wadi Kubbaniya, fand sich der Friedhof am Gebel Sahaba (12.000 bis 10.000 v. Chr.). Von den dort ausgegrabenen Überresten von 59 Männern, Frauen und Kindern wiesen 24 Spuren erheblicher Verletzungen auf. Einige trugen noch Pfeilspitzen im Körper, sogar im Schädel, so dass von einem Massaker ausgegangen werden kann. Dieses Bild wird durch eine Art Massengrab von bis zu 8 Menschen in einer Grube bestätigt. Ein kleinerer Friedhof fand sich auf der gegenüber liegenden Nilseite. Dort wurden keinerlei Spuren von Gewalt festgestellt.
Die Sibilien-Industrie ist im gesamten Raum zwischen Qena und dem 2. Katarakt anzutreffen. Große Abschläge und eine Vorliebe für Quarz und vulkanische Gesteinsarten kennzeichnen diese Industrie. Da solcherlei Präferenzen in Ägypten ansonsten nicht vorkommen, könnte es sich um das Eindringen von Gruppen von außerhalb des Landes handeln.
An Fundstelle XXXII am 2. Katarakt entdeckte man das erste Beispiel für Felsmalerei. Südlich von Edfu, also im eigentlichen Ägypten, fand man Abbildungen von Fischfallen bei el-Hosh.
Zwischen 12000 und 7000 v. Chr. sind Fundstätten im Nildelta äußerst selten. Offenbar wurde das Gebiet beinahe vollständig entvölkert, wozu Trockenheit, aber vielleicht auch die hohe Sterblichkeit beigetragen haben.
An der Fundstätte Nabta siedelten um 6700 v. Chr. Hirten mit ihren Rindern an einem flachen See kaum 100 km von Wadi Kubbaniya, am Ostrand der Sahara. Dort fanden sich 12 runde und ovale Hütten. Um 5800 v. Chr. kamen Schafe und Ziegen hinzu.
Keramik lässt sich in seiner ältesten Form in Nubien dem Shamarkian zuordnen; dies gilt auch für die etwa gleichzeitigen Phasen des Abkan und des Khartum. Dabei sind diese Keramiktypen stark von Ägypten beeinflusst. Die späteren Siedlungen waren erheblich größer, als die früherer Epochen, so dass man vermutet, dass es sich bereits um Dörfer mit Bodenbebauung handelte.

## Epipaläolithikum im Niltal und in der Wüste
Ab 7000 v. Chr. lebten wieder Menschen im Niltal, doch sind nur wenige Fundstätten bekannt. Jagd, Fischfang und Sammeln lieferten weiterhin die Lebensgrundlagen. Bei Elkab fanden sich Artefakte aus der Zeit zwischen 7000 und 6700 v. Chr. Im Gegensatz zu den Fischern der vorhergehenden Perioden rüsteten die Bewohner Boote aus. Im Gebiet der Wadis ging man auf die Jagd nach Auerochsen, Dorkas und Mähnenschafen. Die Elkabian-Industrie war mikrolithisch, es existierten zwar Mahlsteine, doch fanden sich an vielen von ihnen rote Pigmente, sodass sie nicht als Beleg für Ackerbau gelten können. Die Bewohner waren wohl eher Nomaden, die im regenreicheren Sommer in die Wüste zogen und im Winter im Niltal jagten und fischten.
Das Qarunien hieß früher Fayyum B. Ihre Stätten finden sich oberhalb des um 7050 v. Chr. entstandenen Proto-Moeris-Sees. Die reichen Fischvorkommen ermöglichten es den Bewohnern, überwiegend von diesen Fängen zu leben. Eine etwa 40-jährige Frau wurde in leichter Hockstellung auf die linke Seite gelegt. Ihr Kopf wies nach Osten mit Blick nach Süden. Physiologisch wirkt sie moderner als die spätneolithischen Mechtoiden (Mechta-Afalou), die mit dem Ibéromaurusien in Beziehung standen.
An Siedlungsspuren im Gebiet des Roten Meeres, genauer gesagt in dessen Gebirgszone, wie etwa in der Sodmein-Höhle bei Quseir, lässt sich die Einführung domestizierter Schafe und Ziegen für die erste Hälfte des 6. Jahrtausends belegen.

## Neolithikum (ab 8800 v. Chr.)

### Westliche Wüste: Neolithikum ohne Bodenbearbeitung
In der gegen Ende des mittleren Paläolithikums aufgegebenen westlichen Wüste stiegen um 9300 v. Chr. die Niederschläge leicht an, so dass für einige Zeit wieder Menschen Fuß fassen konnten. Sie kamen wahrscheinlich aus dem nubischen Teil des Niltals, und sie wiesen ein wesentliches Merkmal des Neolithikums auf, nämlich die Viehhaltung. Damit unterscheidet sich das beginnende Neolithikum Ägyptens grundlegend von demjenigen des benachbarten Israel, wo es mit der Bodenbearbeitung verbunden war, wie auch sonst im Fruchtbaren Halbmond. Außerdem fand sich in der westlichen Wüste, deren Neolithikum wohl vor Ort entstand, Keramik.
Man unterscheidet dort ein Frühes (8800–6800 v. Chr.) sowie ein Mittleres (6500–6100 v. Chr.) und ein Spätes Neolithikum (5100–4700 v. Chr.). Die Zeiten zwischen diesen Phasen entstanden durch Rückkehr der Trockenheit, die das Gebiet unbewohnbar machte. Wichtigste Fundplätze für die frühe Phase sind Nabta-Playa und Bir Kiselba. Die kleineren Fundplätze waren meist Lager von Jägern und Sammlern in Salztonebenen, sogenannten Playas. Diese wurden längerfristig genutzt, mussten jedoch während der jährlichen Überschwemmungen geräumt werden. Bis 7500 v. Chr. kamen diese Viehhalter vielleicht nur mit den sommerlichen Regenfällen in die Wüste. Zwar findet man an allen Stätten Mahlsteine, doch die dazugehörigen Pflanzen, wie Wildgräser, wilder Sorghum und Ziziphus, ein Kreuzdorngewächs, fand sich nur an Fundstätte E-75-6 (7000 v. Chr.) bei Nabta-Playa. Keramik war selten, zum Wassertransport bevorzugte man die Eier von Straußen. Wahrscheinlich handelt es sich bei der Keramik, deren Verzierung auf die symbolische Ebene verweist, um eine eigenständige Erfindung Afrikas.
Während der folgenden beiden Phasen erreichte die Besiedlung ihren Höhepunkt. Die meisten der zahlreichen Lager aus dieser Zeit sind klein, doch einige erreichten beträchtliche Ausdehnungen. Bauliche Strukturen, wie lehmbeworfene Hütten, Grubenhäuser sowie Brunnen erscheinen nun häufiger. Die großen Siedlungen an den Playa-Seen waren wohl nun dauerhaft bewohnt. Muscheln zeigen, dass Kontakte sowohl zum Mittelmeer als auch zum Roten Meer bestanden. Um 5600 v. Chr. erscheinen Schaf und Ziege als neue Haustiere, dennoch stammte der überwiegende Teil des Fleisches nach wie vor von Wildtieren.
Im Mittleren Neolithikum änderte sich die Werkzeugindustrie drastisch. Die bisherige Klingenproduktion ging zugunsten von Abschlägen für blattartige und an der Basis konkave Pfeilspitzen zurück. Die Keramik bleibt derjenigen des frühen Neolithikums ähnlich und gehört vor 5100 v. Chr. der Sahara-sudanesischen oder Khartum-Tradition an. Kurz vor 4900 v. Chr. wurde sie recht abrupt von gebrannter und geglätteter Ware ersetzt. In Nabta-Playa fand sich ein monumentaler Komplex. Dieser bestand aus zehn Steinen von 2 × 3 m, einem Kreis von aufrechtstehenden Platten mit einem Durchmesser von fast 4 m. Hinzu kamen zwei mit Platten abgedeckte Tumuli, in einem der beiden Gräber fanden sich in einer Kammer die Überreste eines Bullen mit langen Hörnern.
Um 5400 v. Chr. hing die Ernährung weitgehend von Viehherden ab. Diese Herden, die überwiegend aus Ziegen bestanden, stammten ursprünglich aus der Levante. Nach 4900 v. Chr. nahm die Regenmenge wieder ab, noch stärker nach 4400 v. Chr. Dennoch blieben einige Gebiete bis in die historische Zeit bewohnt.

### Niltal: Ackerbau (ab 5450 v. Chr.)
Für die Zeit zwischen 7000 und 5400 v. Chr. fehlt praktisch jedes Wissen. In der Nekropole von Theben, in at-Tarif fand sich eine kleine Stätte, eine weitere nahe Armant. Diese epipaläolithische, keramische Kultur bleibt kaum greifbar. Die Keramikfunde bestehen nur aus kleinen Fragmenten, auch fehlen Spuren von Viehhaltung oder Ackerbau.
Zwischen 5450 und 4400 v. Chr. bestand die Fayyum-Kultur (früher Fayyum A). Ihre Werkzeuge stehen in enger Beziehung zur Kultur der westlichen Wüste. Es fanden sich Vorratsgruben für Getreide. Hier ist in Ägypten erstmals der Ackerbau die Grundlage der Ernährung. In einem Vorratsareal fanden sich 109 Silos mit Durchmessern zwischen 30 und 150 cm. An Vieh finden sich weiterhin Schaf und Ziege sowie Rind, aber auch Schweine; die Fischerei blieb bedeutend. Neben Muscheln aus dem Mittel- und dem Roten Meer fand man nubischen Diorit und Perlen aus grünem Feldspat, jedoch kein Kupfer.

### Merimde-Kultur (Mitte des sechsten Jahrtausends bis um 4000 v. Chr.)
Die Merimde-Kultur war eine Kultur, deren Name sich von dem Fundort Merimde Beni Salama ableitet, etwa 45 km nordwestlich von Kairo. Zu unterscheiden sind drei zeitlich aufeinanderfolgende Siedlungskomplexe, die sich durch materielle Kultur, Bestattungsweise und Siedlungsbild unterscheiden. Die Ursiedlung, die in den Anfang des keramischen Neolithikums einzuordnen ist, weist südwestasiatische Wurzeln auf. Der Merimde-Kultur zeitlich vorhergehend und mit ihr verwandt, ist ein präkeramisches Neolithikum des Fundplatzes Heluan, einem Ort 25 km südöstlich von Kairo.
Die Keramik der Ursiedlung umfasst größtenteils einfache Teller-, Schalen- und Kumpformen. Auffallend ist, dass ihre Grundsubstanz ohne Magerungszusätze hergestellt wurde. Meist an geschlossenen Formen wurde als einzige Verzierung ein Fischgrätmuster angebracht. Besonderheiten sind Gefäße zum kultischen Gebrauch (zylindrische Becken mit ausgeprägten Standringen, „Altärchen“), Miniatur- und Henkelgefäße.
Die Steingeräteherstellung ist durch eine Klingen-Abschlagtechnik geprägt, die eher aus epipaläolithischen Industrien herzuleiten ist. Typisch sind aus Spänen hergestellte Bohrer mit einer Spitze. Sehr zahlreich sind Grobgeräte vertreten, unter ihnen am häufigsten einseitig bearbeitete Schaber. Geschossspitzen und eine Pfeilspitze mit Stiel und seitlichen Kerben weisen auf die hier übliche Bewehrung hin.
An Kleinfunden sind ein menschlich gestaltetes Idol, Stierplastiken, Schmuck in Form von bearbeiteten Süßwassermuscheln und Anhänger aus Mollusken, Straußeneiperlen, Knochenartefakte mit feinen Ösen, ein durchbohrter Rinderzahn, Schliffartefakte aus Hartgesteinen, Rötel zur Körperbemalung und Mahl- und Reibsteine zu vermerken.
Nach Aufgabe der ersten Siedlung dauerte es einige Zeit, bis der Platz erneut besiedelt wurde. Doch außer im kultischen Bereich (Stierplastiken) gibt es nur wenige Kontinuitäten, die auf eine Verbindung der mittleren Merimde-Kultur (5500–4500 v. Chr.) zur Ursiedlung hinweisen. Die Unterschiede zur Ursiedlung in der Keramik sind gravierend. Zum einen ist die Keramik häckselgemagert; davon profitierte ihre Stabilität, so dass sehr viel größere Gefäße hergestellt werden konnten. Als Sonderformen kamen Ovalgefäße hinzu, die zur Leitform der mittleren Siedlungsschicht wurden. Neben die rot polierten Keramiken trat eine grau polierte Gattung, die mit der geglätteten Ware das Keramikinventar vervollständigt. Im Gegensatz zur Ursiedlung war die Keramik unverziert, Kultgefäße fehlen.
In der Herstellung von Steingeräten ist ein Bruch mit der mittleren Merimde-Kultur zu erkennen. Dieser äußert sich in der Fertigung von geschlagenen Artefakten aus Kernen. Zur Bewehrung von Waffen wurden Pfeilspitzen mit sehr langen Flügeln, trianguläre Spitzen mit flacher Schäftungskerbe und geschliffene Speerspitzen in Form von Querschneidern hergestellt. Sicheleinsätze weisen auf Erntegeräte hin. Sehr lange und schmale Bohrer sind typisch.
Es fanden sich wieder Stierplastiken und Straußeneiperlen, doch nun kamen Perlen verschiedener Form, kleine Tonsphäroide und Angelhaken aus Muschelschale hinzu. Zahlreiche Geräte aus Knochen kamen in Gebrauch. Als Schmuck dienten Anhänger aus Hundezähnen und Armreife aus Elfenbein. Aus Stein gefertigte Kleinfunde sind ebenfalls recht zahlreich: Steingefäße aus Alabaster, Keulenköpfe, Netzsenker sowie Mahl- und Reibsteine. Rötel diente den Menschen zu Schmuckzwecken.
Im Gegensatz zu den Funden der ersten drei Schichten, die auf kleine, flussnahe Siedlungen hinweisen, zeigen die vierte und fünfte Siedlungsschicht der jüngeren Merimde-Kultur (4600–4100 v. Chr.) größere Ausmaße. Die deutlichsten Veränderungen ergeben sich bei den Keramikfunden der jüngeren gegenüber denen der mittleren Merimde-Kultur. Von Schicht III an gesellt sich zu den rot und grau polierten eine schwarz polierte Ware. Neu ist, dass die Polituren unterschiedliche Muster auf dem jeweiligen Gefäß bilden. Auch pastos bemalte Keramik findet sich gelegentlich. Anscheinend gab es Ansätze zu einer Differenzierung in eine geglättete Gebrauchskeramik und eine polierte, gegenüber Neuerungen aufgeschlossene Feinkeramik.
Der qualitative Standard der steinernen Güter ist vereinzelt sehr hoch. Weiterhin wurden Steingeräte aus Kernen gefertigt, nur noch wenige Werkzeuge wurden aus Klingen hergestellt wie zum Beispiel kleine dentikulierte Sägen. Die Geschossspitzen entwickelten sich in Schicht IV zur klassischen Merimde-Spitze mit kurzen abgeschrägten Flügeln. Diese Pfeilspitzen erschienen dann auch in der Fayum-A-Kultur. Verschiedene Formen von Sicheln kamen vor, sie wurden größer.
Menschen- und tierähnliche Tonfigürchen sind in den Schichten IV und V belegt. Neu sind impressoverzierte Armbänder. Die Knochenartefakte bilden die größte Gruppe der Kleinfunde.
Die Menschen ergänzten ihre Nahrung durch Jagd und Fischfang. Von Anfang an dominierte der Anteil der Rinder und wurde sogar noch bis in die jüngeren Siedlungen größer. Schweine waren in allen Siedlungsphasen präsent, die Anzahl der Schafe nahm von Beginn der Besiedlung an stetig ab. Der Fischfang gewann ab der mittleren Siedlung sehr stark an Bedeutung und trug auf hohem Niveau bis in die jüngeren Siedlungen zur Ernährung bei. Zusammen mit der Jagd auf Nilpferde, Krokodile und Schildkröten und dem Verzehr von Flussmuscheln zeigte die Fischerei eine Orientierung der Bevölkerung auf den Nil an. Die Jagd auf Wild der Wüste dagegen war geringfügig, die Jagd auf Wildwiederkäuer weitete sich dagegen aus.

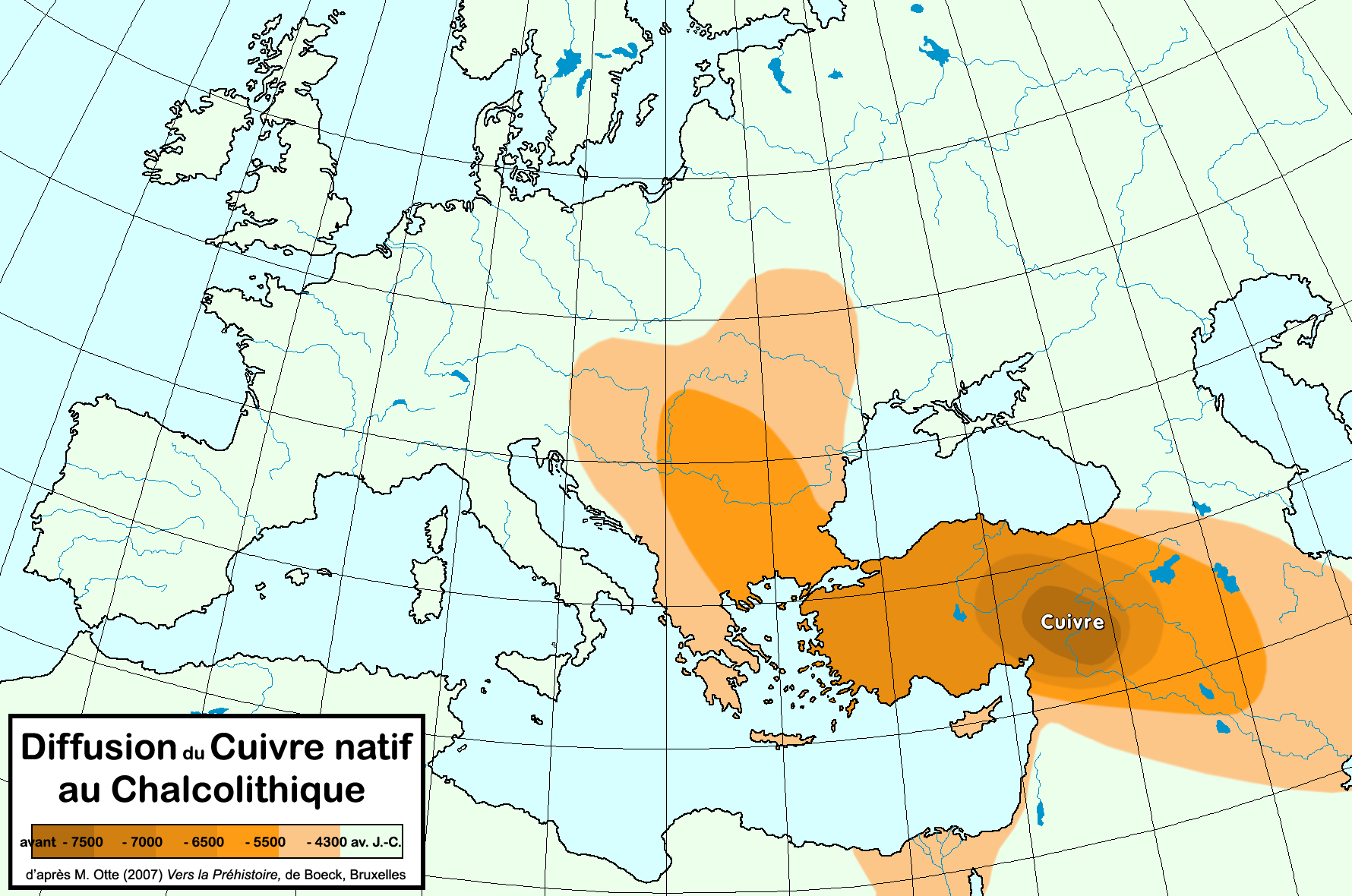
Karte der Ausbreitung der Kupferverarbeitung.

Die Getreidevorräte gehörten offenbar zu einzelnen Häusern, so dass die ökonomische Einheit der Familie größere Unabhängigkeit erlangte. Diese Häuser waren zwischen 1,5 und 3 m breit, ihre Fußböden waren etwa 40 cm in den Boden vertieft; die Dächer wurden mit Zweigen und Reet gedeckt. Eine kleine Zahl von Figurinen wurde entdeckt, von denen ein ungefähr zylindrischer Kopf als die älteste Repräsentation des Menschen in Ägypten gilt.
Nicht mehr Südwestasien spielt nun eine Rolle, sondern Nordostafrika. Erkennbar ist dies bei Harpunen, Dechseln, Muschelangelhaken und Beilen. Dieser kulturelle Wechsel ist mit einer ariden Phase in Palästina in der Zeit zwischen der Mitte des sechsten und der Mitte des fünften Jahrtausends v. Chr. zu erklären, aus der für den Raum südlich des Libanon keine Siedlungen nachzuweisen sind.
Die jüngeren Merimde-Siedlungen weisen dagegen ein ganz anderes Kulturprofil auf. Sie haben sich mittlerweile zu einer neolithischen Kultur in Unterägypten entwickelt, die die Fayum-A-Kultur und die Deltakulturen wie die Buto-Maadi-Kultur beeinflusste. Ägypten übernahm im dritten Jahrtausend v. Chr. nicht die Verarbeitung von Zinn und Kupfer zu Bronze, sieht man von zwei Artefakten ab. Dabei handelt es sich um zwei Gefäße aus Abydos und unklare Metallbruchstücke vom Tell el-Fara'in im Nildelta.

## Prädynastik
Als Prädynastik (Vordynastik) wird in der Ägyptologie die Phase vor der Ausbildung der Dynastien im späten 4. Jahrtausend v. Chr. bezeichnet, wobei hier die erste Reichseinigung im Mittelpunkt stand. Im Zeitalter des Nationalismus stellte dies unhinterfragt einen Epocheneinschnitt dar; daher werden die Zeiten der nicht von Ägyptern getragenen Herrschaft, also Fremdherrschaften oder Phasen der Zersplitterung, nur als „Zwischenzeiten“ wahrgenommen. Die Prädynastik umfasst die Epochen der Badari-Kultur bis zum Beginn der 1. Dynastie.

### Badari-Kultur (5000/4400 bis 4000 v. Chr.), Kupferverarbeitung
Die Badari-Kultur ist die älteste aus Oberägypten bekannte Kultur mit sesshafter, bodenbebauender Lebensweise. Sie wird auf etwa 4400 bis 4000 v. Chr. angesetzt – vielleicht setzte sie bereits um 5000 v. Chr. ein – und folgte der Merimde-Kultur. Eine vorausgehende Tasa-Kultur (4300–4000 v. Chr.) wird diskutiert. Diese Kultur besaß keramische Beziehungen in den Sudan, doch Viehhaltung und Art der Landwirtschaft deuten auf Palästina. Möglicherweise handelte es sich um eine nomadische Kultur, die in Wechselwirkung mit der Badari-Kultur stand. Die Badari-Kultur ihrerseits war möglicherweise gleichfalls von saisonalen Wanderungen geprägt. Insgesamt fand man etwa 600 Gräber und 40 Siedlungen.
Die Bezeichnung Badari-Kultur stammt von dem gleichnamigen Dorf el-Badari südlich von Asyut am Ostufer des Nils. Es fanden sich kleine Dörfer auf dem Flachwüstenstreifen am Rande des Nils. Die dort lebenden Menschen betrieben Ackerbau, Viehzucht, daneben Jagd und Fischfang. Es gibt die ersten Belege für Kupfer- und Fayencebearbeitung sowie für Beziehungen zu Palästina. Vom Roten Meer stammen Muscheln der Badari-Kultur. Es bestanden runde Häuser, wahrscheinlich für das Vieh, das während der Überschwemmungsphasen geschlachtet wurde. Weizen, Roggen, Linsen und Hackfrüchte wurden in Vorratsgruben gelagert. Neben dem Kerngebiet fanden sich auch Badari-Artefakte im Süden bei Mahgar Dendera, Armant, Elkab und Hierakonpolis, sowie im Osten bis zum Wadi Hammamet.

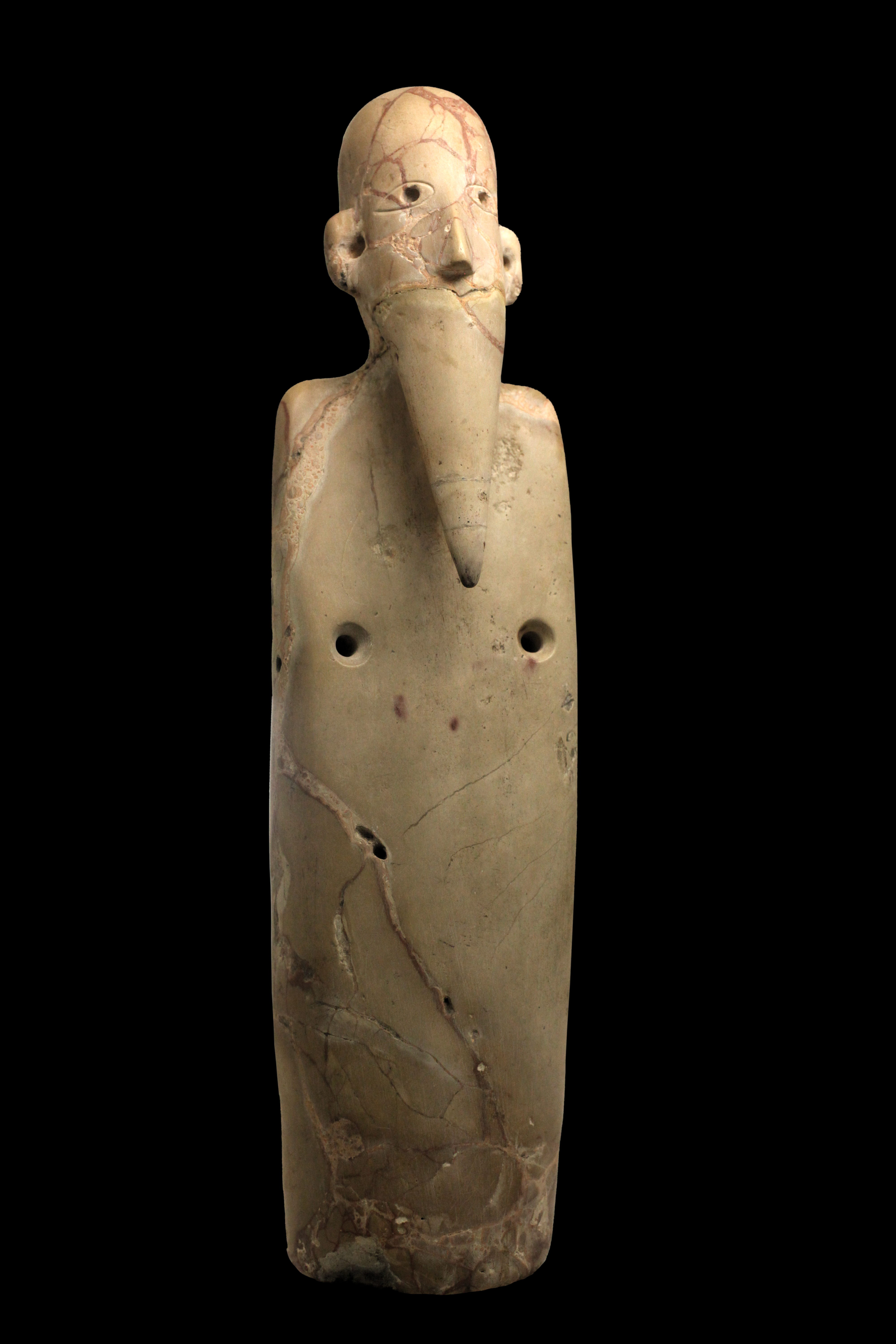
Bärtige Männerfigurine, Prädynastik, Louvre, Paris

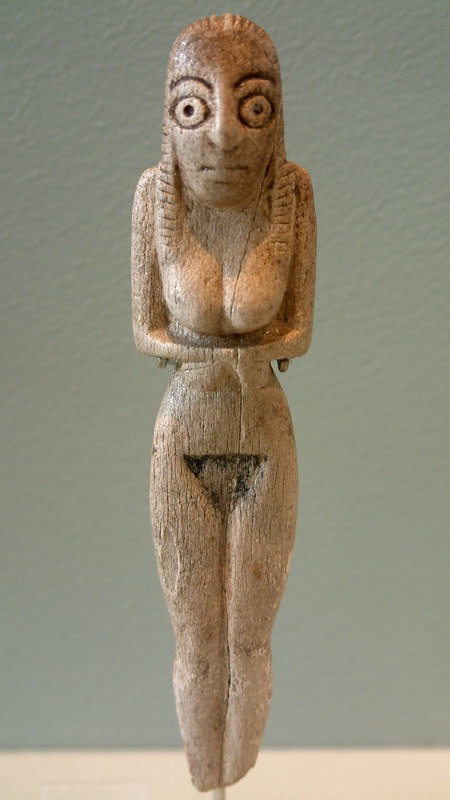
Frauenfigurine, Prädynastik

Am Rand ihrer Dörfer setzten sie ihre Toten in ovalen Gruben meist linksseitig, in Hockstellung und mit Blick nach Westen bei, wie es in den nachfolgenden Epochen üblich war. Die Beigaben waren sehr ungleich verteilt, die reicheren Gräber konzentrierten sich in bestimmten Bereichen der Friedhöfe.
Sehr kleine Kinder wurden innerhalb derjenigen Teile der Siedlungen beigesetzt, die nicht mehr in Gebrauch waren. Als symboltragende Beigaben wurden Figurinen mit Gazellen- oder Flusspferdköpfen verwendet. Solcherlei Symbole aus der Tierwelt prägten die gesamte altägyptische Kultur.
Während die Menschen im Alltag eher grobe Keramikgefäße verwendeten, gaben sie ihren Toten feinkeramisches Geschirr aus rot oder braun poliertem Ton mit. Typisch für die Keramik der Badarikultur war der schwarze Randstreifen, der durch eine besondere Brenntechnik hergestellt wurde. Auch charakteristisch ist eine gerippte Oberfläche, die die Menschen durch das „Kämmen“ der Politur an den feinsten Gefäßen erzeugten. Besonders dünnwandige Gefäße kennzeichnen eine gewisse Luxusproduktion. Unter den Beigaben befinden sich auch Schnitzereien aus Elfenbein und Knochen von besonderer Schönheit. Auch Kupfer ist vereinzelt in Form von Nadeln und Perlen vorzufinden, jedoch in sehr geringen Mengen. Dieser ausgeprägte Grabkult ist erstmals in der ägyptischen Kultur vorzufinden und prägte die folgenden Epochen.
Kämme und Schmuck, wie Armreifen, Perlen aus Knochen und Elfenbein, vor allem aber Grauwacke-Prunkpaletten fanden sich recht häufig. Letztere wurden für die nachfolgende Naqada-Kultur typisch. Nur wenige abstrakte bis realistische Statuetten von Frauen fanden sich; sie bestehen aus Lehm und Elfenbein.

### Naqada-Kultur (4000–3200 v. Chr.)

Naqada-I-Kultur

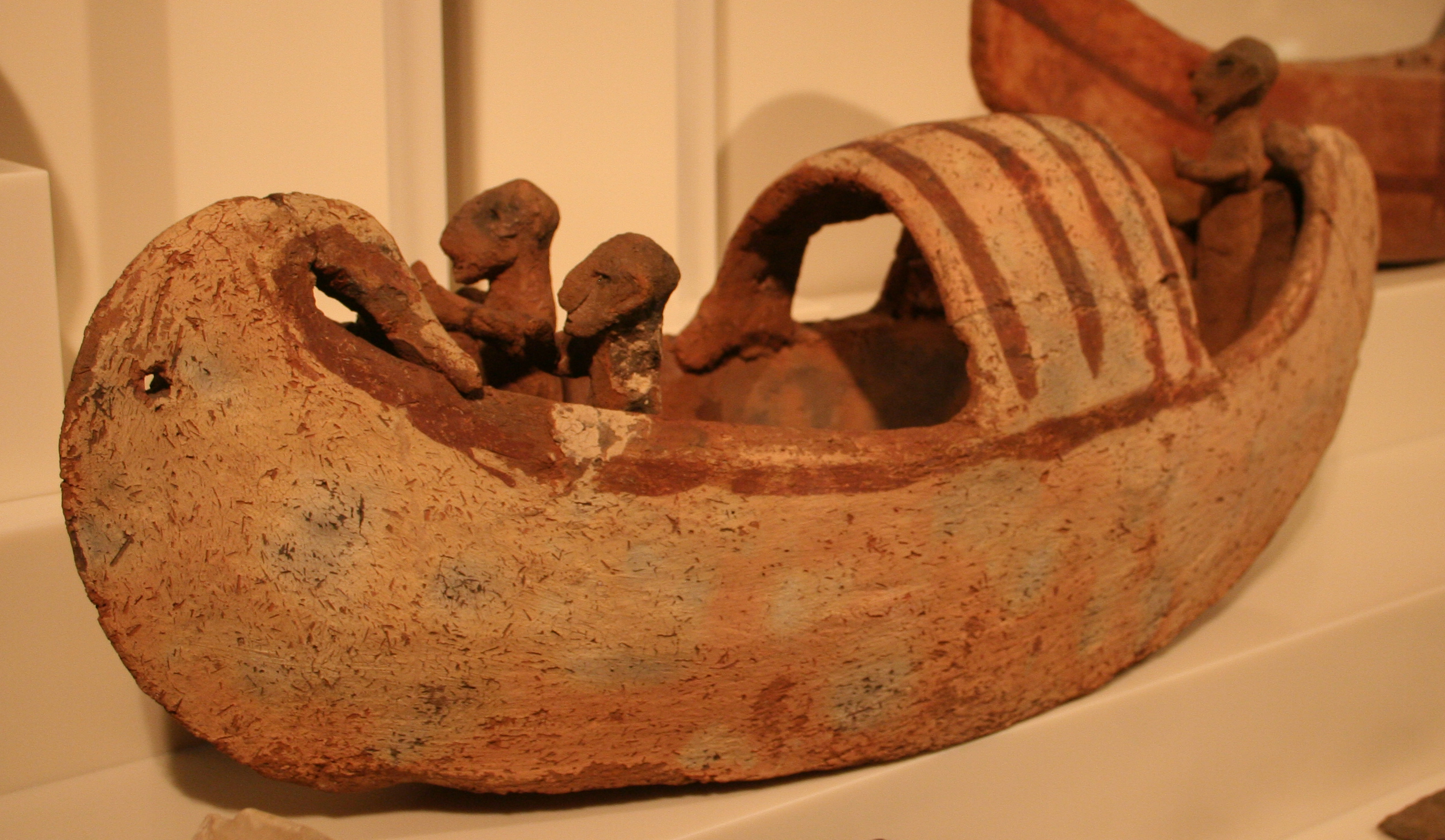
Bootsnachbildung

Die auf die Badari-Kultur folgende Naqada-Kultur gilt als Vorläuferin des altägyptischen Reiches. Sie wird in drei Stufen unterteilt, wobei die erste Stufe bis etwa 3500 v. Chr. reicht, die zweite bis 3200 und die dritte bis etwa 3000 v. Chr.
Im 4. Jahrtausend lässt sich erstmals eine ganz überwiegend produzierende Wirtschaftsweise belegen. Ob die Vorfahren der domestizierten Rinder, Schweine und Ziegen aus dem vorderen Orient oder aus Nordafrika stammten, ist ungeklärt. Fundstellen wie Naqada liefern Spuren von Ackerbau und Viehhaltung. Die räumliche Ausdehnung der Naqada-I-Fundstätten reicht von Matmar im Norden bis Kubaniya und Khor Bahan im Süden. In Stufe II dehnt sie sich nordwärts bis zum Ostrand des Deltas und südwärts bis zu den nubischen Nachbarn aus.
Nur wenige Siedlungsspuren von Naqada I sind erhalten, meist handelt es sich um Pfostenlöcher und Anhäufungen organischer Substanzen. Die Häuser bestanden aus gestampftem Lehm, aus Holz, Gras und Palmblättern. In Hierakonpolis gruben Archäologen einen Herd und ein rechteckiges Haus aus, das 4 mal 3,5 m maß.
Die Begräbnisplätze wuchsen in Stufe I im Verhältnis zu den Vorgängerkulturen an. Die Toten wurden in hölzernen oder Erdsärgen beigesetzt, die Gräber reicher ausgestattet. Das größte Grab in Hierakonpolis maß 2,5 mal 1,8 m. Scheibenkeulen bezeugen die herausgehobene Stellung einiger der Toten, die Gesellschaft wurde offenbar hierarchischer. Eines der Leitmotive von Naqada II sind Boote. Figurinen sind häufig, sie stellen entweder die Jagd oder den siegreichen Krieger dar. Die Jagd fand mit Pfeil und Bogen statt, häufig mit Hunden. Von den Tausenden von bekannten Gräbern beinhalteten nur wenige Figurinen, meist nur eine. Die höchste Zahl an Figurinen in einem einzigen Grab lag bei 16. Bald erhielt der dreieckige Bart und eine Art phrygischer Kopfbedeckung stark auszeichnende Bedeutung, die ebenfalls weit in historische Zeit fortwirkte.
Naqada II weist größere und aufwändigere Gräber auf. Gleichzeitig wurde das Spektrum breiter, das nun von kleinen ovalen Gruben bis hin zu rechteckigen Gruben mit separaten Abteilungen für Grabbeigaben reichte. Einige der Leichname wurden bereits in Leinenstreifen gewickelt. In Adaïma bei Hierakonpolis fand sich ein Doppelgrab mit ersten Spuren von Mumifizierung. Auch wurden die Leichname gelegentlich zerlegt, so dass etwa Schädelreihen entstanden. In Adaïma fanden sich Anzeichen für Menschenopfer (Spuren von durchschnittenen Kehlen mit nachfolgender Enthauptung).
Auf 3320 v. Chr. datierte Funde auf dem Friedhof U von Umm el-Qaab bei Abydos (Grab U – j) deuten möglicherweise darauf hin, dass die Schrift unabhängig von der sumerischen Schrift entwickelt wurde.

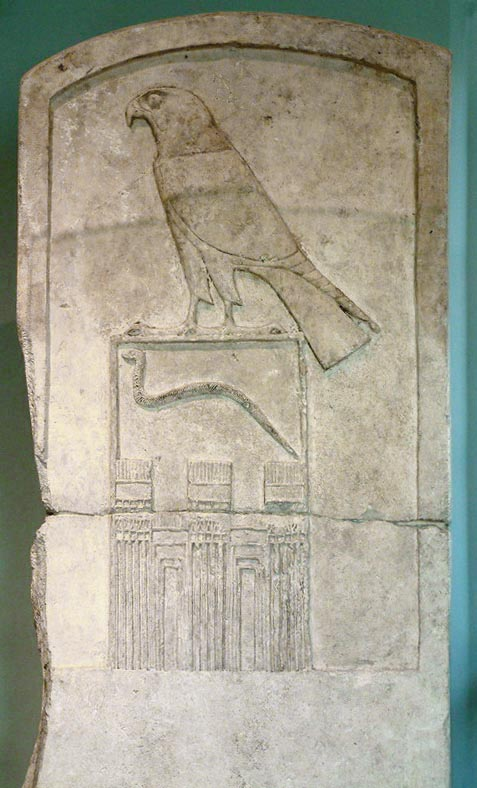
Serech des Wadji (um 2880–2870 v. Chr.) auf einer Grabstele aus Abydos: Der königliche Name wird vom Serech umrahmt und vom Horusfalken gekrönt (143 cm × 65 cm; Louvre, Paris).

Der Begriff „nullte Dynastie“ umschreibt den Zeitraum, in dem die ersten inschriftlich fassbaren Kleinkönige nachweisbar sind. Diese Herrscher benutzen erstmals den Serech als Namenssiegel. Oberägypten besetzte unterägyptische Regionen, was eine Reichseinigung zur Folge hatten. Die rote Krone des Nordens, die später symbolisch Unterägypten repräsentierte, stand in prädynastischer Zeit noch für den nördlichen Teil von Oberägypten, während die weiße Krone hauptsächlich von Königen im südlichen Oberägypten getragen wurde.
In der Zeit von Skorpion II., Ka und anderen Herrschern werden außerdem kulturelle Neuerungen deutlich. Die Bodenbewirtschaftung und der Handel wurden komplexer. Skorpion diversifizierte Ämter und Hierarchien; Provinzen und Fürstentümer verschmolzen miteinander und expandierten.
Im Nildelta wurden Gefäße mit typisch oberägyptischem Dekor gefunden und umgekehrt. Der nicht nur wirtschaftlich, sondern auch ideologisch motivierte permanente Austausch zwischen den Königtümern führte zu einer gewissen Vereinheitlichung der materiellen Kulturen. Spätestens unter König Narmer wird in den Gefäßinschriften und in den Funden in abydenischen und thinitischen Grabanlagen deutlich, wie vielschichtig und komplex das hierarchische Klassensystem schon seit der Naqada-Kultur war. Unter Berücksichtigung der Tatsache, dass jedes Königreich zu Skorpions Zeiten sein eigenes zentrales Verwaltungs- und Machtzentrum besaß, scheint es nur eine Frage der Führungsstärke gewesen zu sein, welcher der frühdynastischen Herrscher letztendlich die Reichseinigung abschließen konnte.
Einer der größten Wirtschafts- und Machtfaktoren werden die Bewässerungsanlagen gewesen sein, deren Entwicklung und Nutzung unter Skorpion II. ihren ersten Höhepunkt erreichte. Doch die Gebiete mit kontrollierter Bewässerung waren offenbar auf sehr kleine Areale begrenzt.
Naqada II weist enorme Fortschritte in der Steinbearbeitungstechnik und -gewinnung auf. Alabaster und Marmor, Basalt und Gneis, Diorit und Gabbro wurden entlang des Nils abgebaut, insbesondere aber im Wadi Hammamet. Kupfer kam nun nicht mehr nur an kleinen Objekten zum Einsatz, sondern ersetzte seinerseits zunehmend steinerne Werke. So entstanden aus dem Material nunmehr Beile, Klingen, Armreifen und Ringe. Auch Gold und Silber kamen verstärkt in Gebrauch.
Erstmals entstanden mit Naqada II regelrechte Siedlungszentren, während der Nil zu einer langen Kette von dorfartigen Siedlungen wurde. Die wichtigsten Zentren lagen in Oberägypten. Diese waren Naqada, dann Hierakonpolis, schließlich Abydos, wo die ersten Pharaonen ihre Nekropole errichten ließen. In der Südstadt von Naqada fand man eine bauliche Struktur von 50 mal 30 m, die einen Tempel oder eine Residenz dargestellt haben dürfte.

### Maadi-Kultur im Norden
In der Zeit vor der Expansion der Naqada-Kultur bestanden im Norden eigenständige Kulturen, die auf neolithische Wurzeln zurückgehen. Der Kairoer Stadtteil Maadi ist dabei der Namensgeber einer ab der zweiten Hälfte von Naqada I fassbaren und bis Naqada IIc/d bestehenden Kultur. Maadi geht auf die neolithischen Kulturen des Fayyum und von Merimda Beni Salama zurück. Die Kultur unterscheidet sich dadurch, dass hier kaum Friedhöfe bekannt sind, während unsere Kenntnisse, im Gegensatz zu Naqada, auf Siedlungsfunde zurückgehen.
In Maadi bedecken die prädynastischen Überreste eine Fläche von 18 ha. Drei Siedlungstypen lassen sich unterscheiden, von denen einer stark an Siedlungen wie Be’er Scheva in Südpalästina erinnert. Zu den Häusern zählen ovale Gebäude von drei mal fünf Metern, die bis zu drei Meter tief eingegraben sind. Ein einziges Haus weist Steinwände auf sowie Lehmziegel. Die anderen Haustypen von Maadi finden sich auch im übrigen Ägypten. Dazu zählen ovale Hütten mit externen Öfen und Vorratsgruben, aber auch rechteckige Hütten mit Wänden aus pflanzlichem Material.
Die ältesten Keramikstücke weisen auf oberägyptische und sudanesische Kontakte hin. Handelskontakte nach Palästina bestanden bereits zu dieser Zeit. So stammten Öl, Wein und Rosinen von dort. Werkzeuge aus Feuerstein belegen ebenfalls einen starken nahöstlichen Einfluss (kanaanäische Klingen). Aus Oberägypten stammten Kämme und Objekte aus polierten Knochen und Elfenbein, wie etwa Nadeln oder Harpunen. Viel geläufiger als im Süden waren Metallobjekte. Erhebliche Kupfermengen fanden sich in Maadi, die wahrscheinlich aus Kupferstätten im Wadi Arabah im Südosten der Sinai-Halbinsel stammten.
Trotz dieser bedeutenden Einflüsse basierte die Kultur von Maadi auf Viehhaltung und Bodenbebauung. Schweine, Rinder, Ziegen und Schafe stellten die Hauptmasse an tierischen Nahrungsmitteln. Esel, die in Ägypten erstmals nachweisbar sind, dienten als Transporttiere.
Nach den etwa 600 Grabstätten – im Süden waren es etwa 15.000 – zu urteilen war die gesellschaftliche Hierarchie wenig ausgeprägt. Meist gab man den Toten ein oder zwei Tongefäße auf den Weg, häufig nichts. Dennoch waren einige Gräber aufwändiger ausgestattet als die anderen. Die Toten wurden in Hockstellung beigesetzt, mit den Händen vor dem Gesicht. Die aufwändiger ausgestatteten, wenn auch im Vergleich zum Süden immer noch einfachen Gräber, traten mit Hunde- und Gazellengräbern vermischt auf. Die Fundstätte Buto zeigt den Übergang zur Naqada-Kultur. Anfangs nahm die Naqada-Keramik deutlich zu und es zeichnet sich ein kultureller Assimilationsprozess an. Auch die gesellschaftliche Komplexität in dem Handelsemporium nahm zu.

## Altes Ägypten

### Naqada III (3200–3000 v. Chr.) und Frühdynastische Periode (3100–2686 v. Chr.)

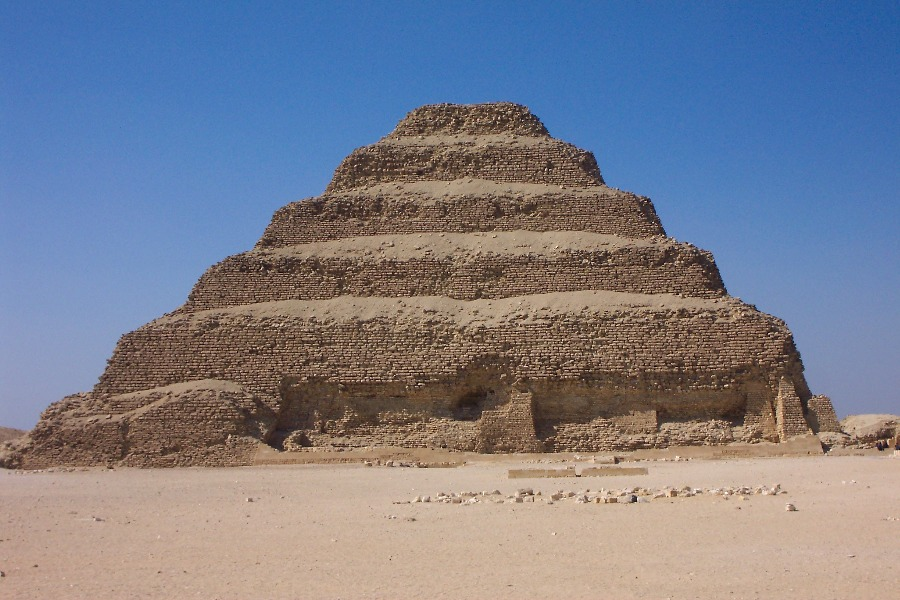
Die Djoser-Pyramide

Zwei Faktoren begünstigten eine kulturelle, vielleicht auch eine ethnische Expansion von Süd nach Nord. Zum einen war Naqada offenbar wesentlich stärker im Handel tätig, als es der Norden war. Zentrales Handelsmittel waren Boote und Schiffe, deren Baumeister wiederum auf Zedernholz aus dem Libanon angewiesen waren. Es war zugleich eine stete Herausforderung, die Handelswege zu kontrollieren und zu sichern. In jedem Falle endete spätestens mit Naqada III die eigenständige kulturelle Entwicklung des Nordens. Doch Naqada selbst spielte bald keine Rolle mehr, sondern wurde von Abydos überflügelt.
Die Handelswege nach Palästina wurden offenbar schon zu dieser Zeit gesichert. Dort befanden sich Ägypter, die mit lokalen Materialien in ägyptischer Technik arbeiteten. Sie unterhielten offenbar ein Netzwerk von Siedlungen. Noch viel weitere Räume erfasste in dieser Zeit der Handel mit Lapislazuli, das aus Afghanistan kam.

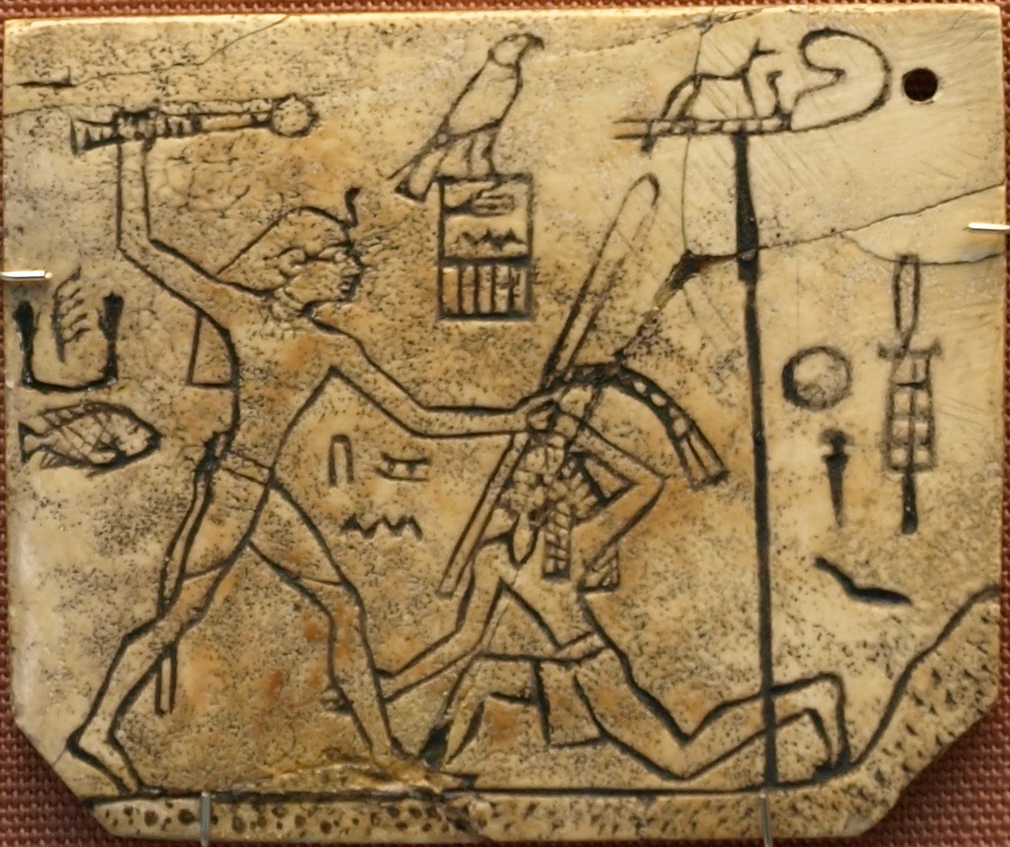
Elfenbeinplakette, die den Sieg des Den feiert

In späteren ägyptischen Quellen erscheint König Menes (um 3000 v. Chr.) als erster König eines gesamtägyptischen Staates. Er ist auch der erste Herrscher der 1. Dynastie. Es bereitet der modernen Forschung Schwierigkeiten, diesen König mit zeitgenössisch belegten Herrschern gleichzusetzen. Die folgenden ersten beiden Dynastien werden als die Thinitenzeit bezeichnet. Am Beginn der ersten Dynastie wurde die Hauptstadt des Landes nach Memphis verlegt. Die Könige werden in monumentalen Grabanlagen in Abydos beigesetzt. Bei Memphis entstanden große Friedhöfe des Hofstaates. Von Inschriften sind Feldzüge nach Nubien und Palästina bekannt, bei denen es sich jedoch anscheinend meist nur um einzelne Raubzüge handelte. Unter der langen Herrschaft des Den erlebte Ägypten den Höhepunkt der 1. Dynastie. Die Schrift wird weiter entwickelt. Es gibt Fortschritte in Architektur und Kunst. Von den Inschriften sind auch die Namen von Institutionen und Würdenträgern bekannt, die auf eine ausgeklügelte Verwaltung schließen lassen. Politisch stellt sich in unseren Quellen die 1. Dynastie als relativ stabil dar. Acht Herrscher regierten in einem Zeitraum von über 100 Jahren. In der 2. Dynastie verlagert sich das Zentrum des Landes immer weiter nach Norden. Die ersten Herrscher der Dynastie wurden nun in monumentalen Grabanlagen bei Memphis bestattet. In der Mitte der Dynastie deutet Einiges auf das Vorhandensein von Wirren hin. Die Einigkeit des Landes mag sogar auseinandergebrochen sein. Erst Chasechemui, der letzte Herrscher der Dynastie, stellte die Einheit des Landes wieder her. Von ihm sind auch zwei Statuen erhalten, die in Stil und Gestaltung schon alle Merkmale altägyptischer Plastik zeigen.

### Altes Reich (ca. 2686–2160 v. Chr.)
Das Alte Reich begann mit der dritten Dynastie. Es ist die Epoche, in der der typisch ägyptische Ausdruck in Kunst, Religion und Kultur gefunden und vor allem zum ersten Mal zu einer vollen Blüte entwickelt wurde. Verwaltungszentrum und königliche Residenz war im ganzen Alten Reich Memphis. Die meisten Herrscher dieser Epoche sind nur Namen für uns, die durch ihre Pyramidenanlagen bekannt sind. Texte, die politische Ereignisse überliefern, sind ausgesprochen selten. Der Sonnenkult des Re, der mit einer erhöhenden Bedeutung des Königs verbunden war, erlebte einen umfassenden Aufschwung. Vereinzelt fanden Kriegszüge nach Palästina, gegen Libyer und nach Nubien statt, die Handelskontakte dorthin blieben bestehen.

#### Dritte und vierte Dynastie: frühe Pyramiden, Einteilung in Gaue, gesteigerter Totenkult

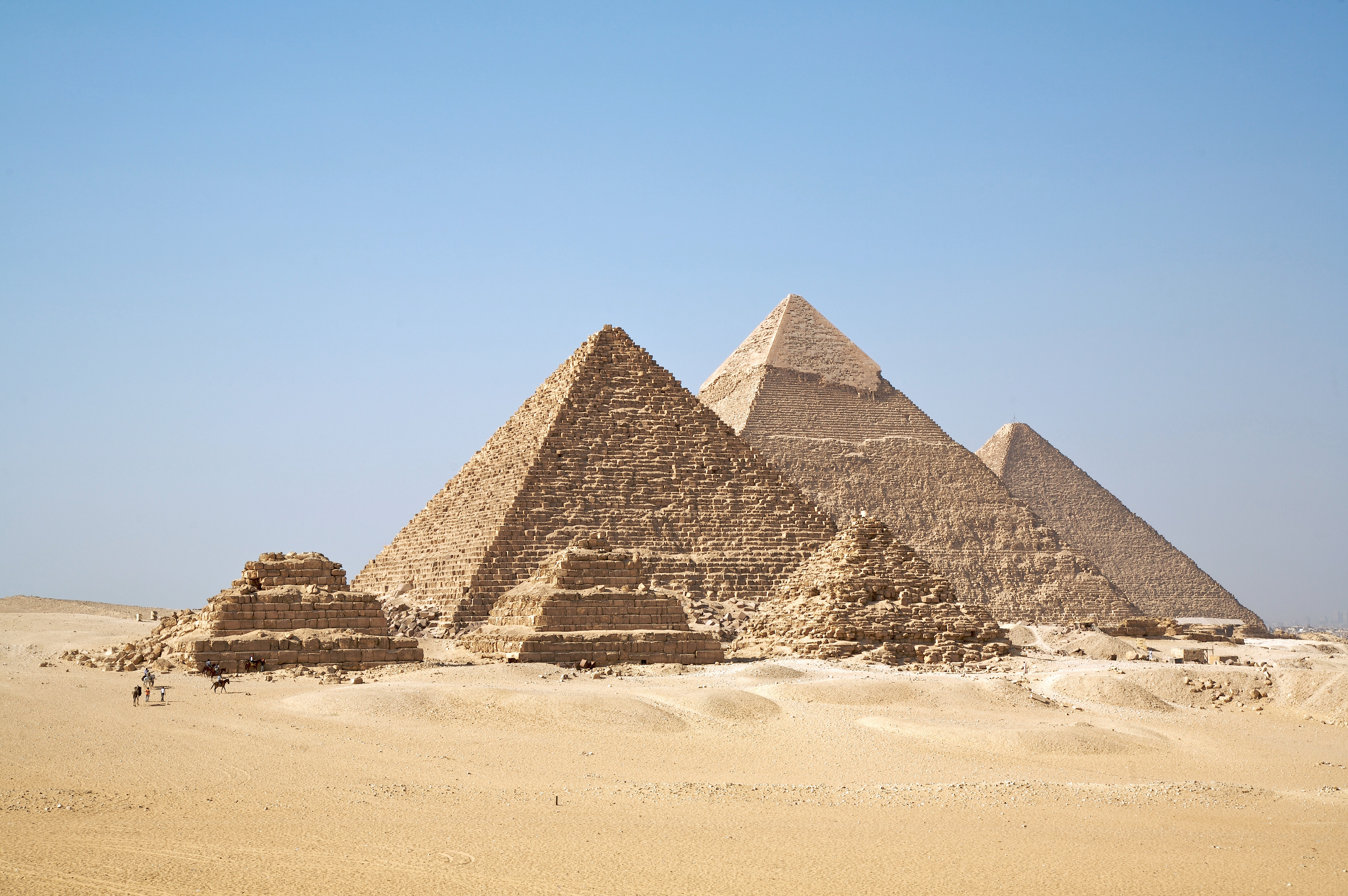
Die Pyramiden von Gizeh

Djoser war der erste bedeutende Herrscher dieser Dynastie. Er war der Sohn von Nimaathapi, die wiederum Gemahlin von Chasechemui, dem letzten Herrscher der 2. Dynastie war. Djoser ließ für sich eine steinerne Pyramide erbauen. Es handelt sich um das erste Bauwerk aus bearbeiteten Steinen in Ägypten und leitet das Pyramidenzeitalter ein. Deren Baumeister Imhotep wurde noch in hellenistischer Zeit als Gottheit verehrt. Wenig ist über die Regierungszeit von Djoser bekannt und schon seine Nachfolger scheinen nur jeweils kurz regiert zu haben, so dass die Dynastie in vielerlei Hinsicht problematisch erscheint.
Snofru (etwa 2670 bis 2620 v. Chr.) war der erste Herrscher der 4. Dynastie. Er erbaute gleich drei Pyramiden und kann daher als größter Baumeister Ägyptens bezeichnet werden. Das Land ist in dieser Zeit stark zentralistisch regiert worden. Ein Großteil der Ressourcen Ägyptens wurde für den Pyramidenbau in die Residenzregion gebracht. Die Verwaltung wurde in ihren Grundstrukturen so ausgebaut, wie sie im ganzen Alten Reich bestehen bleiben sollte, wobei die höchsten Beamten oft Familienmitglieder des Königshauses waren. Aus Annalen sind nubische Feldzüge des Snofru bekannt, aus dessen Regierungszeit jedoch sonst nur wenig bekannt ist. Sein Nachfolger Chufu (Cheops) ist der Erbauer der größten Pyramide Ägyptens. Auch aus seiner Regierungszeit sind nur wenige Ereignisse bekannt. Das Gleiche gilt für Chephren, der eine fast ebenso große Pyramide errichtete. Die Grabmäler seiner Nachfolger sind dagegen verhältnismäßig klein, obwohl für sich genommen immer noch gigantische Anlagen.

#### Fünfte und sechste Dynastie: gesteigerter Herrscherkult, aufstrebender Adel, Bürokratie

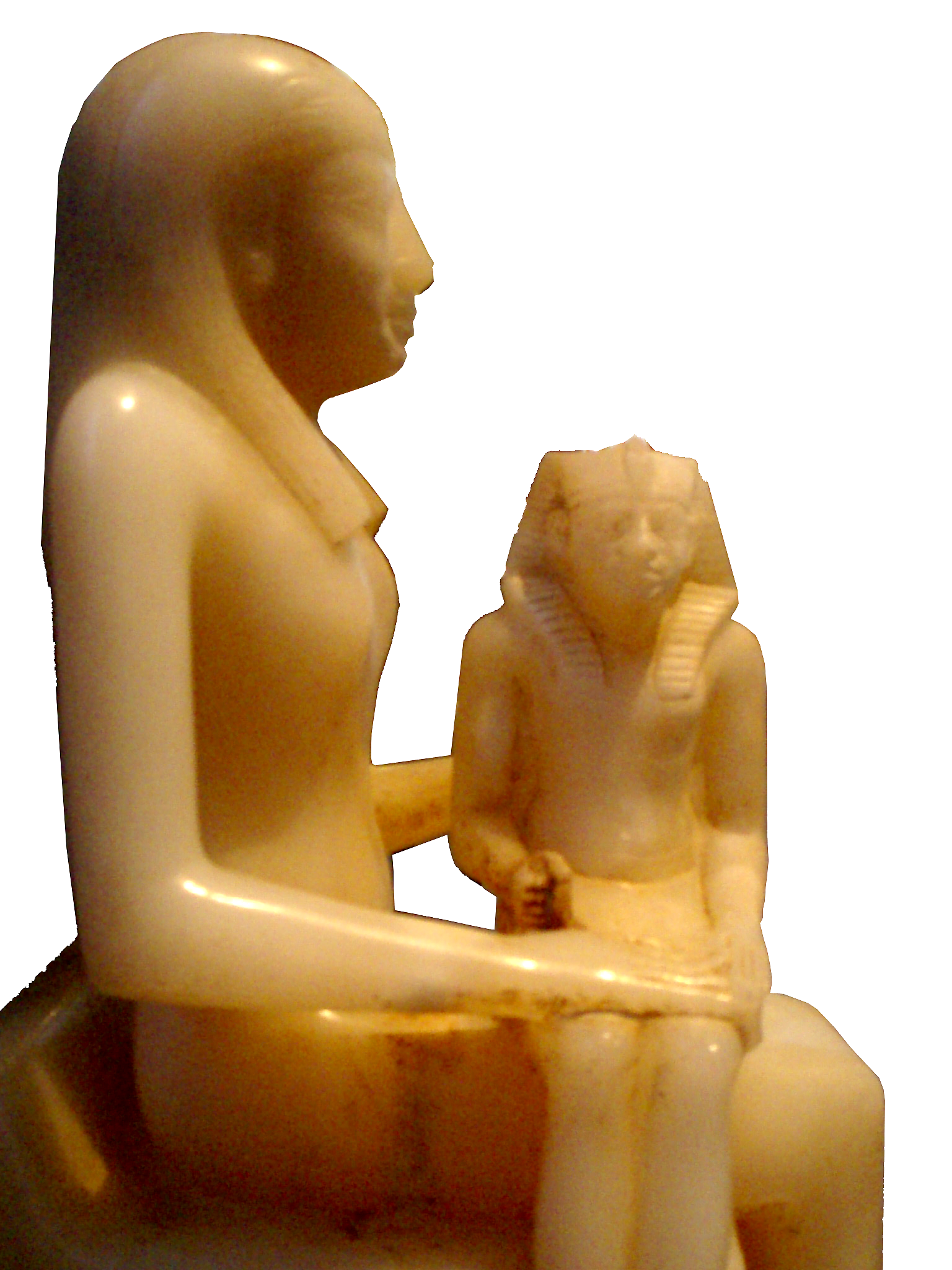
Pepi II. und seine Mutter

Die 5. Dynastie ist durch die besondere Aufmerksamkeit gekennzeichnet, die viele Herrscher dem Sonnengott Re zukommen ließen. Viele Könige dieser Dynastie errichteten monumentale Sonnenheiligtümer, während ihre Pyramiden etwas kleiner als die der 4. Dynastie sind. Ab dem Ende der 5. Dynastie begann der Einfluss der Provinzen zu wachsen. Aus dieser Zeit stammen bedeutende Provinzialgrabanlagen, die andeuten, dass ein Teil der Ressourcen des Landes vor Ort blieb und nicht in die Residenz gebracht wurde. Am Ende der 5. Dynastie wurden keine weiteren Sonnenheiligtümer errichtet.
In der 6. Dynastie setzten sich die Tendenzen der 5. Dynastie fort. Die Provinzen erlangen immer mehr an Bedeutung. Es werden dort Residenzbeamte eingesetzt, die anscheinend die Kontrolle der Residenz über die fernen Provinzen sicherstellen sollen. Die Könige fingen nun auch an Tempel in den Provinzen zu errichten, die meist dem Königskult dienten. Aus der 6. Dynastie stammt die Biographie des Beamten Weni, von der man von Militärzügen nach Südpalästina erfährt. Am Ende der langen Regierungszeit von Pepi II. (etwa 2245 bis 2180 v. Chr.) scheint die Einheit Ägyptens zerbrochen zu sein. Es gab verschiedene lokale Fürsten, die praktisch unabhängig von der Residenz regierten, auch wenn der Herrscher in Memphis nominell weiter als König anerkannt wurde. Nach dem Tod von Pepi II. folgten eine Reihe wenig bekannter und nur kurz regierender Könige.

### Erste Zwischenzeit (2160–2055 v. Chr.), Zersplitterung, Vormacht von Theben und Herakleopolis
Nach dem Tod von Pepi II. regierten noch einige bisher schlecht belegte Herrscher. Das Land verfiel in diverse mehr oder wenige unabhängige Fürstentümer, die die Könige in Memphis immer weniger kontrollieren konnten. Die folgende 7. und 8. Dynastie sind nur schlecht belegt. Nach Manetho soll es sich bei der 7. Dynastie um 70 Könige gehandelt haben, die in 70 Tagen regierten. Wahrscheinlich gab es diese Dynastie gar nicht. Die Herrscher der 8. Dynastie sind vor allem aus späteren Königslisten bekannt, nur wenige von ihnen sind auf zeitgenössischen Denkmälern überliefert. Von König Qakare Ibi fand sich die Pyramide. Sie ist klein und zeigt die schwindenden Ressourcen der Herrscher in Memphis. Aus Oberägypten stammt aus etwa dieser Zeit das Grab des Anchtifi, der dort stolz von seinen Eroberungen berichtet. Er handelte praktisch wie ein unabhängiger Regent, auch wenn er nicht die Königstitulatur führte. Die 9. und 10. Dynastie werden bei Manetho als herakleopolitanisch beschrieben. Wahrscheinlich regierten beide Dynastien von Herakleopolis (im Norden des Landes, am Eingang zum Fayyum) aus. Auch ihre Herrscher sind nur von wenigen Inschriften und späteren Königslisten bekannt. Zu etwa der gleichen Zeit nahmen im oberägyptischen Theben lokale Fürsten die Königstitulatur an. Innerhalb von 100 Jahren schafften sie es große Teile von Oberägypten zu erobern. Es sind Kämpfe gegen die Herakleopoliten bezeugt. Mentuhotep II., der aus Theben stammte, schaffte es schließlich innerhalb seiner 51-jährigen Regierungszeit den nördlichen Gegner zu besiegen und ganz Ägypten unter seine Herrschaft zu bringen.

### Mittleres Reich (2055–1650 v. Chr.)
Das Mittlere Reich ist die zweite große Epoche des ägyptischen Reiches. Es umfasst die 11., 12. und Teile der 13. Dynastie. Das Mittlere Reich gilt als die feudale Periode der ägyptischen Geschichte. In verschiedenen Provinzen regierten lokale Fürsten, die zwar dem König loyal waren und teilweise von ihm an die Macht gesetzt wurden, aber erhebliche Ressourcen des Landes in der Provinz ließen. Im Vergleich zum Alten Reich ist ein reich gestreuter Wohlstand zu beobachten. Das Mittlere Reich kann in zwei Phasen unterteilt werden. Das frühe Mittlere Reich bis Sesostris II. war stark dezentralisiert, während im späten Mittleren Reich, ab Sesostris III. die Macht der lokalen Fürsten stark beschnitten wurde und auch die Verwaltung des Landes neu organisiert wurde. Es lässt sich eine starke Zentralisierung beobachten. Ein neuer Brauch des Mittleren Reiches ist die Koregentschaft. Viele Herrscher setzten noch zu Lebzeiten einen Sohn auf den Thron und regierten mit diesem zusammen. Damit wurden offensichtlich Thronstreitigkeiten schon im Voraus vermieden.

#### Frühes Mittleres Reich

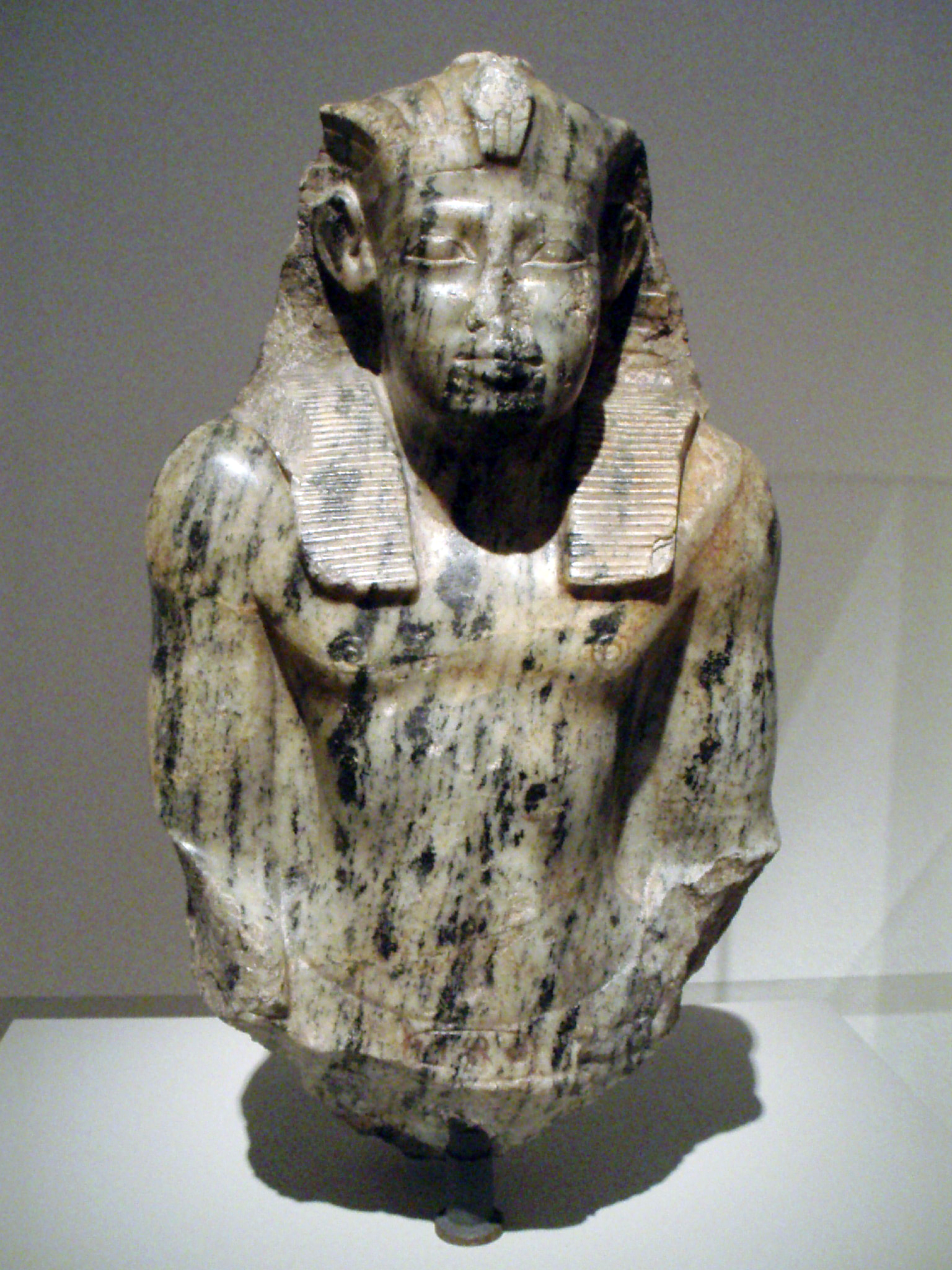
Sesostris I.

Nachdem unter Mentuhotep II. in der 11. Dynastie Ägypten um 2000 v. Chr. wieder zu einem Staat vereinigt wurde, begann der Herrscher mit dem Aufbau einer neuen Verwaltung und der Neuorganisation des Landes. Dieser Herrscher begann auch eine aggressive Außenpolitik. Vor allem in Nubien, aber auch in Palästina führte der Herrscher Krieg. Mentuhotep II. begann auch ein umfangreiches Tempelbauprojekt, in dem er verschiedene lokale Tempel in Oberägypten in Stein umbaute. Sein Sohn Mentuhotep III. scheint die Politik seines Vaters fortgesetzt zu haben, doch ist wenig zu seiner Regierungszeit bekannt. Die 11. Dynastie ging wahrscheinlich in Wirren zu Ende. Aus Unternubien sind einige Könige dieser Zeit bekannt, die Anspruch auf den Thron erhoben. Am Beginn der folgenden 12. Dynastie steht Amenemhet I. Er verlegte die Hauptstadt von Theben nach Itj-taui in der Region des Fayyum. Amenemhet I. gelingt es auch, die Grenzen Ägyptens bis ins Herz Nubiens auszudehnen. Im Osten des Delta wurde eine Verteidigungslinie, die Mauer des Herrschers errichtet. Dieser Herrscher beginnt auch wieder mit dem Bau einer Pyramide. Sein Sohn und Nachfolger Sesostris I. führte die Politik weiter. Er eroberte vor allem Nubien bis zum 2. Katarakt und begann dort Festungen zu errichten. In einem umfangreichen Tempelbauprogramm scheinen fast alle wichtigen Tempel Ägyptens in Stein neu errichtet oder zumindest umgeformt worden zu sein. Seine Pyramide ist in vielen Details eine Kopie einer Pyramide des Alten Reiches und zeigt, wie sehr sich das Mittlere Reich am Alten Reich orientierte. Gerade vom Ende der 11. und am Beginn der 12. Dynastie kam es vermutlich zu bürgerkriegsähnlichen Zuständen im ganzen Land. Offensichtlich wurden die Könige nicht von allen Seiten anerkannt. Schon am Beginn der 12. Dynastie begann man damit, das Fayyum, eine Flussoase, die bisher kaum landwirtschaftlich genutzt wurde, für den Ackerbau nutzbar zu machen. Für Amenemhet II. gibt es Belege für Feldzüge nach Palästina, wo zwei Städte geplündert wurden.

#### Spätes Mittleres Reich

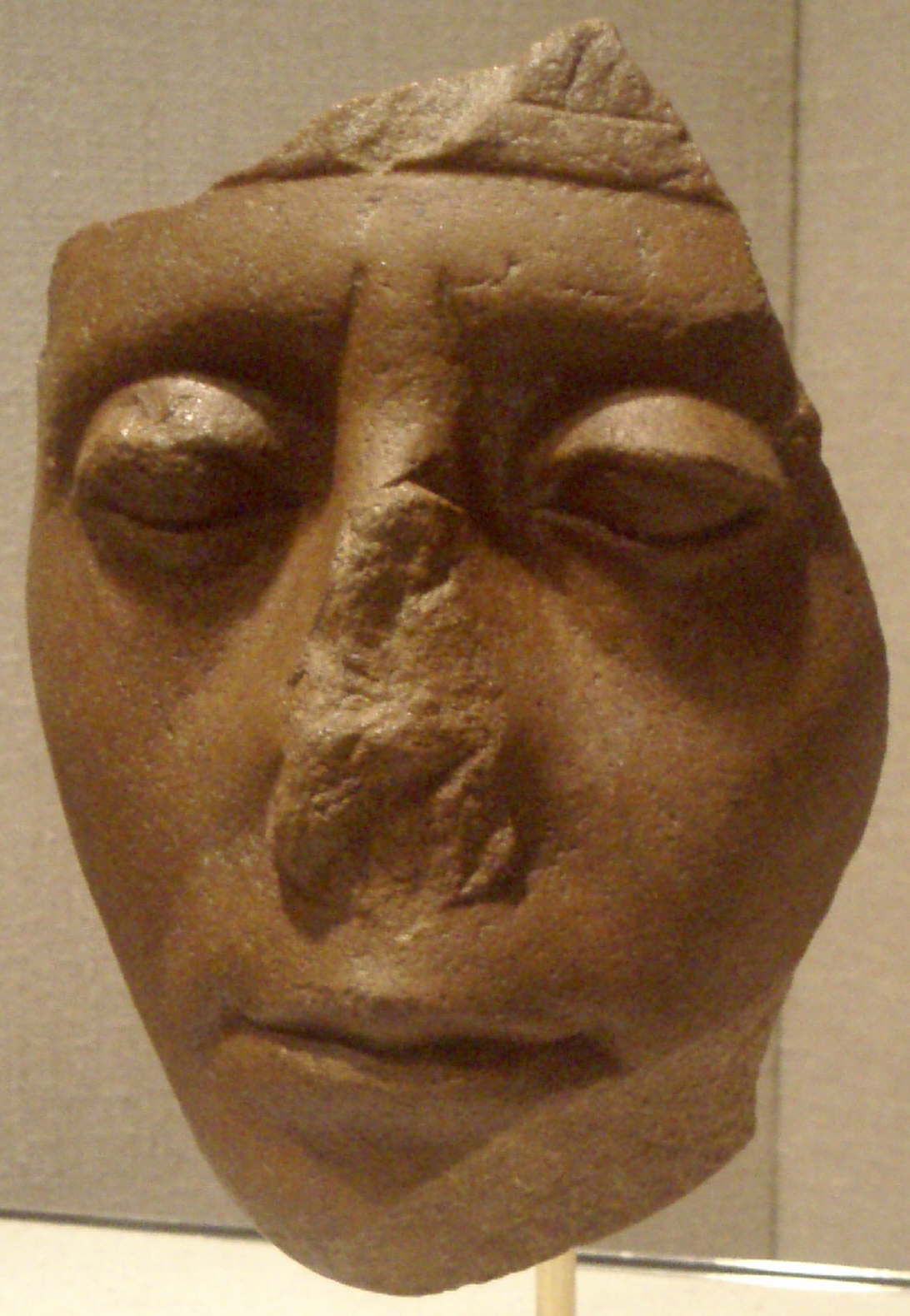
Sesostris III.

Unter Sesostris III. begann das späte Mittlere Reich. Die Macht der lokalen Fürsten wurde nun stark beschnitten. Der Herrscher führte Krieg in Nubien, wo weitere Festungen errichtet wurden und er führte Krieg in Palästina, wobei letztere Unternehmungen eher schlecht belegt sind. Immerhin gilt Sesostris im Bewusstsein der Nachwelt als einer der größten Feldherrn Ägyptens. In der Verwaltung traten neue Institutionen auf. Sein Sohn Amenemhet III. führte schließlich die Fruchtbarmachung des Fayyum zu Ende. Er errichtet zwei Pyramiden, eine davon nahe dem Fayyum. Seine beiden Nachfolger regierten nur verhältnismäßig kurz. Mit Nefrusobek, wahrscheinlich einer Tochter Amenemhets III., ging die Dynastie um 1800 v. Chr. zu Ende.
Die nachfolgende 13. Dynastie besteht aus einer großen Anzahl nur kurz regierender Herrscher. In Kultur und Verwaltung wird das späte Mittlere Reich bruchlos fortgesetzt, doch scheint es Thronstreitigkeiten gegeben zu haben, von denen ägyptische Quellen zwar nichts berichten, die aber aus den vielen, schnell aufeinander folgenden Königen erschlossen werden können. Nach einer besonders unruhigen Phase am Beginn der Dynastie kam es unter den Herrschern Neferhotep I. und Sobekhotep IV., die zusammen etwa 20 Jahre regierten, zu einer kurzen Erholungsphase, aber schon unter den Nachfolgern Jaib und Aja I., die vielleicht mehr als 30 Jahre regierten, verfiel das Reich. Über die Ursachen ist viel gerätselt worden, doch spielten Asiaten, die in das Delta einwanderten und dort an einem gewissen Punkt die Macht übernahmen, sicherlich eine wichtige Rolle.

### Zweite Zwischenzeit (ca. 1685–1532 oder 1528 v. Chr.)
Mit der Zweiten Zwischenzeit beginnt eine weitere Epoche, die durch den Einfall semitischer Völker aus dem Osten gekennzeichnet ist. Die Hyksos (15. Dynastie) besetzten das Nildelta und große Teile Unterägyptens und machten Auaris zu ihrer Hauptstadt. Der ägyptische Hof zog sich nach Theben in Oberägypten zurück. Es handelt sich um die 16. und 17. Dynastie, wobei ein Teil der Forschung in der 16. Dynastie Vasallenkönige der Hyksos sieht. Dort regierten Könige in der Nachfolge der 13. Dynastie. Die wenigen Quellen berichten von ständigen Kriegen gegen die nördlichen Nachbarn und man erfährt, dass zu einem ungewissen Zeitpunkt Nubier in Ägypten einfielen. Die wenigen Denkmäler aus dieser Epoche belegen einen drastischen Verfall in der Kunst. König Ahmose am Ende der 17. Dynastie gilt auch als Begründer der 18. Dynastie und vereinigte unter seiner Herrschaft ganz Ägypten.

### Neues Reich (1550/1528 bis 1070 v. Chr.)

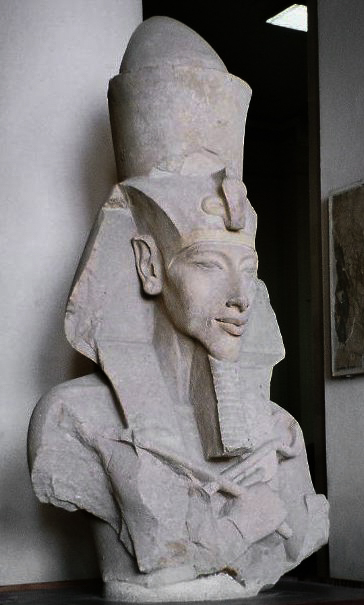
Echnaton

Das Neue Reich umfasst die 18., 19. und 20. Dynastie. Theben wurde zur religiösen und Memphis zur administrativen Hauptstadt. Die Periode ist gut durch königliche und private Inschriften belegt, wenn es auch viele offene Fragen gibt. Das Land öffnete sich mehr als jemals zuvor anderen Kulturen des Nahen Ostens und die Könige führten eine umfangreiche Korrespondenz mit allen wichtigen zeitgenössischen Herrschern.

#### 18. Dynastie: äußerste Expansion, innerer Religionskonflikt
Ahmose und Amenophis I. (etwa 1525 bis 1504 v. Chr.) konsolidierten das nun wieder vereinigte Reich. Schon Thutmosis I. konnte die Grenze im Süden des Landes weiter ausbauen, wodurch verstärkt Gefangene, bedingt durch militärische Feldzüge, nach Ägypten überführt wurden. Nubien wurde bis zum 4. Katarakt erobert. Der Herrscher führte auch Kriege im Nahen Osten und gelangte bis nach Syrien und an den Euphrat. Nach dem Tode der regierenden Königin Hatschepsut folgte Thutmosis III.; seine 33 Kriegszüge festigten weiter die Vormachtstellung Ägyptens, vor allem im Nahen Osten. Die dortigen Klein- und Stadtstaaten bis an den Euphrat wurden zu Vasallen Ägyptens. Es kam zu Konflikten mit der Großmacht Mitanni im heutigen Syrien.
Amenophis IV. verlegte seinen Regierungssitz in die von ihm neu erbaute Stadt Achet-Aton in Mittelägypten und änderte seinen Namen in Echnaton. Vor allem aber verkündigte er den Kult des Sonnengottes Aton und verfolgte den Kult des Gottes Amun und anderer Gottheiten. Seine Regierungszeit stürzte Ägypten in eine tiefe religiöse und politische Krise. Kurz nach seinem Tod kehrten die Nachfolger zu den alten Kulten zurück. In der Folge ging die Macht in die Hände des Militärs Haremhab über.

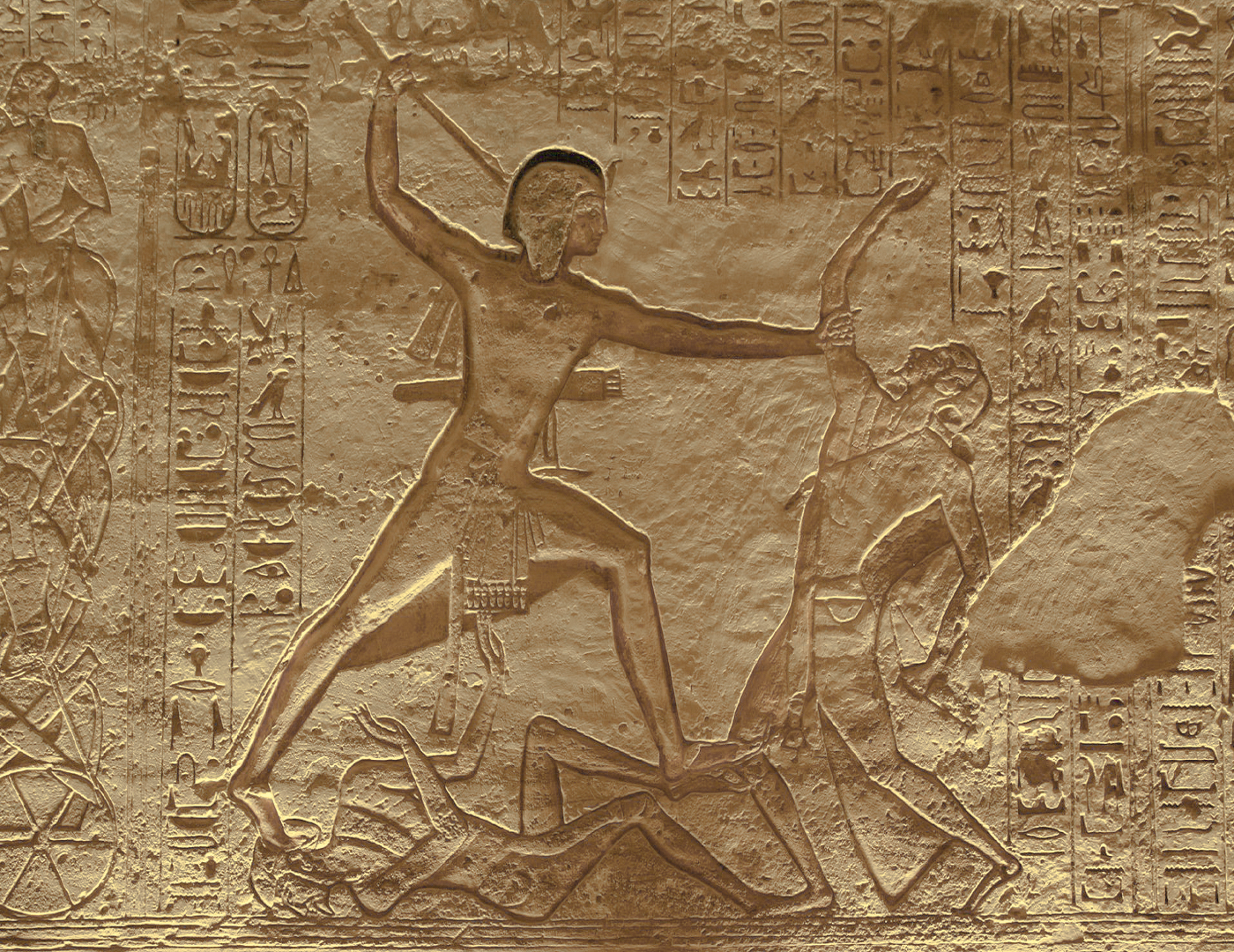
Ramses II. erschlägt Feinde

#### 19. und 20. Dynastie: Kriege mit Hethitern und Seevölkern
Da viele Herrscher dieser Dynastien den Namen Ramses trugen, wird diese Epoche auch als Ramessidenzeit bezeichnet. Auf Haremhab folgte die 19. Dynastie mit Ramses I. und Sethos I., der die Eroberungspolitik im Orient wieder aufnahm und endlich Ramses II., der seine ganzen Kräfte dazu aufbrachte, die Hethiter zu besiegen, wobei es aber zu keiner wirklichen Entscheidung kam. Er verlegte seine Hauptstadt nach Piramesse im östlichen Delta. In seinem 21. Regierungsjahr kam es zu einem Friedensvertrag zwischen den beiden Mächten. Ramses II. heiratete eine Tochter des hethitischen Großkönigs, um die nun guten Beziehungen beider Großmächte zu bestätigen. Ramses II. regierte über 60 Jahre, für die zweite Hälfte seiner Regierungszeit gibt es Anzeichen, dass Libyer in das Delta eindrangen. Unter Merenptah kam es zu einem Gegenschlag, der als Sieg gefeiert wurde, doch schwelten die Auseinandersetzungen fort. Die 19. Dynastie endete in Thronstreitigkeiten, nach Merenptah folgten einige nur kurz regierende Herrscher und das Land war zeitweise gespalten.
In der 20. Dynastie regierte Ramses III., dem es gelang, die Seevölker zurückzuschlagen. Bei diesen handelte es sich um verschiedene Völker, die von Norden kommend Teile der Levante überrannten und das Hethiterreich vernichteten. Erst im Nildelta konnten sie abgewehrt werden. Ägypten war in der Folgezeit von Krisen und Bürgerkriegen gezeichnet. Der Regierungssitz blieb im Norden des Landes. Der Übergang zur folgenden 21. Dynastie ist unklar, jedenfalls scheint eine neue Herrscherfamilie, die in Tanis residierte, aber schon vorher Macht besaß, die Herrschaft nach dem Tod des letzten Ramses übernommen zu haben.

### Dritte Zwischenzeit (1069–664/652 v. Chr.)

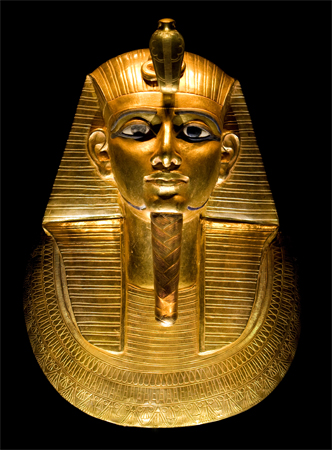
Goldmaske von Psusennes I.

In der 21. Dynastie wurde Ägypten von Königen, die in Tanis residierten, regiert. Vor allem unter Psusennes I. wurde diese Stadt zur Residenz ausgebaut. Die Herrscher der Dynastie waren wahrscheinlich libyscher Abstammung, während in Oberägypten eine Seitenlinie des Königshauses regierte, deren Mitglieder militärische und priesterliche Titel trugen und sogar teilweise königliche Titel annahmen. Auch die folgende 22. Dynastie war libysch. Unter Scheschonq I. (um 946 bis 924 v. Chr.), dem Begründer der Dynastie, führte Ägypten wieder eine aggressive Außenpolitik. Der König fiel in Palästina ein und plünderte Städte, ohne dass es zu weiteren Eroberungen kam. Wichtige Positionen im Land, wie die der Hohepriester, wurden von ihm und den folgenden Herrschern von Söhnen der Könige besetzt.
Dies führte jedoch schnell zu einer Aufsplitterung des Landes, da viele von diesen Söhnen versuchten, die Macht an sich zu reißen und selbst den Königstitel anzunehmen. Insgesamt bereitet es der Forschung Schwierigkeiten, die einzelnen Herrscher der 22. und der folgenden 23. Dynastie auseinanderzuhalten, da sie oftmals identische Eigen- und Thronnamen trugen. Als der nubische König Pije (um 746 bis 715/713 v. Chr.) in Ägypten einfiel, fand er das Land in zahlreiche kleine Königtümer aufgeteilt. Pije war der Begründer der 25. Dynastie. Zumindest teilweise wurde Ägypten nun von Nubien aus regiert.
Unter Taharqa erlebte das Land eine intensive königliche Bautätigkeit. Dieser Herrscher hatte aber auch mit den Assyrern zu kämpfen, die er mehrmals abwehren konnte. 671 v. Chr. wurde Memphis erobert, doch konnten die Assyrer sich nicht in Ägypten halten und wurden zurückgeschlagen. Tanotamun konnte 664 v. Chr. zwar das Nildelta erobern und bis 663 v. Chr. den assyrischen König Assurbanipal vertreiben, der jedoch Tanotamun anschließend bis nach Theben verfolgte. Um 655 v. Chr. beendete Psammetich I. die assyrische Herrschaft auch in Unterägypten.

### Spätzeit (664–332 v. Chr.)

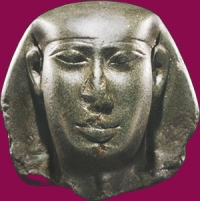
Pharao Amasis (26. Dynastie)

Nach der Vertreibung der Assyrer gelangte mit Psammetich I. wieder ein einheimischer König an die Macht (obwohl wahrscheinlich im weitesten Sinne auch libysch). Er begründet die 26. Dynastie (um 664 bis 525 v. Chr.), die Ägypten vereinte. Diese Epoche wird oft als Saitenzeit bezeichnet, da nun Sais im Delta die Hauptstadt war.
Auch bei dieser Dynastie handelte es sich nicht im engeren Sinne um eine einzelne Herrscherfamilie. Während die ersten Könige dieser Dynastie verwandtschaftlich verbunden waren, gehörten die letzten beiden einer anderen Familie an. Im Inneren des Landes wurde eine neue Verwaltung aufgebaut. Die Herrscher führten Krieg im Nahen Osten, wo mit dem neubabylonischen Reich ein starker Gegner entstanden war.
Amasis eroberte Zypern im ersten Jahrzehnt seiner Herrschaft und schloss ein Bündnis mit dem von griechischen Siedlern gegründeten Kyrene im heutigen Ostlibyen, das sein Vorgänger noch bekämpft hatte. In Naukratis entstand auf ägyptischem Boden eine griechische Händlerkolonie. 539 v. Chr. wurde das Neubabylonische Reich durch das Achämenidenreich erobert, 525 v. Chr. konnten sie den herrschenden Pharao besiegen. Ägypten wurde eine Satrapie des Achämenidenreiches.
Die Herrschaft der Perser dauerte von 525 bis 404/401 v. Chr. und von 341 bis 332 v. Chr. Hauptstadt der Satrapie war Memphis, wo ein Satrap die Provinz verwaltete. In den ersten Jahrzehnten der Herrschaft bauten die persischen Könige Tempel in ägyptischem Stil und ließen sich auf ihnen als Pharao mit einer königlichen Titular in ägyptischem Stil darstellen. Für den späteren Teil der persischen Herrschaft ist dies weniger bezeugt. Auch wurde der unter Necho II. begonnene Kanal, der den Nil mit dem Roten Meer verband, zwischen etwa 510 und 497 v. Chr. fertiggestellt. Es gab verschiedene ägyptische Aufstände; Amyrtaios konnte schließlich, unterstützt durch griechische Söldnerheere, ab 404 v. Chr. die Perser aus Ägypten vertreiben. Er ist der einzige Herrscher der 28. Dynastie. Die nachfolgende 29. und die 30. Dynastie konnten bis 341 v. Chr. dem persischen Druck standhalten. Vor allem die Herrscher der 30. Dynastie entfalteten eine rege Bautätigkeit. Nach mehreren Angriffen auf Ägypten, das eine für Persien gefährliche Rolle in den Aufständen im Reich und im Kampf mit den Griechen spielte, wurde Nektanebos II. schließlich von der Armee des Perserkönigs Artaxerxes III. geschlagen. Die persische Herrschaft dauerte jedoch nur bis 332 v. Chr.

## Griechisch-römische Zeit (332 v. Chr.–395 n. Chr.)

### Alexanderreich, Ptolemäer (332–30 v. Chr.)

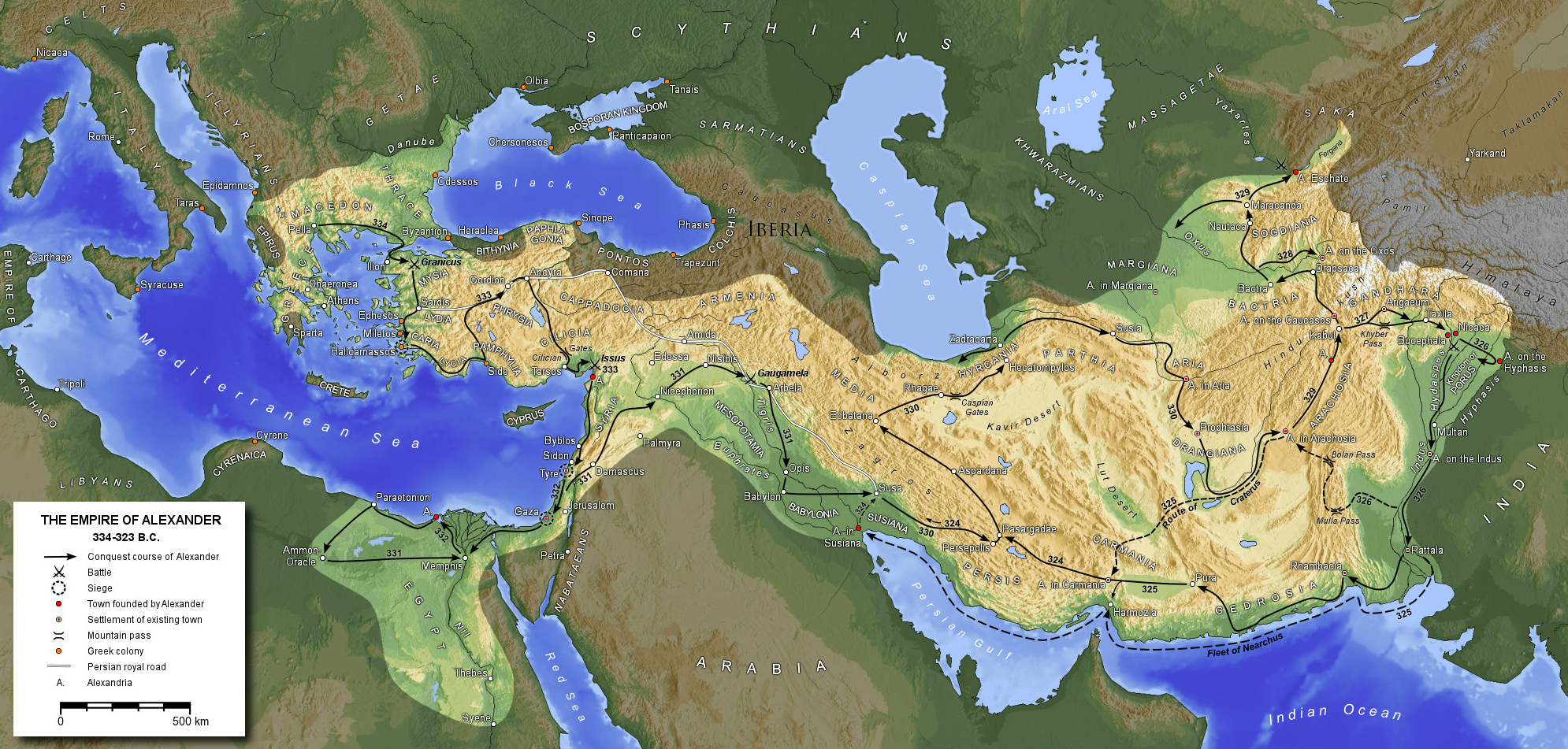
Reich Alexanders des Großen bei seinem Tod im Jahr 323 v. Chr.

Nachdem Alexander der Große den persischen König Dareios III. besiegt hatte, zog er nach Ägypten. Der persische Satrap Mazakes übergab vor Memphis die Herrschaft. Kurze Zeit später ließ sich Alexander nach ägyptischem Ritus zum Pharao krönen und nahm den Namen „der Geliebte des Re, der Erwählte des Amun“ an. Die Gründung der Hafenstadt Alexandria erfolgte auch nach Plänen des Königs und Pharaos. Die Alexandriner richteten einen Kult des Gründer-Heros (héros ktístes), ja des Gründer-Gottes (théos ktístes) ein. Da Alexander mit seinem Heer relativ schnell abzog, setzte er wie die Perser einen Satrapen ein.
Alexander, der am 10. Juni 323 v. Chr. in Babylon starb, hatte vor seinem Tod seinen Siegelring an Perdikkas übergeben. Ptolemaios bevorzugte einen weniger zentralistischen Verband der Nachfolger Alexanders. In der „Reichsordnung von Babylon“ wurden 323 die Satrapien den einzelnen Generälen übertragen, wobei Ptolemaios Ägypten erhielt. Er bemächtigte sich des Leichnams Alexanders, die Beisetzung fand in Alexandria statt.

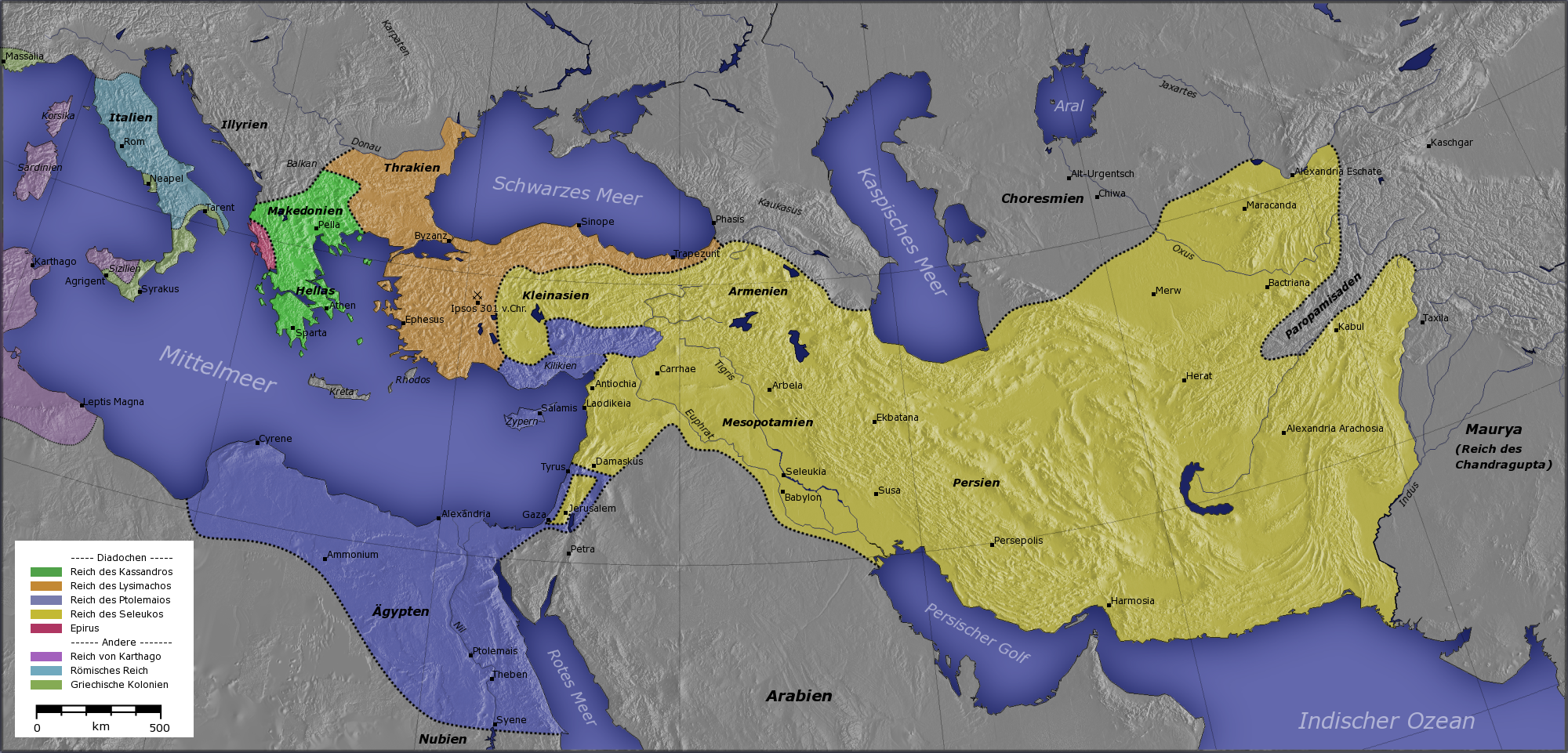
Die Diadochenreiche um 300 v. Chr.

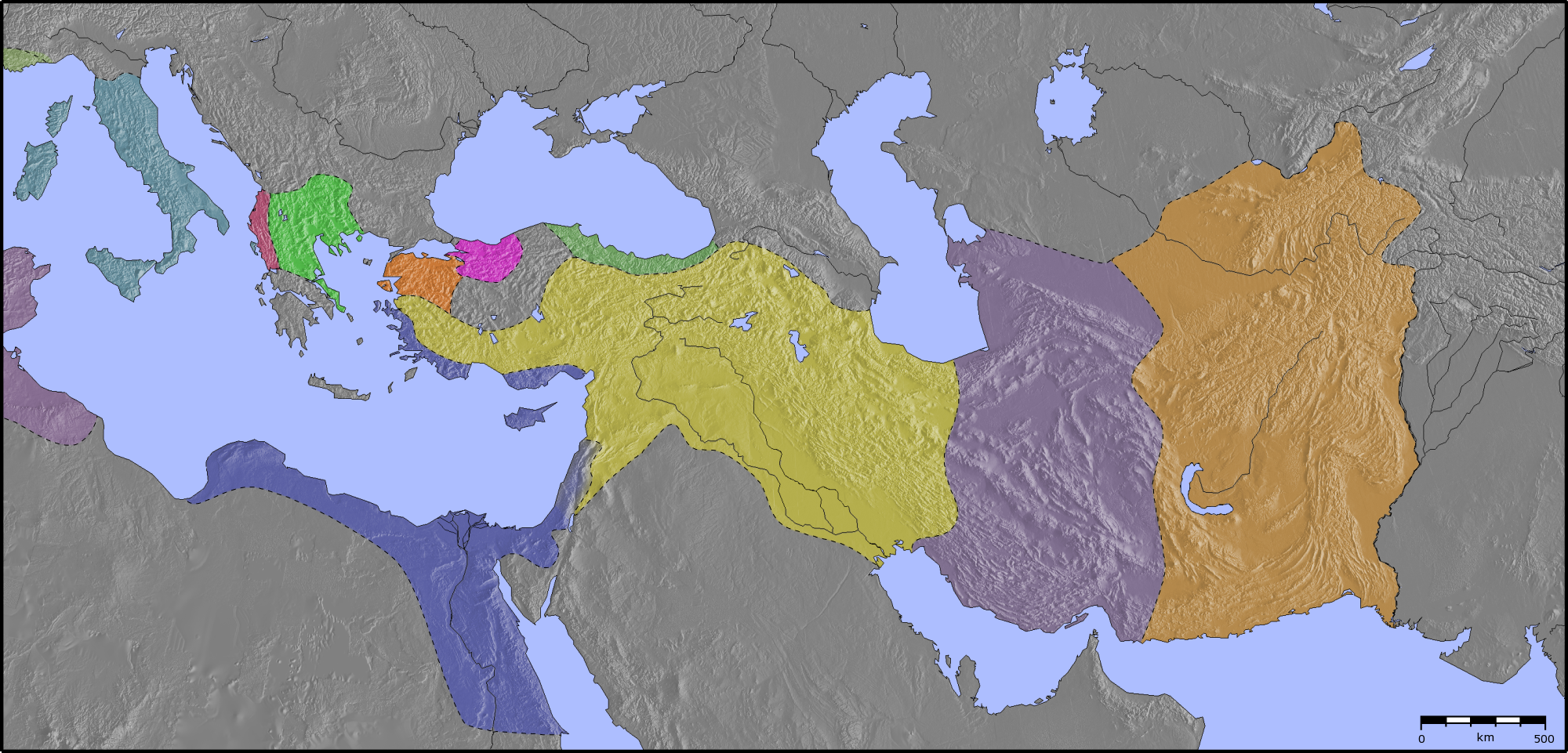
Die hellenistischen Reiche um 200 v. Chr.

Perdikkas, der versuchte, das Alexanderreich zusammenzuhalten, rückte 321 v. Chr. nach Ägypten vor, doch Ptolemaios konnte ihn bei Memphis zurückschlagen. Auch der Sohn des Antigonos I. Monophthalmos, des Nachfolgers des ermordeten Perdikkas, wurde bei Gaza 312 v. Chr. besiegt, Ptolemaios als ägyptischer Satrap bestätigt. Nach dem Sieg von 306 über den zweiten, der versuchte Ägypten zu erobern, über Antigonos I. Monophthalmos selbst, etablierten sich die Reiche der Diadochen, Ptolemaios herrschte ab 305 v. Chr. als König. Auch andere Diadochen gründeten Königreiche, die Ptolemäer setzten sich in den meisten Küstengebieten Kleinasiens fest. Die griechischen Staaten erhofften dabei ägyptische Hilfe gegen die makedonische Übermacht, die sich ihrerseits mit den Seleukiden verbündete, die Westasien beherrschten. Drei schwere Niederlagen beendeten die ptolemäische Seeherrschaft. 258 v. Chr. unterlag sie gegen die Flotte eines rhodischen Admirals, eine zweite Niederlage erfolgte gegen den makedonischen König und 245 v. Chr. unterlagen die Ägypter vor Andros. Im Fünften Syrischen Krieg verlor Ägypten im Jahr 195 v. Chr. zudem seinen Einfluss in Syrien an die Seleukiden. Nur die Insel Zypern blieb mehr als ein Vierteljahrtausend ptolemäisch.
Das geschlossene ptolemäische Währungssystem galt nicht nur für Ägypten, sondern auch für Kyrene und Zypern. Doch die griechischen Gegner machten den Ptolemäern zu schaffen und 246 v. Chr. kam es zu einem ersten Aufstand in Ägypten, 217 bis 197 kam es zu einem Aufstand der Soldaten in Unterägypten. Alexandria wurde zu einer beeindruckenden Metropole ausgebaut. Der Bau der Bibliothek von Alexandria sowie der des Leuchtturms, der eines der sieben Weltwunder war, wurden unter Ptolemaios II. vollendet. Mindestens ein Viertel der Stadt wurde von Palästen eingenommen, der Sema, die Grablege, wo Alexander in einem goldenen, später gläsernen Sarg lag, war eines der Prunkstücke. Die Dynastie erreichte eine bisher nicht mögliche Integration mit Blick auf die Verwaltung und die Wirtschaft in das Reich. Man verband die Dynastie zunehmend mit Zeus, Dionysos und Apollon. Alle Ptolemäer gehörten einer Familie von Göttern an, denen ein eigener Kult mit umfangreichen Opferritualen galt.

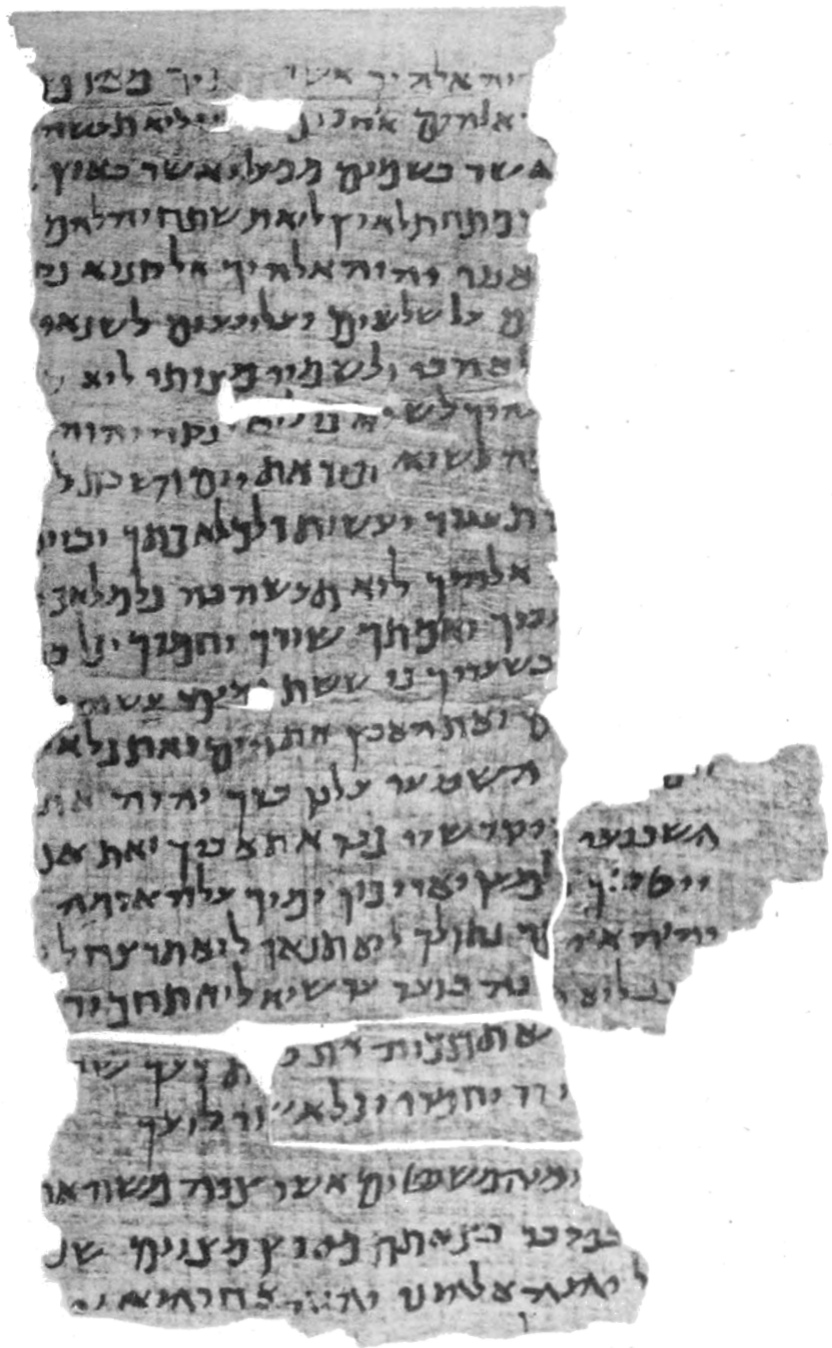
Eines der vier Fragmente des Papyrus Nash, die bis 1947 als älteste Bibelhandschrift galten (zweites oder erstes Jahrhundert v. Chr.).

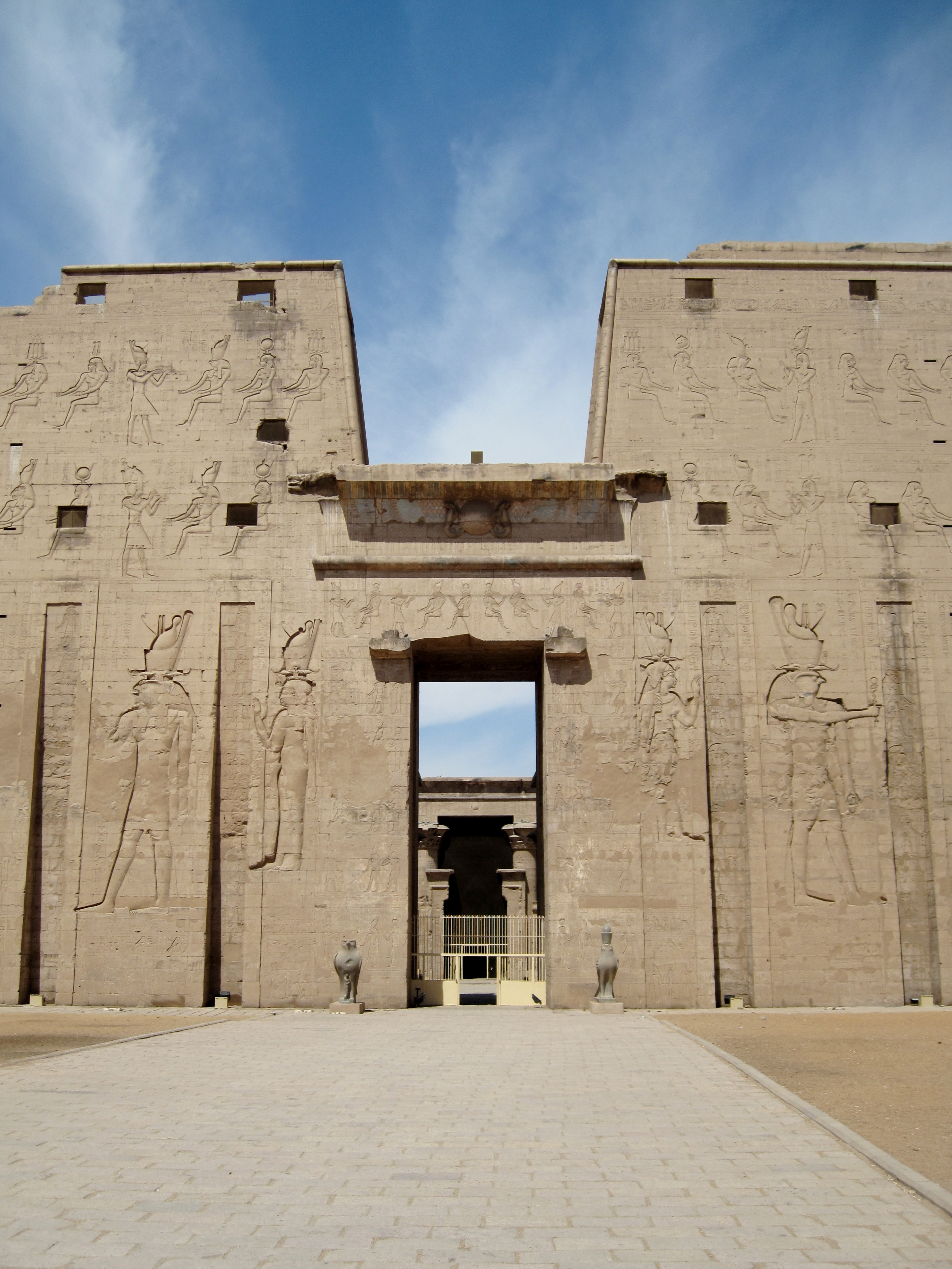
Der ptolemäische Tempel von Edfu, an dem zwischen 237 und 57 v. Chr. immer wieder gebaut wurde. Dort betonte man die Verbindung zur letzten Pharaonendynastie, besonders zu Nektanebos II. Die bedeutendsten Priester waren jedoch inzwischen die Hohepriester von Memphis

Doch neben den äußeren zogen sich inneren Kämpfe unter der Verwandtschaft der Ptolemäer durch alle folgenden Generationen, in die sich auch die Bevölkerung einmischte, vor allem die der Hauptstadt. Die Macht der Alexandriner brachen erst die Legionen Caesars 48/47 v. Chr. Dabei bestand in der Thebais zwischen 205 und 186 ein unabhängiger Staat unter König Haronophris, dem 197 v. Chr. Chaonnophris folgte. Vielleicht zeigte sich hierin der politische Ehrgeiz der Amunpriesterschaft in Verbindung mit religiös begründeter Fremdenfeindlichkeit.
Rom mischte sich immer stärker in die Verhältnisse ein. Es führte Kriege gegen die hellenistischen Reiche, 167 v. Chr. verschwand das Königreich Makedonien, es folgte Kleinasien (ab 133 v. Chr.) und 64 v. Chr. die Annexion des Restreiches der Seleukiden. Zugleich wurde Rom zur Garantiemacht für den Fortbestand des Ptolemäerreiches. Nach dem römischen Sieg über Makedonien begab sich Gaius Popillius Laenas nach Alexandria, um dem Seleukidenkönig ein Ultimatum zu überbringen, das den sofortigen Abzug aus dem besetzten Ägypten verlangte. 96 v. Chr. erwarb Rom die Kyrenaika, 58 v. Chr. Zypern.
Während der römischen Bürgerkriege landete zunächst der Feldherr Gnaeus Pompeius auf der Flucht vor Caesar in Alexandria, wurde jedoch ermordet. Sein siegreicher Gegner Julius Caesar griff in den dynastischen Zwist ein, um ihn zugunsten von Kleopatra gegen ihre Brüder zu entscheiden. Um 50 v. Chr. kam es zu schweren Unruhen. 50/49 v. Chr. kam es im herakleopolitschen Gau zu Unruhen, die jedoch niedergeschlagen wurden. Schließlich wurde am 27. Oktober 50 v. Chr. ein königlicher Befehl erlassen, in dem alle Getreidekäufer in Mittelägypten bei Todesstrafe verpflichtet wurden, ihre Waren nur in die Hauptstadt zu bringen. Ungefähr im Herbst 49 v. Chr. wurde Kleopatra aus Alexandria vertrieben.
Kleopatra, nunmehr die Geliebte Caesars, wurde im Sommer 46 v. Chr. nach Rom eingeladen. Nach dem Attentat auf Caesar floh sie nach Ägypten. Dort gewann die Königin auch das Herz des Marcus Antonius, der ihr 36 v. Chr. die früheren ptolemäischen Gebiete in Syrien und Kleinasien zuerkannte. Nachdem die Flotten des Paares 31 v. Chr. in der Schlacht bei Actium von Octavian, dem späteren Kaiser Augustus besiegt worden waren, fiel Ägypten im folgenden Jahr an das Römische Reich.

### Römisches Reich

#### Ägypten als römische Provinz
30 v. Chr. nahmen römische Truppen Alexandria, die Hauptstadt der Ptolemäer, ein. Octavian annektierte das Land als neue römische Provinz, die er jedoch nur einmal, im Jahr 27 v. Chr. besuchte.
Unter den römischen Provinzen nahm Aegyptus lange Zeit eine Sonderstellung wegen ihres großen Reichtums, aber auch ihrer kulturellen Andersartigkeit ein. Sie war in der Folge die Kornkammer des Reichs und unterstand unmittelbar dem Kaiser, der die Provinz über den praefectus Aegypti verwaltete. Augustus alleine erteilte den Senatoren sowie Angehörigen der kaiserlichen Familie die Erlaubnis, das Land zu betreten. Diodorus Siculus gibt die Einwohnerzahl Ägyptens im 1. Jahrhundert mit 3 Millionen an, während Flavius Josephus 7,5 Millionen angibt – ohne Alexandria, das 300.000 bis 500.000 Einwohner hatte. Es existierten 2000 bis 3000 Dörfer, die vielleicht 1000 bis 1500 Einwohner hatten. Sklaven bildeten vielleicht 11 % der Bevölkerung, von ihnen waren etwa zwei Drittel weiblich. In der übrigen Bevölkerung gab es eher einen Männerüberschuss. Die Lebenserwartung für Mädchen lag bei der Geburt vielleicht bei 20 bis 25 Jahren, die der Jungen lag sicherlich über 25 Jahren. Folgt man den Untersuchungen, so wurde ein Sechstel der Ehen zwischen Geschwistern geschlossen, die Männer heirateten später als die Frauen.
Für die historischen Wissenschaften ist Ägypten von enormer Bedeutung, da sich in seinem trockenen Klima Papyri besser erhalten haben, als in den übrigen Provinzen. Hier ragt Oxyrhynchus heraus, ein Ort 200 km oberhalb von Kairo, nach dem die Oxyrhynchus Papyri benannt wurden. Auch die Ostraka, beschriebene Tontäfelchen aus der östlichen Wüste, genauer gesagt dem Kastell Mons Claudianus, von denen man mehr als 9.000 fand, bieten ungewöhnlich breite und tiefe Einblicke in die Gesellschaften, die sie hervorbrachten. Neben Papyri erhielten sich wegen der Trockenheit auch andere organische Materialien besser, wie etwa Stoffe und Kleider, Körbe, Leder, aber auch Lebensmittel.

#### Präfekt, zivile und militärische Verwaltung, ethnisch bestimmte Hierarchie
Rom übernahm die administrative Einteilung des Landes, so dass weiterhin 30 nomes unter den jeweiligen strategoi, die dem Präfekten Rechenschaft schuldeten, mit einer eigenen Hauptstadt existierten. Der Präfekt war persönlicher Repräsentant seines Herrn in Ägypten, militärischer Befehlshaber der dort stationierten Legionen, Appellationsinstanz in Rechtsfragen und Spitze der Verwaltung. Das Amt galt über weite Strecken der Kaiserzeit als Gipfel der ritterlichen Laufbahn.
Der erste Präfekt in Ägypten war Cornelius Gallus. Schon kurz nach seiner Ernennung zog er 29 v. Chr. nach Oberägypten, um dort einen Aufstand niederzuschlagen. Weiter im Süden schlug er anschließend die vorrückenden Äthiopier zurück.
Um 70 n. Chr. trat die Präfektur von Ägypten in der Rangfolge der ritterlichen Ämter hinter den Prätorianerpräfekten zurück. Dem praefectus Aegypti waren drei oder vier Epistrategen untergeben, die ebenfalls dem Ritterstand angehörten. Die Verwaltung einer Provinz in dieser Form war einzigartig im Reich. Die Verwaltungsspitze war römisch, die mittlere Verwaltungsschicht der Gauebene (Gaustrategen) griechisch und nur die lokale Verwaltung ägyptisch.
Der praefectus Aegypti hatte seinen Sitz in der Hafenstadt Alexandria. Er reiste regelmäßig durch Ägypten, um Gericht zu halten und Verwaltungsentscheidungen zu treffen. Seine wichtigste Aufgabe waren die Steuer- und die Finanzverwaltung, bei der er von Prokuratoren aus dem Ritterstand unterstützt wurde. Er führte auch den Befehl über die in Ägypten stationierten Legionen und Hilfstruppen. Seine Amtszeit war nicht festgelegt und wurde vom jeweiligen Kaiser bestimmt. Sie betrug üblicherweise zwei oder drei Jahre, manchmal, wie unter Tiberius, war sie auch deutlich länger.
Die Städte genossen zunächst keinerlei Selbstverwaltung. Dies änderte sich unter Kaiser Septimius Severus im Jahr 200, als in jeder der dreißig Hauptorte ein Stadtrat eingeführt wurde. Damit entwickelten sich die Orte zu Municipia. Ab dem Jahr 212 besaßen dann alle Städte des Reiches mindestens den Rang eines municipiums, was allerdings erhebliche finanzielle Lasten mit sich brachte. Jeder männliche Bewohner zwischen 14 und 60 hatte eine jährliche Abgabe zu entrichten. Die kleine Gruppe der römischen Bürger war hiervon allerdings befreit, die oberen Klassen (metropolites) zahlten eine verminderte Abgabe.
Von den drei Legionen stand eine in Alexandria. Dort standen auch drei römische Kohorten, dazu je drei weitere in Syene an der Südgrenze, schließlich drei im übrigen Land. Auch die drei Reiterabteilungen (alae) waren im Land verteilt. In Alexandria stand die Festung Nikopolis, etwa 5 km östlich des Stadtzentrums, im ganzen Land gab es Beobachtungstürme, denn jede Bewegung durch die Wüste war nur mit entsprechenden Genehmigungen, sei es auf Ostraca, sei es auf Papyrus geschrieben, erlaubt. Zudem begleiteten Legionäre die Steuereintreiber, bewachten den Getreidetransport auf dem Nil, sicherten Minen und den Transport der Materialien.

#### Aufstände, Gegenkaiser, Verwaltung und Provinzen
Während der Regierungszeit Kaiser Caligulas kam es in Alexandria zu einem Kleinkrieg zwischen der hellenischen und der jüdischen Bevölkerung. 69 wurde Vespasian, der zu dieser Zeit Prokonsul der Provinz Africa war, in Alexandria zum Kaiser ausgerufen.
Avidius Cassius, der es als Abkömmling der Seleukiden bis zum praefectus Aegypti brachte, wurde 166 Statthalter von Syrien. 172 beendete er den Aufstand der Bukolen in Unterägypten, der 166/67 begonnen hatte (Cass. Dio 71, 4). Anführer war ein Priester mit dem Namen Isodorus gewesen. 175 wurde Avidius Cassius von den ägyptischen Legionen zum Kaiser ausgerufen, nachdem sich eine Falschmeldung vom Tod Mark Aurels verbreitet hatte. Er wurde noch im selben Jahr in Syrien ermordet.
268 wurde Unterägypten durch das Heer der Königin Zenobia von Palmyra besetzt, Oberägypten teilweise von den Blemmyern, einem nubischen Stamm. 270 gelang es dem römischen Feldherrn Tenagino Probus, Ägypten wieder in das Reich einzugliedern. 279 führte Kaiser Probus einen erfolgreichen Feldzug gegen die Blemmyer. Kaiser Diokletian zahlte ihnen Jahrgelder, was sie jedoch nicht von weiteren Raubzügen abhielt; schließlich sah sich Diokletian gezwungen, Teile der bedrohten Provinz aufzugeben. Die Grenze wurde zum ersten Katarakt zurückverlegt und durch Festungen gesichert.
Als 292 ein Aufstand in Oberägypten losbrach und sich zwei Jahre später auch Alexandria gegen die Römer erhob, eroberte Kaiser Diokletian 295 das Land zurück. In seine Herrschaftszeit fielen die letzten, aber auch die gewalttätigsten Christenverfolgungen. Maximinus Daia war der letzte in Ägypten belegte römische Kaiser (bis 313).

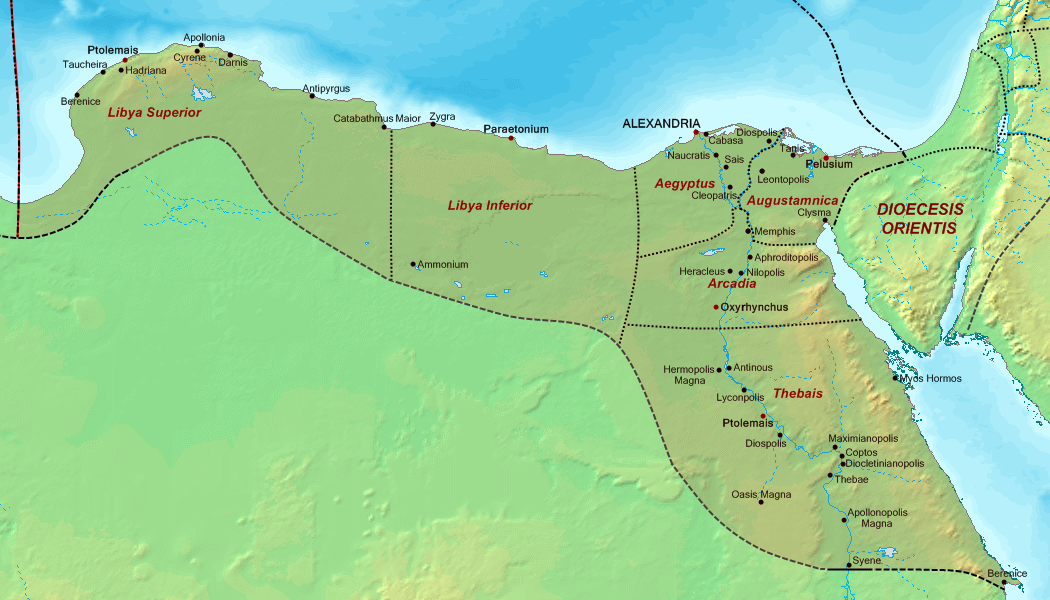
Die Diözese Ägypten mit ihren Provinzen und den bedeutendsten Städten

Im Rahmen der Provinzreform Diokletians, die eine Trennung der Zivilverwaltung von den militärischen Aufgaben mit sich brachte, kam es zur Aufteilung der Provinz Ägypten, die später noch mehrfach verändert wurde. Der Verwaltungsbereich des praefectus Aegypti beschränkte sich auf Unterägypten und zeitweise das Fayyum-Becken, die übrigen Teilgebiete wurden von praesides verwaltet. Für militärische Fragen war nun allein der dux Aegypti et Thebaidos utrarumque Libyarum zuständig.
Dem Praefectus praetorio per Orientem unterstanden dabei die Diözesen Oriens, zu der neben Ägypten, die Levante bis Kilikien und Isaurien gehörte, dann Pontica (Nord- und Ostanatolien) und Asiana (Süd- und Westanatolien). 395 wurde Ägypten jedoch abgetrennt, die Zahl der Präfekturen auf fünf erhöht.
Unter Konstantin dem Großen (306–337) wurde die Verwaltung neu geordnet. Ägypten wurde Diözese und in die sechs Provinzen Ägypten, Augustamnica, Heptanomis (später Arcadia), Thebais, Oberägypten und Unterägypten geteilt. 365 traf das Nildelta ein schweres Erdbeben mit Epizentrum vor Kreta.

#### Wirtschaft, Kolonat

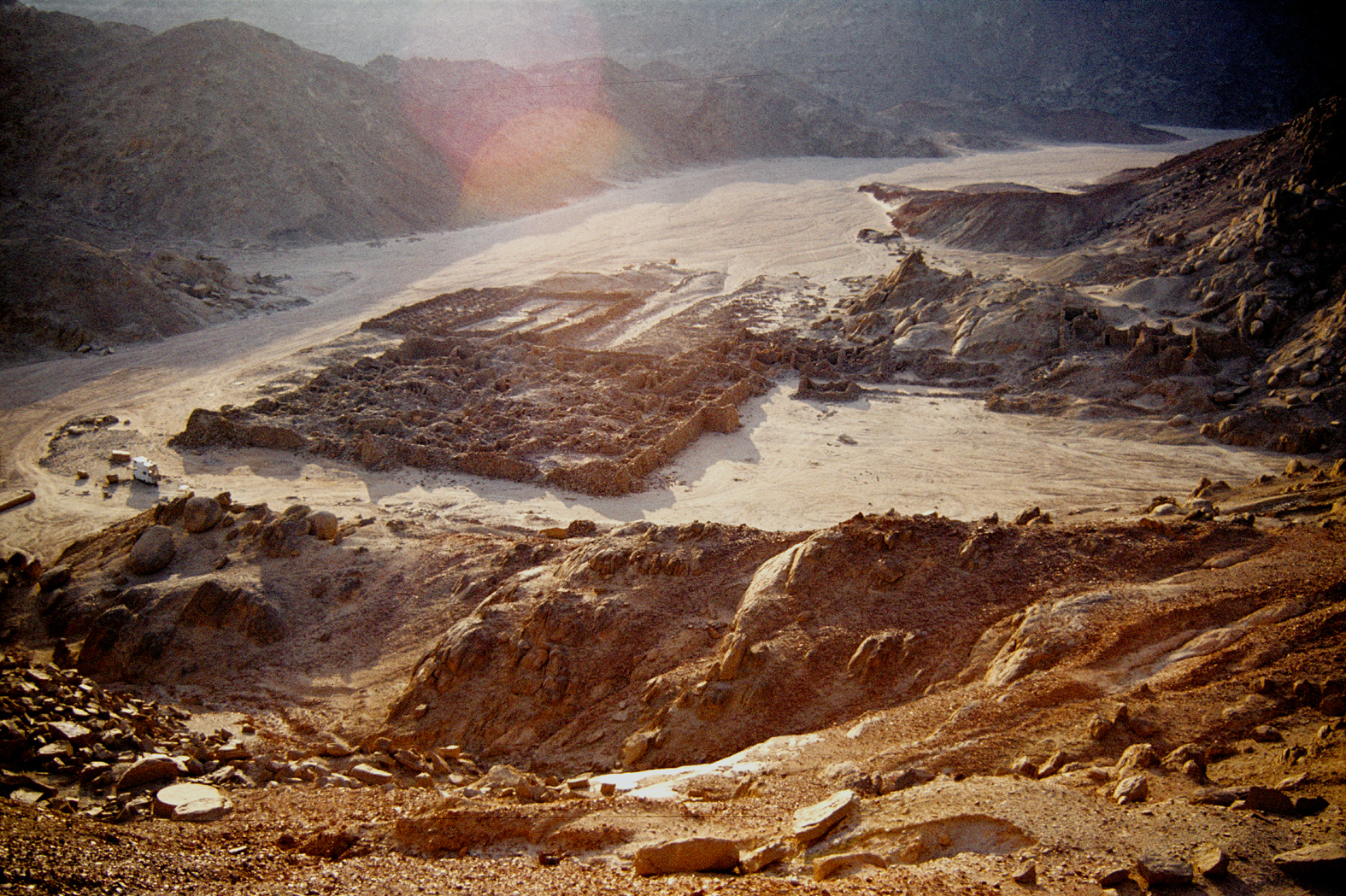
Blick von Nordosten auf das Lager Mons Claudianus, östliche Wüste

Rom wurde fast sogleich von den Weizenlieferungen des fruchtbaren Landes am Nil abhängig. Ein zweiter bedeutender Bereich waren die Minen vor allem im östlichen Wüstengebiet (darunter Goldminen), wo seltene Steinarten, wie Porphyr (am Mons Porphyrites von 29 n. Chr. bis ins 4. oder 5. Jahrhundert) abgebaut wurden, Roter Granit bei Assuan oder Granodiorit am Mons Claudianus abgebaut wurden, die dem gigantisch anwachsenden Baubedarf im Römerreich dienten, beim Fall des Mons Claudianus wohl ausschließlich den kaiserlichen Bauten in Rom. Darüber hinaus lief der gesamte Handel mit dem Osten, also Richtung Persischer Golf, Indien, Malaysia, vielleicht sogar China durch Ägypten mit seinem Zentrum in Alexandria. Haupthafen am Roten Meer war Berenike, das das in ptolemäischer Zeit bedeutende Myos Hormos („Muschel-Hafen“) überflügelte. Die Schiffe segelten im Juli südwärts Richtung Golf von Aden und kehrten im November zurück. Die größeren Schiffe, die in Alexandria oder Berenike ablegten mögen 60 m lang gewesen sein und trugen etwa 1000 t. Entlang der 350 km langen Karawanenstraße von Berenike nach Koptos am Nil fanden sich alle 20 bis 30 km Wasserstellen, wobei ein Abzweig nach Edfu (Apollinopolis Magna) führte. Vor allem der ansteigende Bedarf an Baumaterialien und Luxusgütern stimulierte die Wirtschaft.
Die Abgaben bemaßen sich danach, wie hoch die Nilflut war, wie Plinius berichtet. Ein Pegel von 5,5 m verursachte Hungersnot, 6 m bedeuteten Hunger, 6,5 m Freude, 6 ¾ m Vertrauen, 7 m Begeisterung. Unter Augustus brachten die Flotten als Steuer 20 Millionen modii à ca. 8,7 l an den Tiber. Dies entsprach über einer Million Tonnen, wobei die Lieferanten möglicherweise auch noch den Transport finanzieren mussten. Die Lieferungen von den Anbaugebieten zum Hafen von Alexandria wurden strenger Kontrolle unterworfen, besiegelte Muster wurden den Flusskapitänen mitgegeben, die in Begleitung eines Soldaten fuhren; damit sollte Unterschleif oder der partielle Austausch der Ware gegen minderwertigen Ersatz verhindert werden. Römische Prokuratoren nahmen das Korn in Empfang und waren für Lagerung und Sicherheit zuständig. Im Mai oder Juni fuhren die Schiffe Richtung Rom, wobei sie wegen der vorherrschenden Gegenwinde einen, häufig zwei Monate unterwegs waren. Dabei bevorzugten sie küstennahe Routen. Für die Rückfahrt brauchten sie nur zwei Wochen.
Papyri zeigen, wie ein Agrarbetrieb, wie der des vermögenden Landbesitzers Aurelius Appianus im Fayyum funktionierte. Die Verwalter stammten aus der Region, waren entweder Ratsherren oder selbst Landbesitzer. Die eigentliche Produktion leiteten phrontistai, die möglicherweise für mehrere Güter gleichzeitig tätig waren. Die eigentliche Arbeit verrichtete ein Stamm von Beschäftigten, der in der Erntezeit verstärkt wurde. Anscheinend handelte es sich um Lohnarbeiter. Einige arbeiteten lebenslang auf dem Gut und hatten freie Unterkunft, andere waren freie Arbeiter, die einen oft mehrjährigen Kontrakt schlossen und aus den umliegenden Dörfern stammten. Appianus produzierte vor allem Exportwein, dazu Futter für das Vieh, Getreide für die Steuer und für die Beschäftigten.
Dies verweist auf die Übergangsphase in der Entwicklung vom freien Bauern zum Kolonat. Kaiserliche Gesetze schufen, vermutlich auf Initiative der großen Landbesitzer, die Voraussetzungen, um beinahe unbeschränkte Verfügungs- und Polizeigewalt an lokale Herren abzutreten, deren wachsende Wirtschaftseinheiten sich dadurch gegenüber staatlichem Einfluss zunehmend abriegelten. Die Landbevölkerung wurde zunächst gezwungen, das Land zu bebauen und Abgaben (tributum) zu entrichten. War bis ins 5. Jahrhundert vielfach die bodenbearbeitende Bevölkerung an ihr Land gebunden, während ihr Besitz ihrem Herrn gehörte, so konnten andere nach drei Jahrzehnten in diesem Rechtszustand ihren mobilen Besitz, bzw. ihr Vermögen in eigenen Besitz nehmen. Unter Kaiser Justinian I. wurde nicht mehr zwischen freien und unfreien Kolonen unterschieden. Kolone und Unfreier wurden nun identisch gebraucht, um Ackerbauer zu beschreiben, die an die Scholle gebunden waren und kein freies Eigentum besaßen.
Seit Konstantin dem Großen durften die Herren flüchtige Kolonen, die vor weniger als dreißig Jahren verschwunden waren, in Ketten legen. Seit 365 war es den Kolonen verboten, über ihren eigentlichen Besitz zu verfügen, wohl in erster Linie Arbeitsgeräte. Seit 371 durften die Herren die Abgaben der Kolonen selbst eintreiben. Schließlich verloren die Ackerbauer 396 das Recht, ihren Herrn zu verklagen.

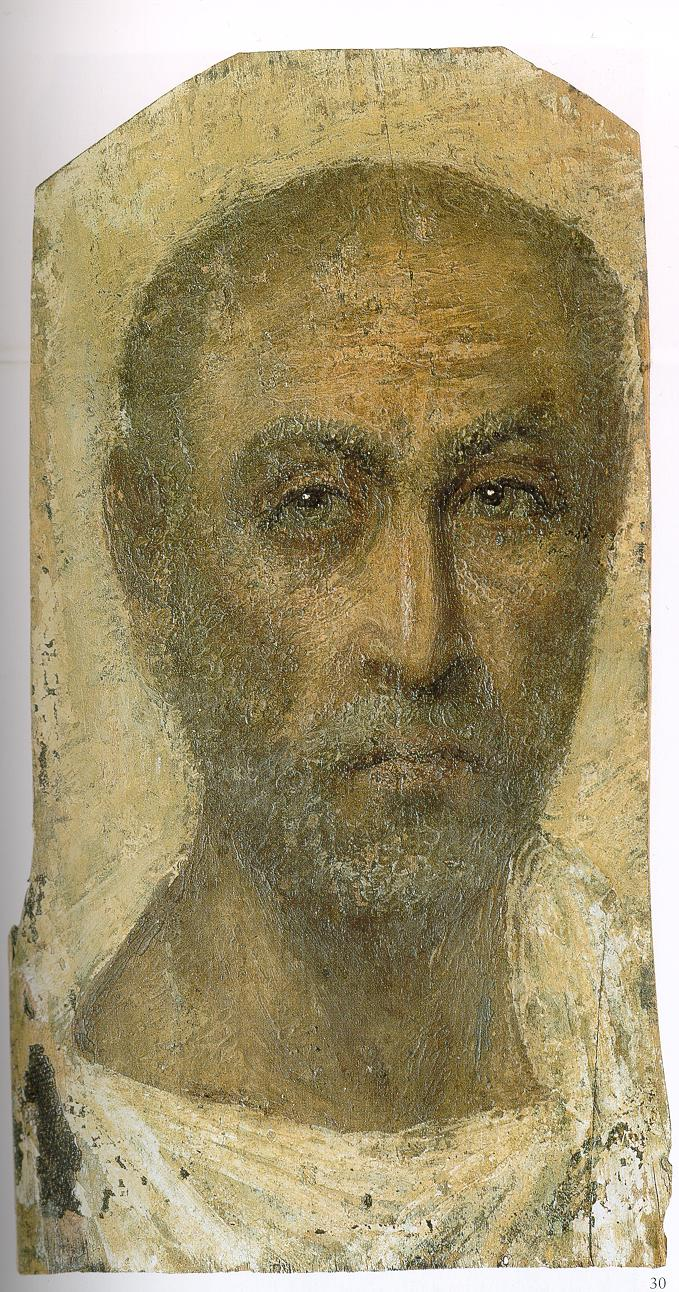
Mumienporträt aus dem Fayyum

### Religion

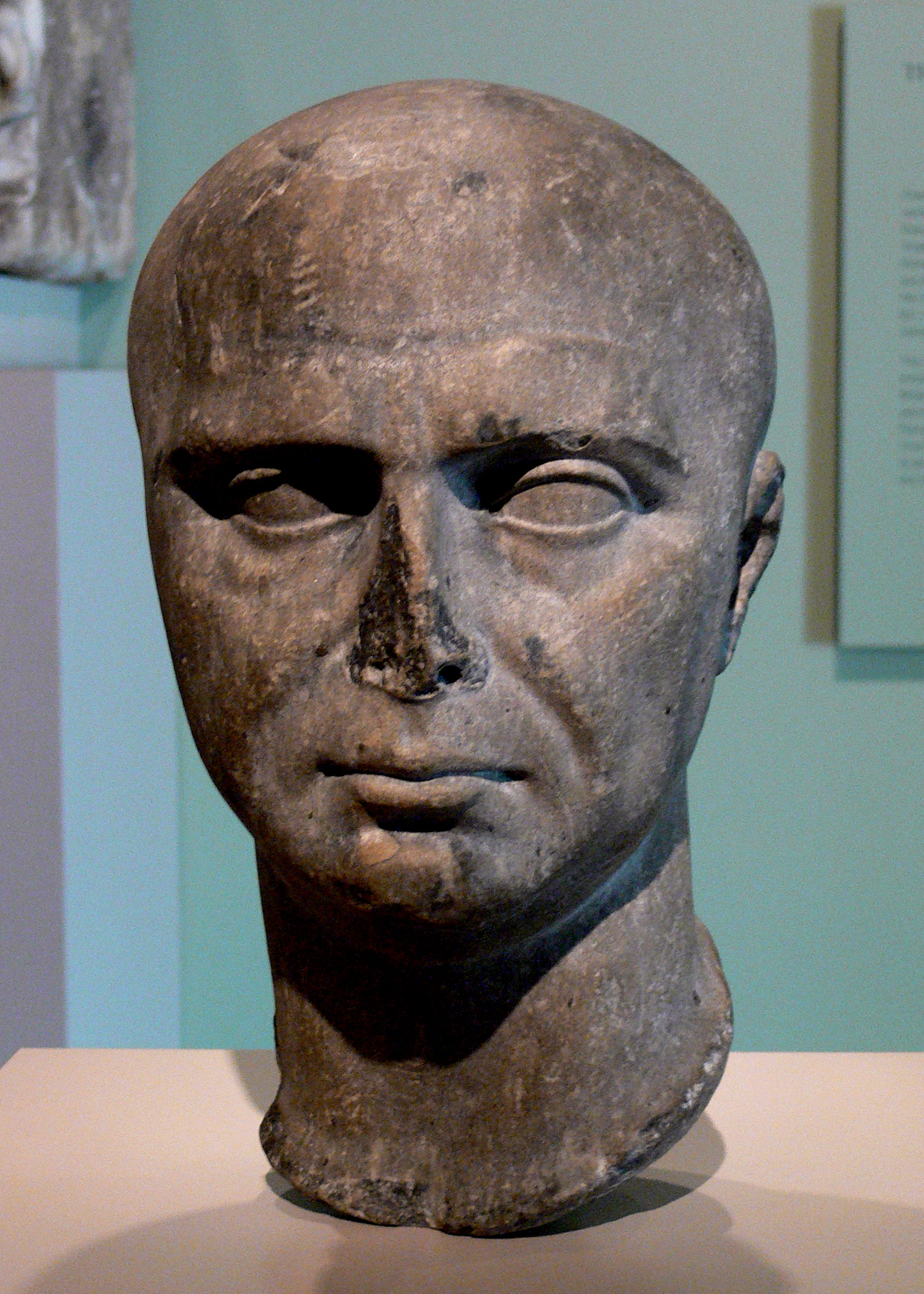
Priester der Isis, Marmor, erstes Jahrhundert

#### Ägyptische, griechische, römische Götter
Die Götter des Alten Ägypten veränderten sich. So wurde aus Amun, der ursprünglich der Gott des Wassers und der Luft war, der Spender des Lebens, Horus war oftmals nicht von Ra zu unterscheiden. Die Griechen identifizierten die ägyptischen Götter mit ihren eigenen, so dass Horus mit Apollo, Thoth mit Hermes, Amun mit Zeus oder Hathor mit Aphrodite gleichgesetzt wurden. Serapis sollte dem Ptolemäerreich eine größere Einheitlichkeit verleihen; er leitete sich vom ägyptischen Gott Osirapis ab, doch wurde er nicht als Tier, sondern als bärtiger Mann dargestellt. Er wurde vor allem in Memphis und Alexandria verehrt, wo 285 v. Chr. das Serapeum von Alexandria fertiggestellt wurde. Der Name entstand aus der Bezeichnung des Osiris (Sir/Sar) und des Apis (Hepi). Der Apis-Stier verkörperte die Fruchtbarkeit. Der Serapiskult breitete sich in vielen Provinzen des Römerreichs aus, aber auch in Rom selbst. Der Kult seiner Gattin und Schwester Isis breitete sich gleichfalls aus, vor allem in Hispanien. Dem Hathor-Tempel in Dendera, der zwischen 125 v. Chr. und 60 n. Chr. errichtet wurde, brachten auch römische Kaiser Opfer, zumindest als Statuen.

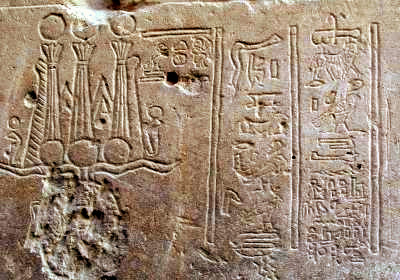
Die letzten Hieroglyphentexte stammen aus Philae, zweites Jahrhundert

Auch die römischen Kaiser ließen sich von der Bevölkerung als Pharaonen verehren – und verehrten selbst die ägyptischen Götter – und nannten sich wieder Pharao von Ägypten. In vielen Tempelanlagen finden sich kaiserliche Reliefdarstellungen und Plastiken in ägyptischer Tracht während der Ausführung von Ritualen. Im Totenkult ist eine Mischung römischer und altägyptischer Elemente zu beobachten, so bei den in römischem Stil gemalten Mumienporträts. Während eines Besuchs Kaiser Hadrians ertrank im Jahr 130 seine jugendliche Liebe Antinous im Nil. Hadrian erhob ihn zum Gott und ließ ihm zu Ehren die Stadt Antinoupolis gründen, die einzige römische Gründung in Ägypten. In der Alltagskultur wurden dagegen in allen Bereichen Formen und Stile aus der hellenistisch-römischen Welt übernommen. Die materielle Kultur wurde im ersten nachchristlichen Jahrhundert weitestgehend römisch.

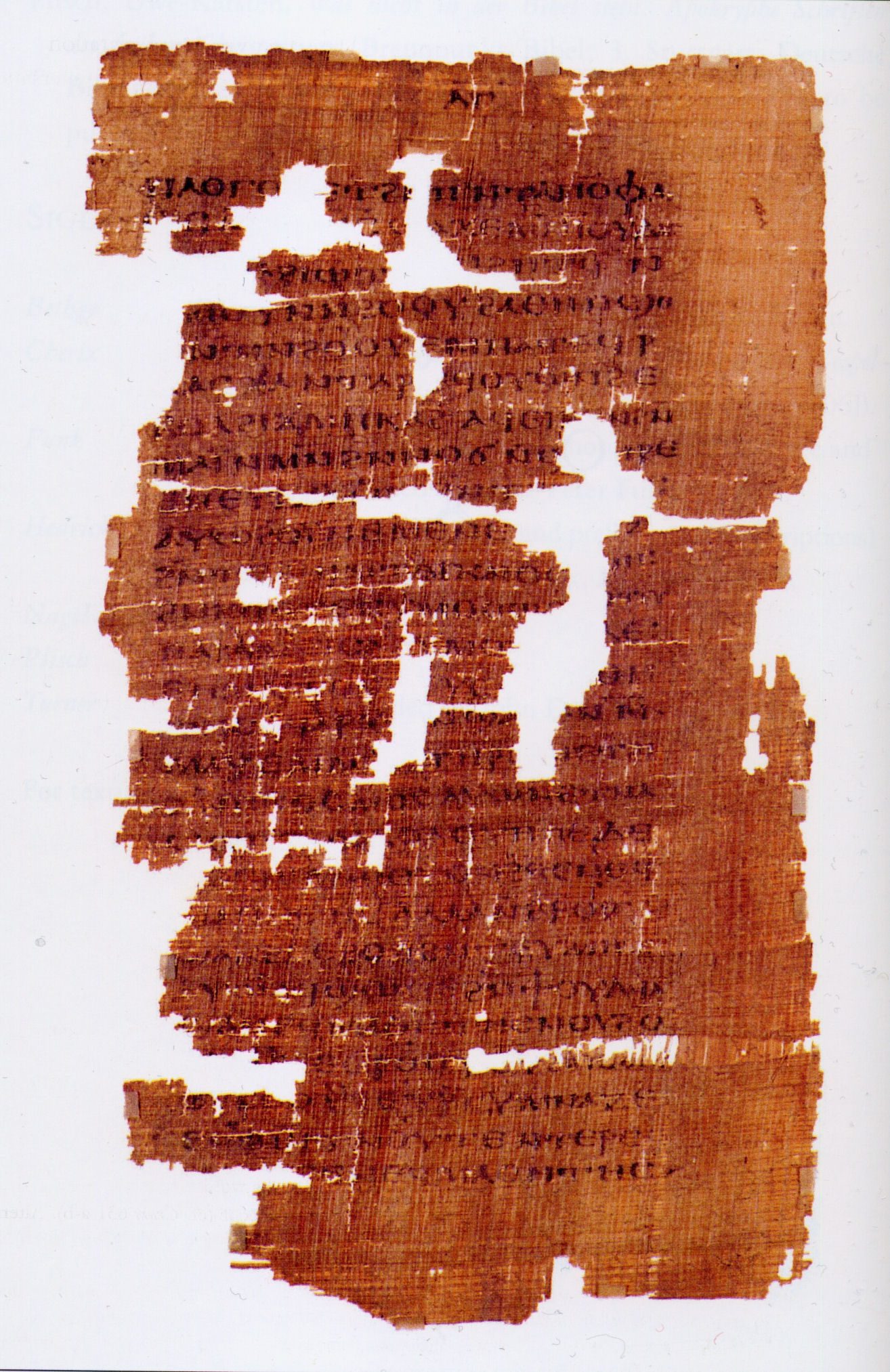
Codex Tchacos aus dem vierten Jahrhundert mit dem Beginn des Judasevangeliums

#### Christianisierung

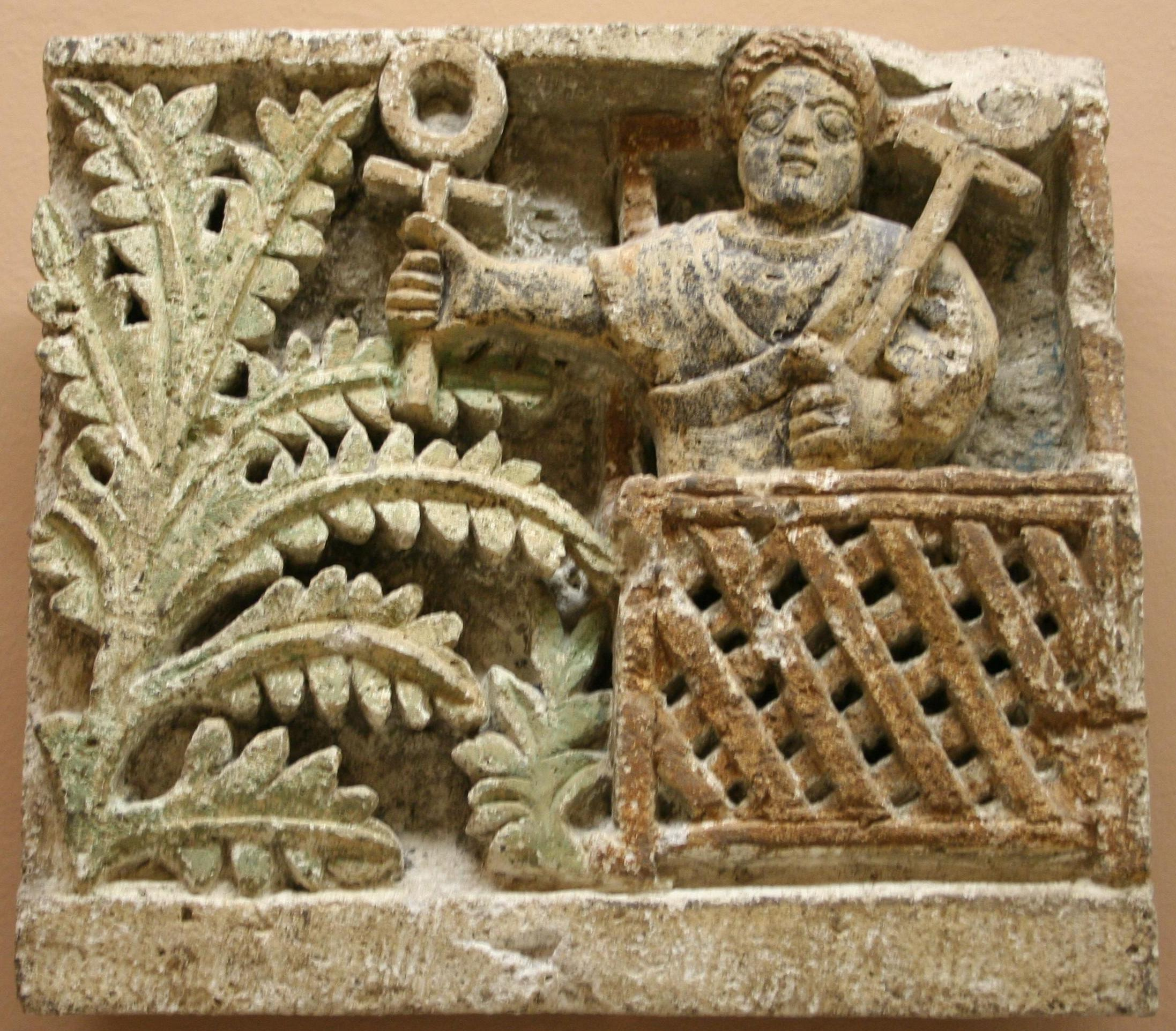
Koptischer Relieffries, fünftes Jahrhundert

Gegen Mitte des 2. Jahrhunderts lassen sich in Alexandria erste christliche Gruppen fassen, Ende des 2. Jahrhunderts hatten sich im Nildelta schon viele Gemeinden gebildet, aber Kaiser Septimius Severus verbot 204 per Edikt den Übertritt zum christlichen Glauben. Unter Kaiser Decius (249–251) begannen erhebliche Christenverfolgungen im ganzen Land, die bis in die Regierungszeit Valerians anhielten. Erst unter Kaiser Gallienus wurden diese 260 eingestellt, endgültig nach den Verfolgungen des Diokletian. Unter Julian kam es zu gewalttätigen Auseinandersetzungen zwischen Heiden und Christen. Theodosius I. machte die christliche Religion 394 zur Staatsreligion. Unter Justinian I. sind noch heidnische Kulthandlungen belegt (Philae), die dann aber unterbunden wurden.
Eine Besonderheit des ägyptischen Christentums entstand der Überlieferung nach durch Paulus von Theben (228–341), der durch die Vita des Kirchenvaters Hieronymus als erster Eremit und Anachoret gilt. Hingegen wurde Antonius der Große (vielleicht 251–356) zum „Vater der Mönche“. Die beiden Männer erreichten nicht nur ein „biblisches Alter“, sondern gründeten Institutionen, die den Mittelmeerraum zutiefst prägten.
Mit dem Ende der Verfolgungen seit Konstantin I. (313) und der zunehmenden Privilegierung durch den Staat, wozu die Steuerfreiheit zählte, entstand eine steilere kirchliche Hierarchie. Die Bischöfe in der jeweiligen Metropolis der Provinzen wurden ab 325 Erzbischöfe, denen die anderen Bischöfe der Provinz Gehorsam schuldeten. Unterhalb der Bischofsebene fanden sich Diakone und Diakoninnen, Presbyter und Lektoren, hinzu kamen Totengräber, Türhüter, Protopresbyter und Subdiakone. Der Klerus war dabei der einzige Stand, zu dem alle sozialen Schichten Zugang hatten, wenn auch nicht jeder in die höchsten Positionen der bedeutendsten Kirchenzentren aufsteigen konnte und die höheren Schichten wohl nicht nach einem Bistum in wenig angesehenen Gebieten strebten. Den Klerus auf den Landgütern der Großgrundbesitzer stellten die dort wohnenden Kolonen.

## Byzantinische Zeit (395–642)

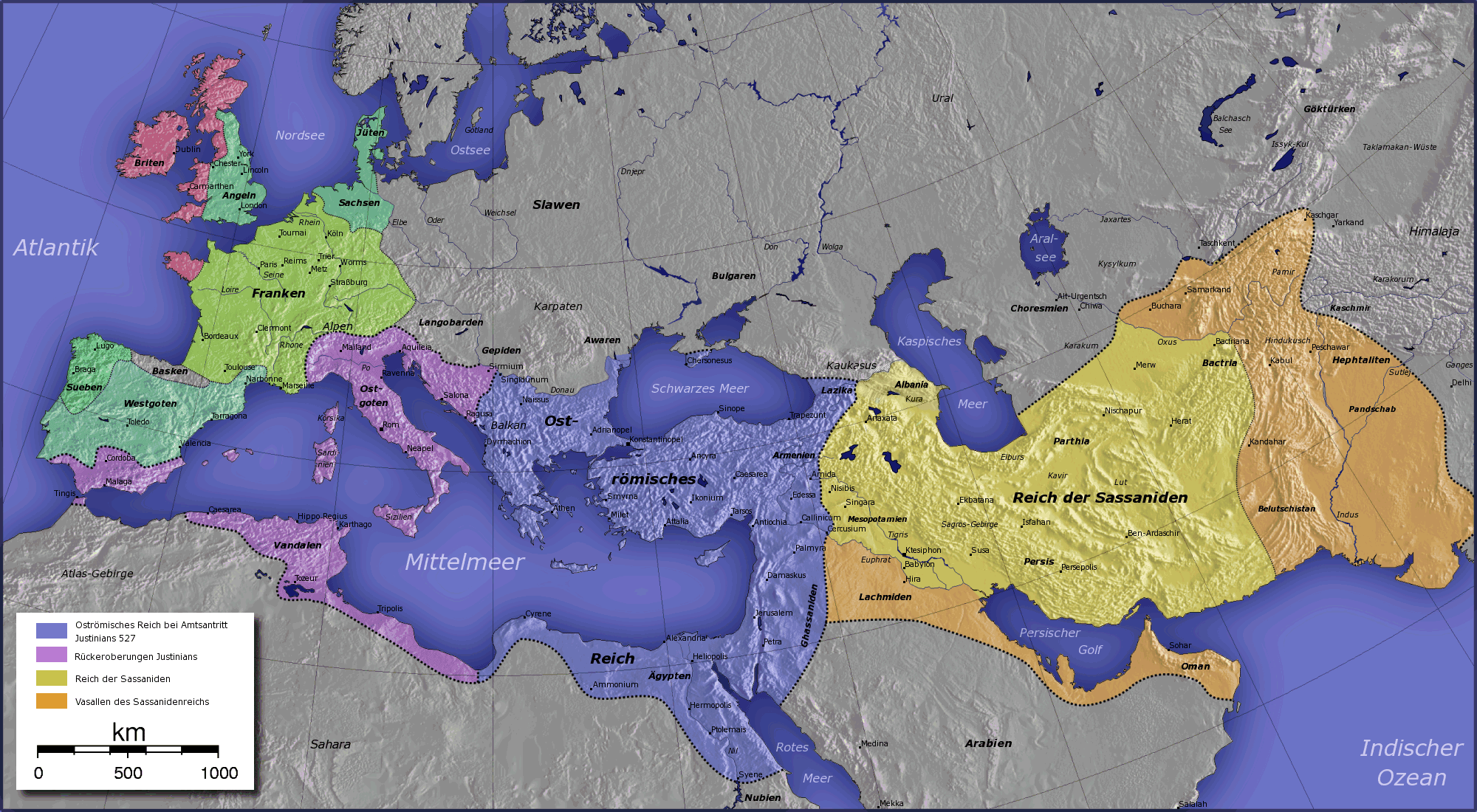
Die Ausdehnung des Frankenreichs, des oströmischen und des sassanidischen Reichs im sechsten Jahrhundert

### Christentum als Staatsreligion, Reichsteilung (395), Kirchenspaltungen
Mit der Etablierung von Konstantinopel als zweiter Kaiserstadt wurde das Christentum nach und nach die dominierende Religion im Römischen Reich, 394 sogar faktisch Staatsreligion. Das Griechische erlangte um 400 als Verwaltungssprache im Osten des Reiches endgültig die Oberhand über das Lateinische, das aber in der Armee und am Hof noch bis ins 6. Jahrhundert verwendet wurde.
391 kam es in Alexandria zu Zusammenstößen zwischen Heiden und Christen. Unter anderem hatten Heiden sich im Serapisheiligtum verschanzt und einige Christen zum Opfern gezwungen oder gekreuzigt. Um die Situation zu beruhigen, begnadigte Kaiser Theodosius I. die Mörder, ordnete aber als Warnung an die Heiden der Stadt die Zerstörung des Tempels an. Im Zusammenhang dieser Zerstörung kam es dann unter der Führung von Theophilos von Alexandria zur Zerstörung auch der übrigen Tempel. Bereits zuvor waren andere Tempel durch das Vorgehen lokaler Statthalter bzw. Bischöfe zerstört worden. In Alexandria wurde 415 die heidnische Philosophin Hypatia von einem christlichen Mob ermordet; doch auch nach ihr gab es noch jahrzehntelang pagane Gelehrte in der Stadt.
Doch die Auseinandersetzungen zwischen Heiden und Christen wurden bald von innerchristlichen überlagert. Bei der faktischen Teilung des Reiches im Jahr 395 wurde Ägypten dem Oströmischen Reich zugeschlagen. Zur Zeit des Kaisers Arcadius war der „Gründer“ der ägyptischen koptischen Kirche Schenute von Atripe Vorsteher des Weißen Klosters bei Sohag am Westufer des Nils.
412 starb Theophilus, sein Nachfolger wurde Kyrill, einer der mächtigsten Kirchenmänner seiner Zeit, der 431 auf dem ökumenischen Konzil von Ephesos seine theologischen Positionen für die Reichskirche verbindlich durchsetzen konnte und bis heute als wichtigste Gründergestalt der Miaphysiten gilt. Kyrills Nachfolger Dioskoros, der 444 das Patriarchenamt übernahm, konnte sich auf der so genannten Räubersynode von Ephesos 449 mit seiner monophysitischen Lehre zunächst durchsetzen. Doch nur zwei Jahre später kam es auf dem vierten ökumenischen Konzil in Chalcedon zur Spaltung: Papst Leo der Große verwarf die monophysitische Lehre, und die Konzilsmehrheit und Kaiser Markian schlossen sich dieser Position an. Die Ägypter hielten aber mehrheitlich an der Ablehnung der Konzilsbeschlüsse fest, was immer wieder zu Spannungen zwischen Ägypten und Konstantinopel führte.
Der Monophysitismus entstand vor dem Hintergrund von Rivalitäten zwischen dem Patriarchat von Alexandria und dem von Antiochia. Außer in Ägypten gewann der Monophysitismus auch in Syrien zunehmend an Boden. In den 480er Jahren versuchten die Kaiser, eine im Henotikon formulierte Kompromisslösung durchzusetzen, die alle Streitpunkte zwischen „orthodoxen“ und „monophysitischen“ Christen ausblendete und die Beschlüsse von Chalkedon ignorierte; doch dieser Versuch scheiterte und führte statt zu einer Einigung mit den Monophysiten nur zum 30 Jahre währenden Akakianischen Schisma mit der römischen Kirche (bis 519). Auch das 2. Konzil von Konstantinopel von 553 konnte keine Einigung erzielen. Gleiches galt für die kurzlebige Förderung der monophysitischen Sonderströmung des Aphthartodoketismus durch Kaiser Justinian.

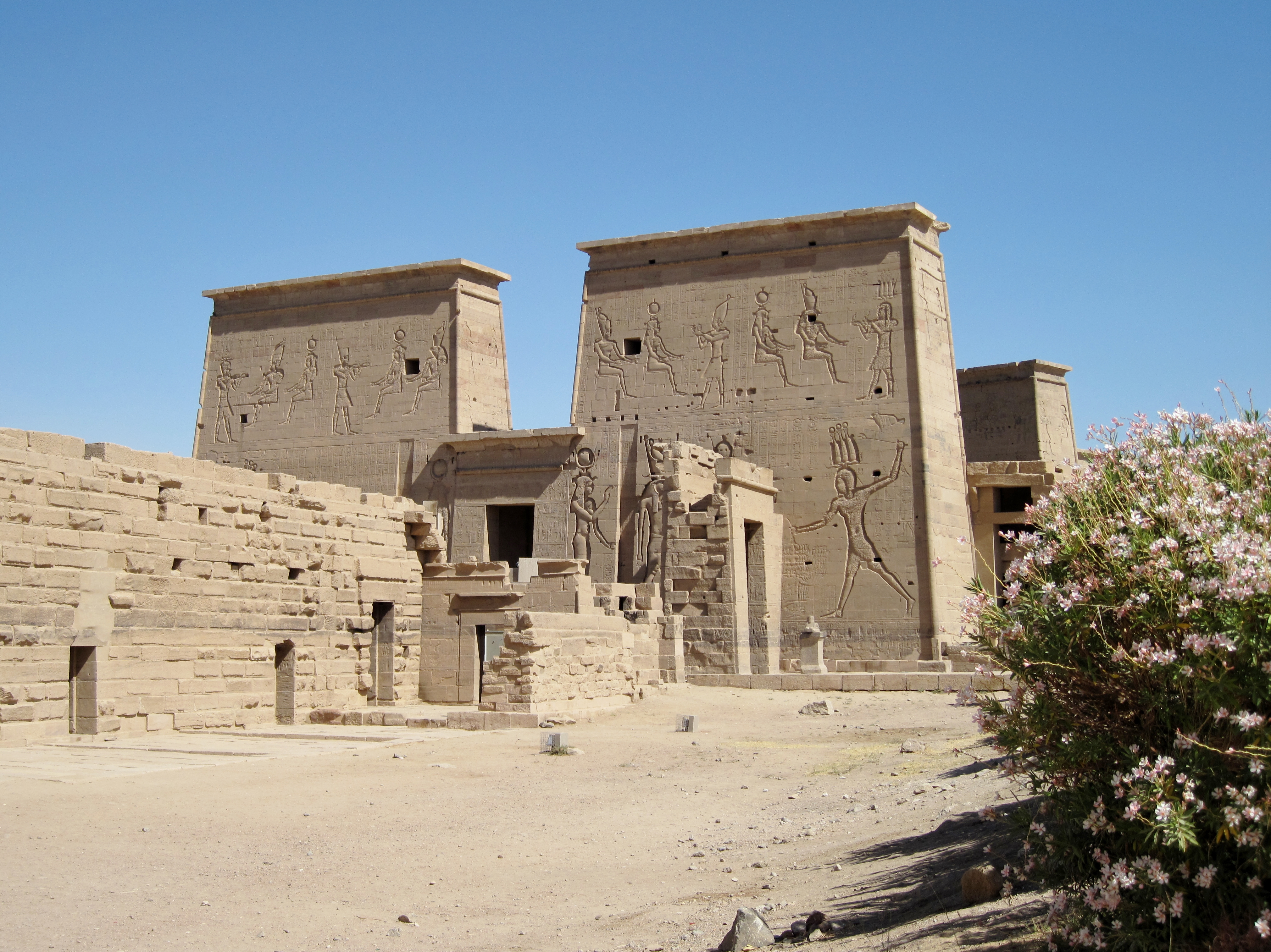
Isis-Tempel von Philae auf der Insel Agilkia

Kaiser Markian bekämpfte während seiner Herrschaft (450–457) Nubier und Blemmyer. Für das Jahr 502 ist eine Hungersnot in Ägypten belegt. Im Übrigen erlebte das Land am Nil aber, praktisch ungestört von äußeren Angriffen, eine Friedenszeit und eine wirtschaftliche Blüte. Ägyptisches Getreide versorgte Konstantinopel, wie es früher Rom versorgt hatte.
Ende des 5. Jahrhunderts bestand das Weströmische Reich nicht mehr, doch Odoaker, der den letzten Kaiser in Rom abgesetzt hatte, erkannte die Herrschaft des Ostkaisers formal an. Er wurde jedoch 493 von Ostgoten gestürzt, die ihn im Auftrag des oströmischen Kaisers in Italien angegriffen hatten. Diese machten sich völlig unabhängig von der Oberherrschaft Konstantinopels. Mit der Rückeroberung des Vandalenreichs in Nordafrika und des Ostgotenreichs in Italien kam es zu einem Versuch, die verlorenen Gebiete unter die Herrschaft des Ostkaisers zu bringen.
Kaiser Justinian erließ während seiner Regierungszeit neue Verwaltungsregeln für Ägypten. Das Land war im 6. Jahrhundert eine der reichsten und bedeutendsten Provinzen des Reiches. In Alexandria wurde die antike Bildung noch lange gepflegt, und auch auf dem Land gab es am Nil noch in dieser Zeit Menschen, die eine klassisch-griechische Erziehung (paideia) genossen hatten, wie das Beispiel des Dioskoros von Aphrodito zeigt. Unter Justinian wurde allerdings 535 oder 537 der letzte geduldete pagane Tempel Ägyptens, das Isisheiligtum von Philae, geschlossen. In seinen ersten Regierungsjahren musste Kaiser Maurikios (582–602) die gefährliche Rebellion des Abaskiron niederschlagen.
Dabei schwelten die Auseinandersetzungen weiter. Im frühen 7. Jahrhundert wurde als Versuch einer Kompromisslösung der Monotheletismus entwickelt. Danach besaß Jesus eine göttliche und eine menschliche Natur. Diese Naturen hatten in ihm aber nur einen einzigen (monos), gemeinsamen Willen (thelos). Auch dieser Versuch einer Einigung scheiterte. Der Monotheletismus wurde nach dem Einspruch von Maximus Confessor in der Reichskirche, vor allem im Westen, zurückgewiesen.

### Perser erobern Ägypten (619)

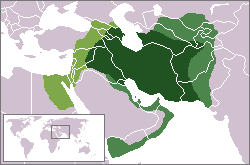
Das persische Sassanidenreich um 620

Die ägyptischen Kornlieferungen waren für Konstantinopel überlebenswichtig; hart traf Ostrom daher der vorübergehende Verlust des Landes an die Sassaniden im Jahr 619. Kaiser Herakleios konnte Ägypten zwar 630 wieder zurückgewinnen, doch schon 642 fiel das Land an die Araber. Papyrologische und literarische Quellen erlauben nicht nur eine relativ genaue Rekonstruktion der Eroberung, sondern zeigen auch wie vorhandene militärische Infrastrukturen geschickt weiter verwandt wurden. Diese bereits nach Kambyses zweite persische Eroberung Ägyptens galt nach den überlieferten Quellen als besonders grausam. In einem Ostrakon, das sich im Koptischen Museum in Kairo befindet, wendet sich eine Witwe mit ihren Sorgen an einen Geistlichem. Es wurde nicht nur ihr Sohn von den Persern erschlagen, sondern auch die Tiere für die Versorgung der Truppen annektiert.
Die römisch-persischen Kämpfe des 7. Jahrhunderts waren dabei vom Willen gekennzeichnet, den Gegner vollständig zu schlagen und nicht mehr nur Gebietsgewinne zu erzielen. Bereits der Krieg in der Zeit Chosraus I. (531–579) war mit großer Intensität geführt worden. Nach mehreren Kriegen, in deren Verlauf die Perser 544 erfolglos Edessa belagerten, schlossen Ostrom und Persien 562 einen fünfzigjährigen Frieden. Doch schon in den 570er und 580er Jahren kam es erneut zu heftigen Kämpfen im oberen Mesopotamien. Erst als Chosrau II. 590 vor einem Usurpator zu den Oströmern fliehen musste und von Kaiser Maurikios wieder als Perserkönig eingesetzt wurde, kam es 591 zu einem erneuten Friedensschluss.
Doch gegen Ende des 6. Jahrhunderts war die uneingeschränkte Dominanz des Römerreichs über das östliche Mittelmeer endgültig ins Wanken geraten. Die Awaren griffen ab 580 an und slawische Gruppen fielen im 7. Jahrhundert auf den Balkan ein. Ende des Jahrhunderts eroberten die Bulgaren den Großteil des Balkans und erweiterten ihr Einflussgebiet. Slawen und Awaren drangen dabei weit nach Süden vor.
Als Maurikios 602 gestürzt worden war, griff Chosrau II. 603 die Römer an. Seit 611 gingen seine Truppen zu großflächigen Eroberungen über. 613 fiel Jerusalem. 619 schließlich nahmen Chosraus Truppen Ägypten ein und begannen damit, es unter einem Marzban dauerhaft in das Sassanidenreich zu integrieren. Nach fast einem Jahrtausend herrschten wieder Perser über das Land am Nil.
Bereits 600 und 616 zogen zudem awarische Verbände Richtung Konstantinopel, erneut dann 626 in einem Zangenangriff mit den Persern. Doch dieser Versuch, Ostrom unter Kaiser Herakleios endgültig niederzuwerfen, misslang. Chosrau II. wurde 628 gestürzt, in Persien brach ein Bürgerkrieg aus, und 630 übergab man Syrien und Ägypten wieder an die Oströmer.

## Frühislamische Zeit (642–969)

### Arabische Eroberung, Islamisierung (ab 639)

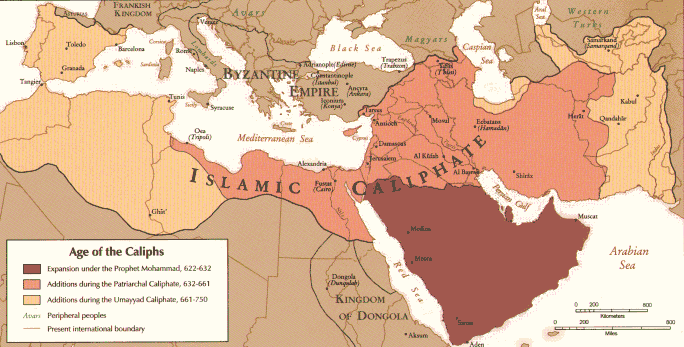
Die islamische Expansion zwischen 622 und 756

#### Eroberung Ägyptens
Ab 632 begann die islamische Expansion gegen Ostrom und das Perserreich. 636 fiel Damaskus und die kaiserliche Armee wurde in Syrien geschlagen. Der arabische Feldherr Amr ibn al-As eroberte mit nur 9.000 Mann im Auftrag des Kalifen ʿUmar ibn al-Chattāb 639 Pelusium und schlug 641 ein oströmisches Heer bei Heliopolis, 642 fiel Alexandria. Einige Jahrzehnte später wurde Griechisch als Verwaltungssprache durch Arabisch ersetzt. Wichtigstes Zentrum wurde al-Fustat, Amrs Heerlager bei Babylon, das die Ägypter Pi-Hapi-n-On („Haus des Hapi“, eines Nilgottes) nannten. Hier ließ der Eroberer die nach ihm benannte erste Moschee Afrikas errichten.
Weniger eindeutig ist die Überlieferung zum Schicksal Alexandrias. Nach den arabischen Quellen beherbergte die gewaltige Stadt 600.000 Männer, davon waren 200.000 Römer (bzw. „Byzantiner“) und 70.000 Juden. Johannes von Nikiu berichtet, die Hauptstadt, Sitz des Patriarchen Kyros (von den Arabern „Muqauqis“ genannt), habe Anfang November 641 mit Amr vereinbart, dass Juden und Christen bleiben und ihre Religion ausüben dürften, dass die Römer jedoch nach elf Monaten unbehelligt abziehen dürften, wenn die Stadt eine entsprechende Abgabe entrichtete und die Römer nicht versuchten, die Stadt zurückzuerobern. So habe Amr die Abgaben eingezogen, doch sei es zu keinerlei Übergriffen gekommen. Tatsächlich verließen die Römer demnach am 17. September 642 die Stadt auf Schiffen. Die arabischen Quellen berichten hingegen von einer 14-monatigen Belagerung, was möglicherweise damit zusammenhängt, dass eine eroberte Stadt jeden Schutz vor Plünderung und Zerstörung verlor, während eine Stadt, die kampflos kapitulierte, zu schonen war. Die Legende, Amr habe die Bücher der großen Bibliothek zum Beheizen der öffentlichen Bäder verbrennen lassen, erscheint erst im 13. Jahrhundert bei Abd al-Latif al-Baghdadi und Gregorius Bar-Hebraeus.
Byzantinische Versuche, Alexandria vom Meer aus zurückzugewinnen, wie von Dezember 644 bis 646, blieben letztlich erfolglos. Nach der Eroberung war Ägypten, dessen erster muslimischer Gouverneur Amr bis 644 war, Ausgangspunkt für weitere Feldzüge. Während Vorstöße nach Nubien (641, 651) scheiterten und die Unabhängigkeit des dortigen christlichen Reiches Makuria 652 vertraglich anerkannt wurde (die Grenze blieb bei Assuan), standen 643 Araber in der Kyrenaika, 647 in Tripolitanien, 654 wurde von Ägypten aus erstmals Kreta erobert, 674 erfolgte eine zweite Besetzung. Trotz herber Rückschläge gelang ab etwa 670 die Eroberung des Maghrebs, der bis 705, wie alle Gebiete des islamischen Nordafrika, dem Statthalter von Ägypten unterstand. In der Folgezeit wurde Ägypten erst von den Umayyaden, dann (ab 750) von den Abbasiden beherrscht, während sich die iberische Halbinsel unter dem einzig überlebenden Umayyaden von dem binnen weniger Jahrzehnte entstandenen Großreich abspaltete. Flüchtlinge aus al-Andalus wiederum eroberten von Ägypten aus das byzantinische Kreta, wo sie ein eigenes Emirat gründeten.

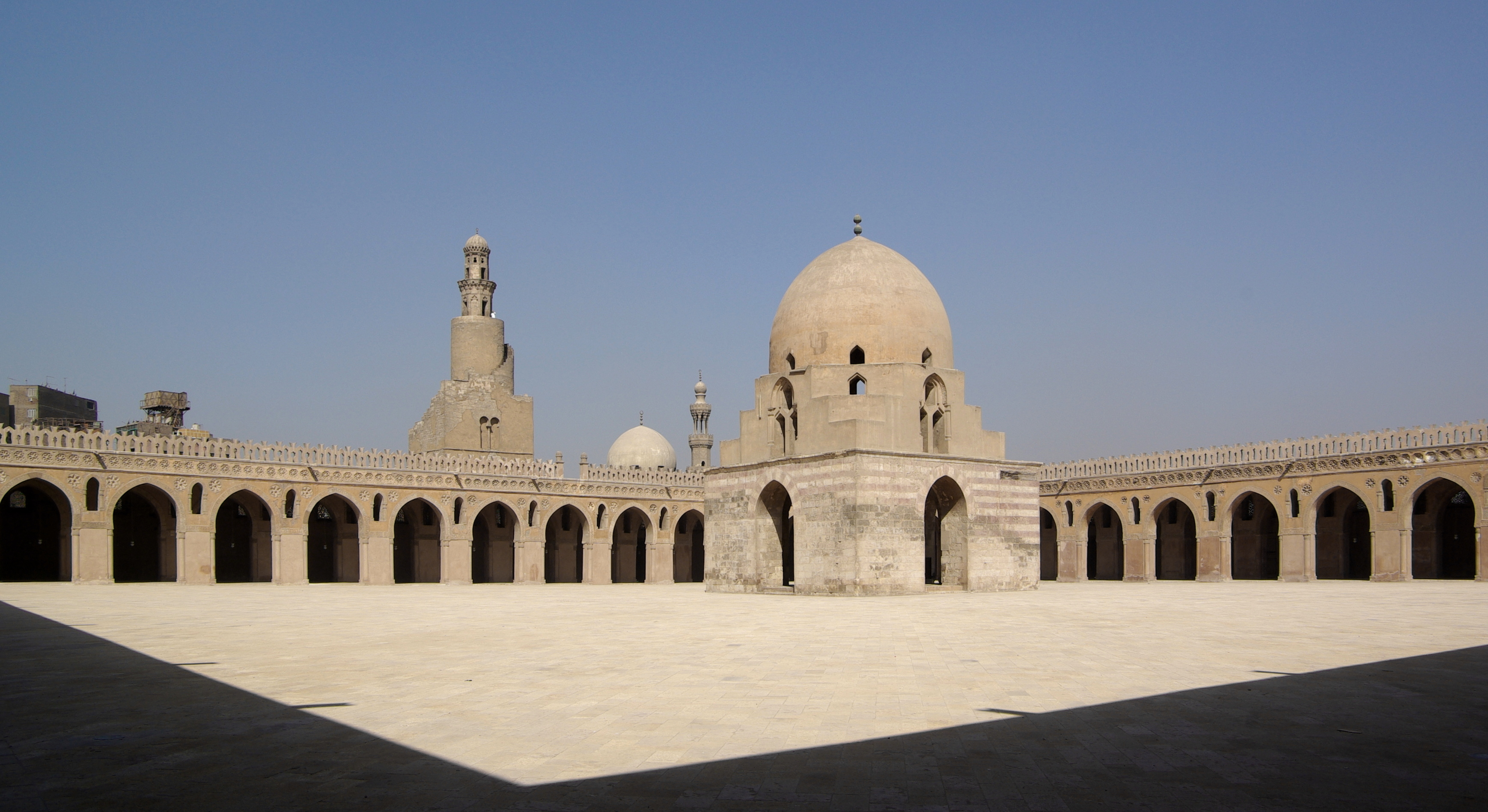
Innenhof und Minarett der Ibn-Tulun-Moschee

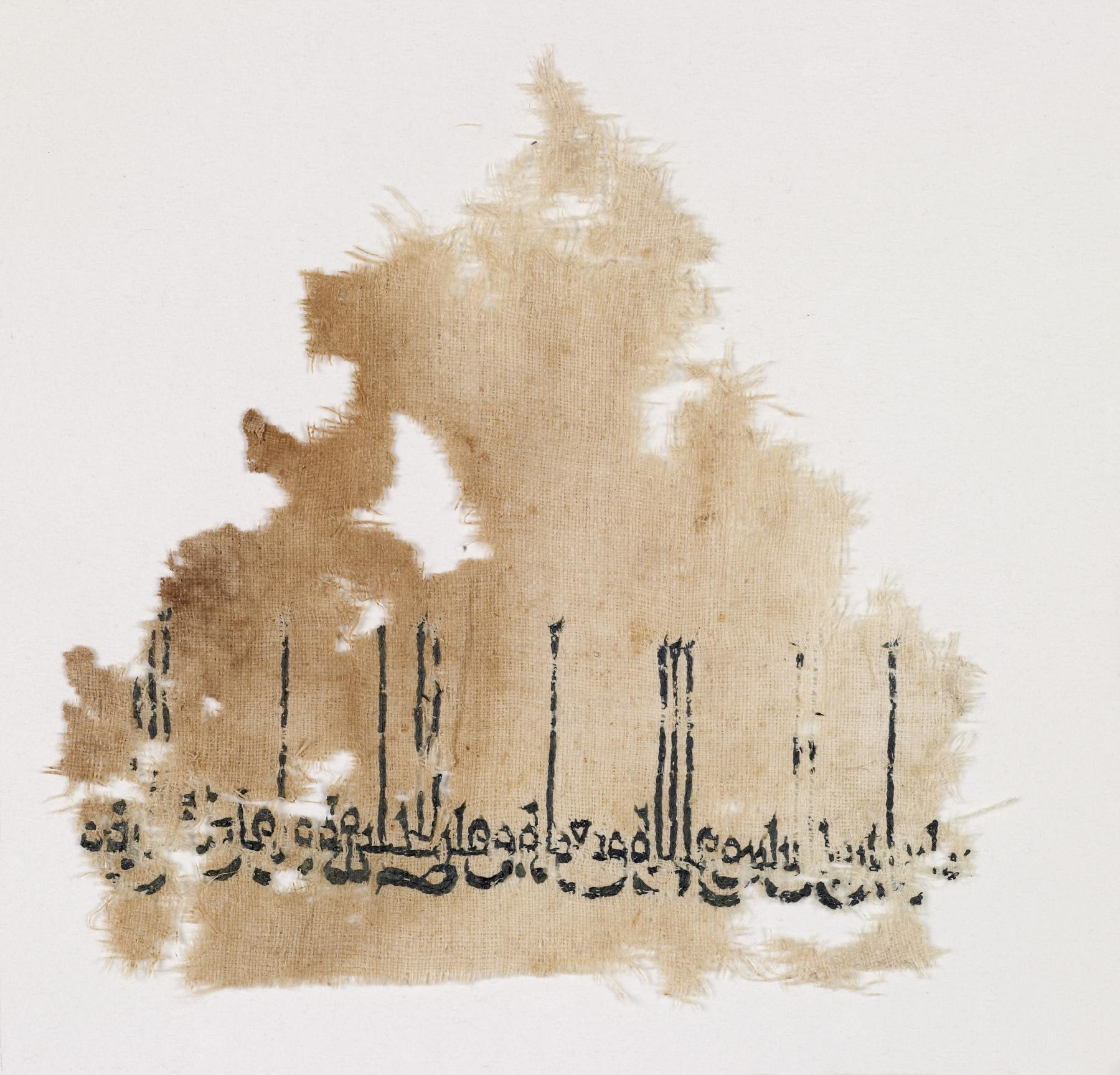
Fragment eines beschrifteten Kleidungsstücks (tiraz), das im frühen zehnten Jahrhundert in Ägypten gefertigt wurde

#### Umayyaden (632–656), Spaltung der Gemeinde
Muslimischer Überlieferung zufolge stammen sowohl die Umayyaden als auch der Prophet Mohammed von Abd Manaf ibn Qusayy aus dem Stamm der Quraisch ab. Dessen Söhne, Abd Schams ibn Abd Manaf und Haschim, wurden jeweils zu Stammvätern der Umayyaden bzw. der Haschimiten (dem Klan Mohammeds). Zum Namensgeber der Umayyaden wurde Abd Schams’ Sohn Umayya ibn Abd Schams.
Zu Beginn des 7. Jahrhunderts waren die Nachkommen Umayyas eine der einflussreichsten Familien Mekkas. In dieser Zeit begann Mohammed damit, seine neue Religion in der Stadt zu verkünden. Nachdem er 622 mit seinen Anhängern nach Medina fliehen musste und es in der Folge zu Kämpfen zwischen den geflohenen Muslimen und Mekka gekommen war, nahmen Mitglieder der Umayyadenfamilie führende Positionen auf Seiten der Mekkaner ein. Im späteren Verlauf der Kämpfe stand mit Abū Sufyān ibn Harb das Oberhaupt des Klans an der Spitze der mekkanischen Politik. Am Ende musste dieser sich jedoch Mohammed geschlagen geben und konvertierte noch kurz vor der Einnahme Mekkas durch die muslimischen Truppen im Jahr 630 selbst zum Islam.
Dieser Seitenwechsel stellte sich für die Umayyaden als vorteilhaft heraus, da sie auch in dem nun entstehenden islamisch-arabischen Staat eine wichtige Rolle spielten. So diente beispielsweise Muawiya, ein Sohn Abu Sufyans, einige Jahre als Mohammeds Sekretär. Nach dem Tod des Propheten nahm er an den Feldzügen der Muslime gegen das Oströmische Reich teil und wurde 639 mit dem Posten des Statthalters von Syrien belohnt. Im Jahr 644 wurde mit Uthman ibn Affan sogar ein Mitglied des Umayyadenklans zum Kalifen gewählt. Uthman zählte im Gegensatz zum Rest seiner Familie zu den frühsten Unterstützern Mohammeds und war bereits 622 bei der Flucht aus Mekka dabei gewesen. Bei der Vergabe einflussreicher Posten im Reich begünstigte er in hohem Maße seine eigenen Verwandten, sodass sich bald eine Opposition gegen seine Herrschaft bildete. 656 wurde er schließlich in Medina ermordet. Zu seinem Nachfolger wurde ʿAlī ibn Abī Tālib, der Vetter und Schwiegersohn des Propheten, gewählt.

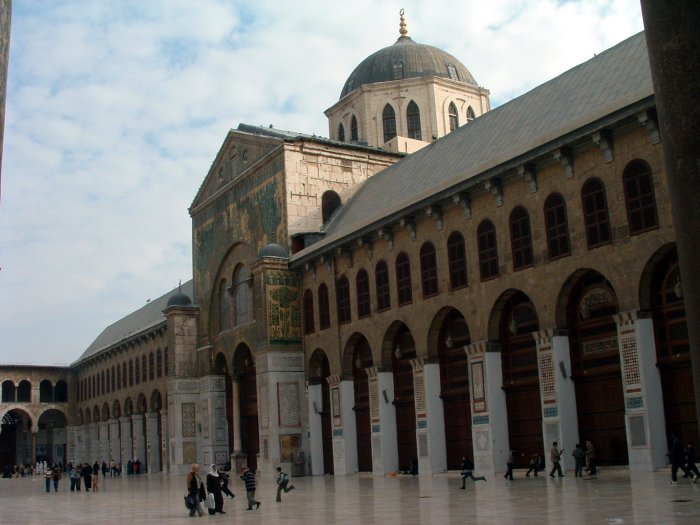
Die Umayyaden-Moschee von Damaskus

Die Wahl Alis zum Kalifen wurde von den Muslimen nicht allgemein anerkannt. Als Anhänger des ermordeten Uthman ließ sich Muawiya im Jahr 660 im syrischen Damaskus ebenfalls zum Kalifen ausrufen. Damit war die muslimische Gemeinschaft (die Umma) erstmals gespalten. Die Folge war die erste Fitna, der erste Bürgerkrieg des islamischen Staates.
Zwar konnte Muawiya I. nach Alis Ermordung durch die Charidschiten (661) seine Herrschaft unter den Muslimen durchsetzen und die Dynastie der Umayyaden begründen, doch wurde er von den Anhängern Alis weiterhin nicht als rechtmäßiger Herrscher anerkannt. Es kam somit zum Schisma zwischen Sunniten und Schiiten.
Zunächst verlegte Muawiya die Hauptstadt von Medina nach Kufa, dann nach Damaskus, womit Arabien politisch schnell an Bedeutung verlor. Muawiya schaffte auch die Wahl des Kalifen ab und ersetzte sie durch die Erbfolge, indem er seinen Sohn Yazid I. zum Nachfolger erklärte. Der Ältestenrat musste nur noch formal dem neuen Kalifen seine Zustimmung erteilen. Unter den Umayyaden begann sich eine arabische Aristokratie herauszubilden.

#### Aufspaltung in Sunniten und Schiiten (680), Wiederaufnahme und Ende der Expansion
Nach dem Tod Muawiyas brachen unter seinem Nachfolger Yazid I. (680–683) mehrere Aufstände gegen die Umayyaden aus. Husain, der zweite Sohn Alis und Enkel Mohammeds, nutzte die Situation und zog gegen Yazid zu Felde. Er wurde jedoch in der Schlacht von Kerbela 680 getötet. Dieser Akt besiegelte die endgültige Trennung zwischen Sunniten und Schiiten und wurde Anlass für das schiitische Trauerfest Aschura.
Nach dem Tod Yazids I. und seines Sohnes Muʿāwiya II. war die Thronfolge unter den Umayyaden 684 völlig ungeklärt. Dies nutzte die Opposition und rief Abdallah ibn az-Zubair in Mekka zum Kalifen aus. Zeitweise wurde dieser sogar von der Mehrheit der Muslime anerkannt. Den nun folgenden Bürgerkrieg konnten die Umayyaden erst 692 unter Abd al-Malik (685–705) für sich entscheiden.
Nach der Beendigung des Bürgerkriegs begann erneut eine Zeit weiträumiger Eroberungen. So wurden im Osten das Indusgebiet (711) und Transoxanien (712) besetzt. Im Westen wurde bis 709 der Widerstand der Berber gebrochen und der Maghreb unterworfen, 711 bis 715 das Westgotenreich auf der Iberischen Halbinsel. Es folgten Raubzüge in das Frankenreich bis an die Loire und nach Burgund.
Doch an drei Stellen, allen voran an Byzanz, scheiterten alle Eroberungsversuche. Nachdem Konstantinopel 668 bis 669, 674 bis 678 und 717 bis 718 den Belagerern standgehalten hatte, und mehrere Feldzüge gegen die Chasaren nördlich des Kaukasus weitgehend erfolglos, blieben, schließlich auch die Vorstöße ins Frankenreich 732 vom fränkischen Hausmeier Karl Martell aufgehalten wurden, schwächte sich die islamische Expansion ab.
Noch gravierender, aber damit in Zusammenhang stehend, waren die inneren Konflikte. Seit 718 hatten sich schiitische, persische und andere muslimische Gruppen um die Abbasiden geschart, die Nachfahren von Muhammads Onkel Abbas. Diese forderten, dass nur Männer aus dem Zweig dieses Onkels das Amt des Kalifen ausüben durften. Da die Umayyaden diese verwandtschaftliche Legitimation nicht besaßen, versuchten sie die abbasidische Propaganda zu unterbinden. Doch wurde die Dynastie zunehmend durch heftige Rivalitäten zwischen den arabischen Stammesfraktionen geschwächt. Der 747 im Ostiran ausbrechenden Aufstand des Abu Muslim konnte von den Umayyaden deshalb nicht mehr unterdrückt werden. 750 wurden diese unter Marwan II. von den Abbasiden im Nordirak am Großen Zab vernichtend geschlagen. In der Folgezeit wurden die Umayyaden im Orient von den Abbasiden ausgerottet.

### Abbasiden (ab 750)

#### Herkunft, Islam und arabische Dominanz, Dynastiewechsel

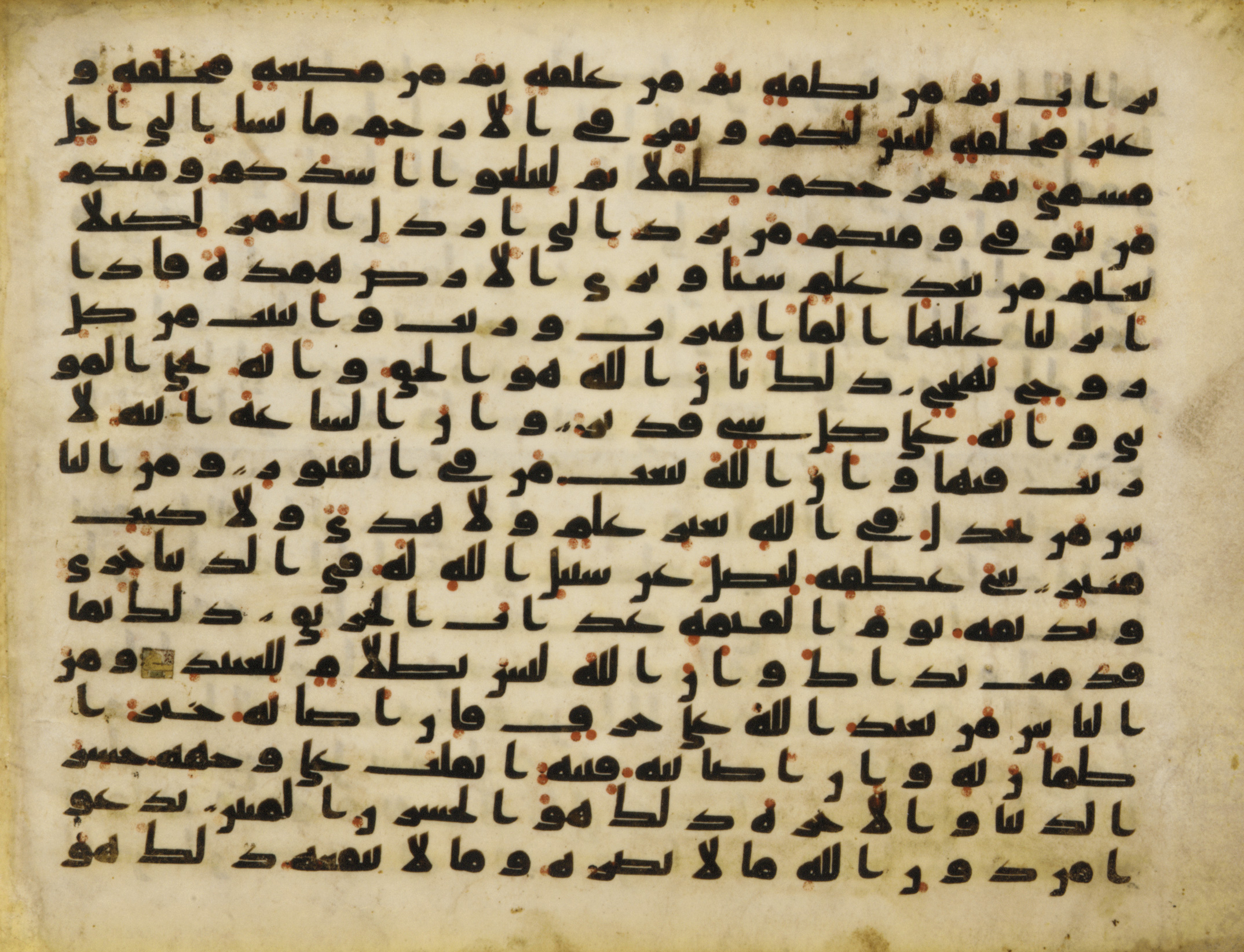
Blatt aus einer Koranhandschrift in kufischer Schrift aus dem 9./10. Jahrhundert, 22,5 × 29,7 cm

Die abbasidischen Kalifen kamen durch eine Aufstandsbewegung an die Macht, die sich gegen die von vielen Muslimen als zu weltlich angesehenen Umayyaden richtete. Letztere repräsentierten eher die alte arabische mekkanische Aristokratie.
Eine entscheidende Rolle für den Erfolg der abbasidischen Revolution kommt dabei der proto-schiitischen Gruppe aus Kufa, der Haschimiyya, zu. Abu Muslim wurde von den Abbasiden aus Kufa nach Chorasan entsandt. Er führte ab 747 in Merw/Chorasan den Aufstand gegen die Umayyaden an und trug dazu bei, dass Abu l-Abbas as-Saffah, ein Nachkomme von Abbas, des Onkels des Propheten Mohammed, Kalif wurde. Zulauf erhielten die Aufständischen vor allem aus der persischen bzw. iranischen Bevölkerung, die mit der Herrschaft des arabischen Adels unzufrieden war. Da unter den Umayyaden nur Männer wichtige Ämter bekleiden durften, die eine arabische Herkunft nachweisen konnten, fühlten sich Viele in Persien, Ägypten und Syrien benachteiligt. Indem die Abbasiden versprachen, jedem Muslim unabhängig von seiner Herkunft den Zugang zu wichtigen Posten zu gestatten, gewannen sie rasch Unterstützung.
750 brachen die Abbasiden in der Schlacht vom Großen Zab in Nordirak den letzten Widerstand der Umayyaden unter Marwan II. Dem folgenden Massaker an den Umayyaden entkam ein einziger Umayyadenprinz nach Westen, wo er 756 als Abd ar-Rahman I. das Emirat von Córdoba gründete. Während ihnen Andalusien damit entglitt, konnten die Abbasiden 751 in der Schlacht am Talas das gerade erst erworbene Transoxanien gegen China behaupten.

#### Konsolidierung

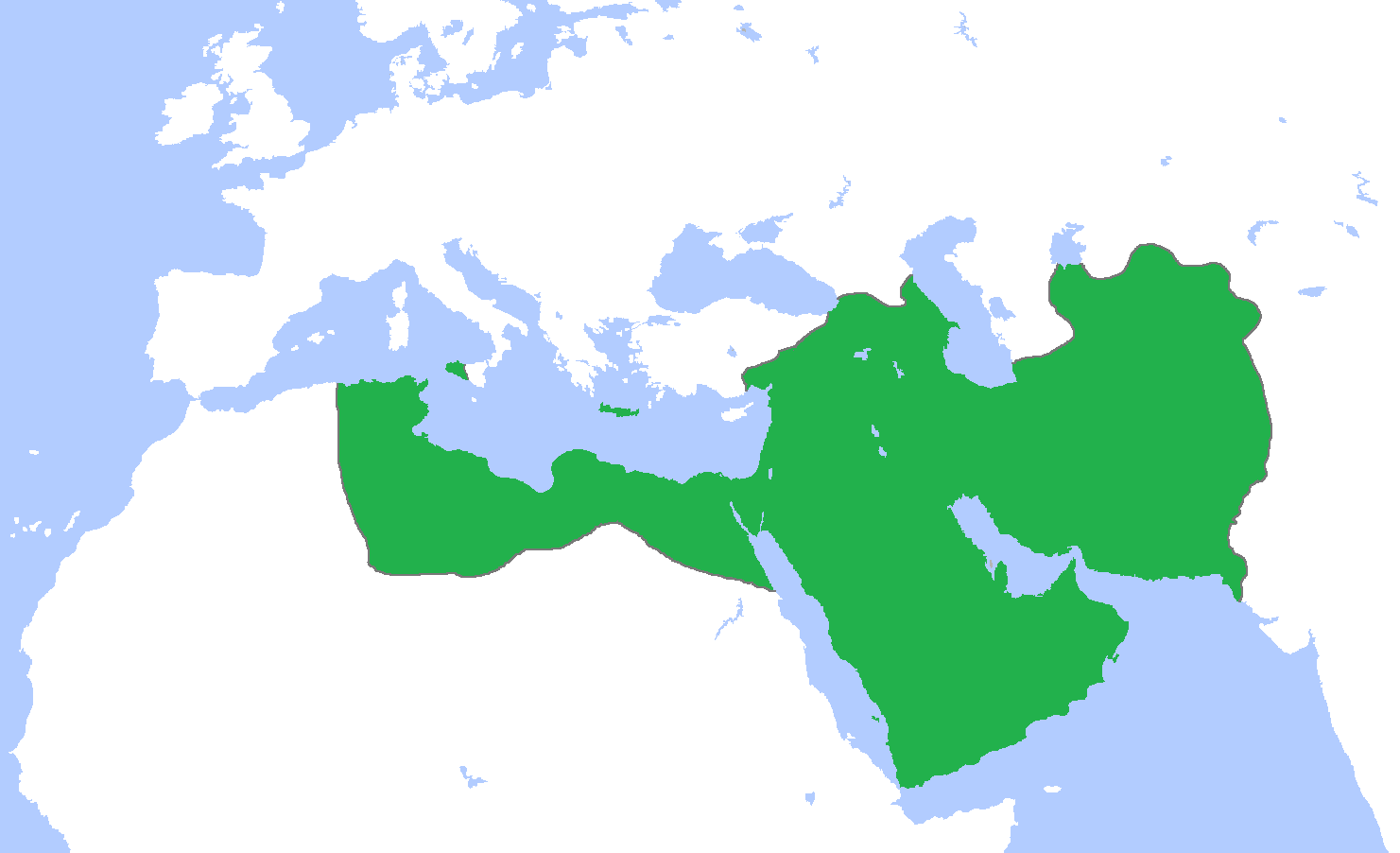
Der Herrschaftsbereich der Abbasiden

Abu ’l-Abbas as-Saffah starb 754. Sein Bruder und Nachfolger al-Mansur ließ Abu Muslim 755 ermorden. Im Gegensatz zu den Umayyaden stützten sich die Abbasiden bei ihrer Herrschaft vor allem auf Iraner und später auf Türken. Bis 762 entstand Bagdad als neue Hauptstadt. Die Verwaltung wurde vollkommen in der Hand des Kalifen zentralisiert und durch ein Spitzelsystem abgesichert. Eine Rebellion der Schiiten im Hedschas wurde 762–763 unterdrückt.
Unter Hārūn ar-Raschīd (786–809) erreichte die von seinen Vorgängern eingeleitete Entwicklung ihren Höhepunkt. Das Wesirat der persischen Barmakiden sicherte die Stabilität des Reiches. Dennoch ging die Kontrolle über den Maghreb verloren, als zwischen 778 und 800 Rustamiden, Idrisiden und Aghlabiden die Unabhängigkeit erlangten.
Trotz dieser Gebietsverluste profitierte das Reich von einer einzigartigen wirtschaftlichen Expansion, die zur Entwicklung einer blühenden Stadtkultur führte. Menschen aller Berufe siedelten sich in den neuen Wirtschaftszentren an, es entstanden neue Paläste, Märkte und Wohnviertel. Hinzu kam der Handel, der von einer gemeinsamen Sprache und Religion sowie großer Freizügigkeit profitierte. Es entstanden Warenströme mit seit langer Zeit nicht mehr gekannten Dimensionen, begleitet von Bankgeschäften.
Die Stadtkultur brachte aber auch soziale Spannungen. Steuerpächter setzten die Abgaben gern willkürlich fest, die ihnen noch dazu im Voraus bezahlt werden mussten. Auch die Abgaben, die die Christen zu zahlen hatten, wurden hart eingetrieben (siehe zu diesen Repressalien die Chronik des Pseudo-Dionysius von Tell Mahre). Diese Überspannung des Steuersystems hatte die Verschuldung der Bauern zur Folge. Es kam zu Landflucht und zu religiös-sozial geprägten Unruhen, in Ägypten 789 und 793, wie fast überall im Reich.
Nach dem Tod Haruns 809 wurde die Macht unter den Brüdern al-Amin (in Bagdad) und al-Ma'mun (in Merw) geteilt. 810 kam es zwischen den beiden zum Kampf, den al-Ma'mun 813 für sich entschied. Er zog allerdings erst 819 wieder in Bagdad ein und wurde bis zu seinem Tod 833 hauptsächlich durch seine Förderung der Wissenschaft berühmt. Um 825 gründete er das Haus der Weisheit (bait al-hikma), das die sunnitische Reaktion seines Nachfolgers al-Mutawakkil (847–861) allerdings nicht überstand. Ein entsprechendes Haus der Weisheit gründeten später die Fatimiden in Kairo.

#### Niedergang und faktische Entmachtung der Dynastie
Nach al-Ma'mun regierte sein Bruder al-Mutasim (833–842). Zwei Verschwörungen bewogen ihn 836 zum Bau einer neuen Hauptstadt, Samarra, und zur Aufstellung einer türkischen Leibgarde, den Mamluken. In der Folgezeit wuchs der Einfluss dieser Garde auf die Kalifen. Schon Mu'tasims Nachfolger al-Mutawakkil wurde 861 von ihr auf Anstiftung seines eigenen Sohnes ermordet.
Nun wechselten sich in ähnlichen Revolten die Kalifen ab. Die Armee verbrauchte die Hälfte der Staatseinnahmen und verlangte sichere Geldquellen, weshalb schon Ma'mun mit einer persönlichen Lehenvergabe an seinen verdienten General Tahir (in Chorasan) begonnen hatte. In der Folgezeit wurde es üblich, solche Lehen (iqta) an türkische Militärführer zu vergeben, die ihre Ländereien bald als unabhängige Feudalfürsten regierten.
Wegen des Niedergangs der Zentralgewalt erkannten die Tahiriden in Chorasan, die Saffariden in Sistan und die Tuluniden in Ägypten die Abbasiden nur noch nominell auf Münzen und im Freitagsgebet als Kalifen an und betrieben ansonsten eine unabhängige Politik. Um 900 beherrschten die Kalifen gerade noch den Irak, den westlichen Iran (Dschibal), Syrien und zeitweise Ägypten. Zu diesen internen Kämpfen kamen Angriffe byzantinischer Flotten. 853 und 859 griffen sie Ägypten an.

### Türkische Tuluniden (869–905), letztmalige Herrschaft der Abbasiden (905–935)
Bereits um 750 begann ein Prozess, in dem sich die Randgebiete Schritt für Schritt der Kontrolle des arabischen Riesenreiches entzogen. Schon 740–42 kam es im äußersten Westen zum Aufstand des Maysara, einige Berbergruppen machten sich unabhängig, schließlich lösten sich 789 die Idrisiden (789–985) vom Reich, im Jahr 800 folgten die Aghlabiden. In Ägypten schwang sich 868 der ehemalige türkische Sklave Ahmad ibn Tulun (868–884) zum Statthalter auf, 870 machte ihn der Kalif zum Herrn Alexandrias. Er proklamierte die Unabhängigkeit vom Kalifat. Da die Steuereinnahmen nun nicht mehr an die Kalifen abgeführt wurden, war der Ausbau der Bewässerungsanlagen und der Aufbau einer Flotte möglich, durch die der Handel stark gefördert und der Schutz vor Flottenangriffen verbessert wurde. 878 wurden Palästina und Syrien besetzt, nur eine Rebellion seines ältesten Sohnes zwang ihn zur Umkehr.
Unter Chumarawaih (884–896) konnten die Abbasiden Nordsyrien zurückerobern. In einem Friedensabkommen verzichtete Chumarawaih auf Ansprüche in Mesopotamien und stimmte der Zahlung von Tributen zu. Dafür erkannte Kalif al-Mutadid (892–902) die Herrschaft der Tuluniden in Ägypten und Syrien an und der Sohn des Kalifen sollte eine Tochter Chumarawaihs namens Katr-en-neda heiraten, die er jedoch selbst ehelichte. Unter al-Mutadids Herrschaft breiteten sich die ismailitischen Qarmaten in Syrien aus, die im 10. Jahrhundert die islamischen Kerngebiete beherrschen sollten.
Trotz der enormen Belastung durch die Verheiratung seiner Tochter kam es unter Chumarawaih zu einer weit ausgreifenden Bautätigkeit. Ein bemerkenswertes Zeugnis wurde mit der al-Kata´i-Moschee (876–879 erbaut) in einem neu gegründeten Stadtteil in Kairo hinterlassen. Eine kostspielige, prunkvolle Hofhaltung belastete weiter die Staatsfinanzen und nach der Ermordung des Oberhaupts kam es infolge von Haremsintrigen zum raschen Niedergang der Dynastie. 905 wurde Ägypten von den Truppen der Abbasiden wieder unterworfen, womit eine lange Kette von Auseinandersetzungen begann. Allerdings verloren die Abbasiden Ägypten 935 bereits wieder an die Ichschididen, die sich selbstständig machten.

### Ichschididen (935/39–969)
Die Ichschididen lassen sich auf das Ferghana-Gebiet zurückführen, dessen Prinzen den Titel „Ichschid“ trugen. Einer von ihnen trat in die Dienste al-Mu'tasims. Er war der Großvater des Dynastiegründers Muhammad ibn Tughdsch. Dieser stieg in der Militärkaste auf und wurde vom Kalifen 930 zum Statthalter von Syrien und 933 von Ägypten erhoben. Trotz der starken Machtposition erkannte er die Oberhoheit der Abbasiden weiter an, denn er brauchte Rückhalt, um seine Herrschaft gegen die Angriffe der Fatimiden aus Ifrīqiya und Aufstände von Schiiten im Inneren zu verteidigen. Dennoch herrschte er ab 939 praktisch unabhängig und konnte so die Dynastie der Ichschididen begründen. Muhammad besetzte zwischen 942 und 944 Palästina, den Hedschas und Syrien bis nach Aleppo. 945 kam es zu einem Abkommen mit den Hamdaniden über die Aufteilung der Herrschaft in Syrien.
Für die Nachfolger Muhammads errang der schwarze Eunuch Abū l-Misk Kāfūr, meist einfach Kafur genannt, die Regentschaft. Er förderte Kunst und Wissenschaft und konnte 966 seine Anerkennung als Statthalter durch den Kalifen erreichen. Allerdings gelang es den Fatimiden schon unter dem Ichschididenherrscher Abu l-Fawaris Ägypten 969 zu erobern und den im Vorjahr zur Herrschaft gelangten letzten Vertreter der kurzlebigen Dynastie, den zwölfjährigen Abu l-Fawaris zu stürzen.

## Fatimiden (969–1171)

### Herkunft, Ausrichtung auf Schiismus
Nach dem Tod des Religionsstifters Mohammed im Jahr 632 kam es zur Spaltung der Muslime in Sunniten und Schiiten. Letztere wurden von Imamen geführt, die Nachkommen von ʿAlī ibn Abī Tālib und Mohammeds Tochter Fatima waren. Allerdings spaltete sich das Schiitentum weiter auf, da der Übergang der Führungsrolle umstritten war. So entstanden bis ins 9. Jahrhundert die Bewegungen der Zwölfer-Schiiten, der Ismailiten (auch Siebener-Schiiten) und der Zaiditen (auch Fünfer-Schiiten). Die Ismailiten erkannten als rechtmäßigen Nachfolger Dschaʿfar as-Sādiqs nicht Mūsā al-Kāzim, sondern Ismāʿīl ibn Dschaʿfar an – daher ihr Name. Ismails Sohn Muhammad spielt die zentrale Rolle im ismailitischen Lehrsystem: Er wurde von seinen Anhängern als siebenter Imam betrachtet (daher Siebener-Schiiten) und soll nicht gestorben, sondern in Verborgenheit gegangen sein, aus der er als Qā'im („der sich Erhebende“, „der Aufstehende“) oder Mahdi wiederkehren würde.
In der Mitte des 9. Jahrhunderts begann ʿAbdallāh al-Akbar (gest. nach 874), als Stellvertreter für den Mahdi Muhammad ibn Ismail aufzutreten. Er verkündete das Erscheinen des verborgenen siebenten Imams, durch den die Abbasiden gestürzt, alle Gesetzesreligionen (neben dem Christentum und Judentum auch der Islam) abgeschafft und die kultlose Urreligion hergestellt werden sollte. Der Sektengründer trat mit seiner Verkündigung erstmals in Askar Mukram im iranischen Chusistan hervor, floh dann aber über Basra nach Salamya in Syrien. Er scharte eine wachsende Gemeinde um sich und entsandte in alle Teile der islamischen Welt Missionare (Dais), die die Lehre ihres Großmeisters verbreiteten und ein Netzwerk geheimer Ismailitenzellen aufbauten.
Nach Abdallahs Tod übernahm erst sein Sohn Ahmad und dann sein Enkel Abu sch-Schalaghlagh die Leitung der Sekte. Unter Letzterem erzielte die Mission erhebliche Erfolge, vor allem im Maghreb, wo Abū ʿAbdallāh asch-Schīʿī wirkte. Da Abu sch-Schalaghlagh keinen Sohn hatte, designierte er als Nachfolger seinen Neffen Said ibn al-Husain, der sich schließlich als der wahre Mahdi zu erkennen gab. Damit löste er wiederum eine Spaltung der Ismailiten aus, da die Karmaten und andere Gruppen weiterhin an der Erwartung des verborgenen Mahdis Muhammad ibn Ismail festhielten.
Nachdem der Missionar Abū ʿAbdallāh asch-Schīʿī die Lehre der Ismailiten unter den Berbern des Maghrebs verbreitet hatte, stürzte er die Dynastie der Aghlabiden in Ifrīqiya, die ihre Machtbasis in Ost-Algerien, Tunesien und Nord-Libyen hatte. Damit ebnete er den Weg für seinen aus Salamya geflohenen Herrn Abdallah al-Mahdi, d. h. Said ibn al-Husain, der in Ifriqiya das Reich der Fatimiden begründete. Dieser führte nun als Nachkomme des Imams Dschaʿfar as-Sādiq seine Abstammung auf die Prophetentochter Fatima zurück.

### Kalifat (909), Eroberung des Maghreb, erste Angriffe auf Ägypten (ab 914)
909 rief er sich zum Kalifen aus und gründete damit die Fatimiden-Dynastie (bis 1171). Er betrachtete die sunnitischen Umayyaden auf der Iberischen Halbinsel und die ebenfalls sunnitischen Abbasiden als Usurpatoren. Seine Missionare nahmen Kontakt zu oppositionellen Gruppen im Abbasidenreich auf, sie beseitigten die Macht der Aghlabiden, 911 beseitigten sie die Berber, vor allem die Kutama, als Rivalen um die Vorherrschaft in Ifriqiya. Die Dynastie scheiterte allerdings bei der Einführung der Scharia.
Unter al-Qa'im bi-amri 'llah, dem Sohn des Dynastiegründers, begannen erste Expansionsversuche Richtung Ägypten, doch scheiterten sie 914–915 und 919–921. Ab 917 begann die Eroberung des westlichen Maghrebs, von einer echten Herrschaft konnte jedoch nur in Ifriqiya die Rede sein. Unter Abu l-Qasim al-Qaim (934–946) wurde Sizilien unterworfen und die Küsten Italiens und Frankreichs geplündert. Nachfolger des 946 verstorbenen zweiten Fatimidenherrschers wurde Ismail al-Mansur (946–953). Nach dem Ende der Revolte der charidschitischen Banu Ifran (944–947) nahm der dritte Fatimidenkalif den Beinamen „al-Mansur“ an. Bei Kairuan entstand mit al-Mansuriya eine neue Residenz.
Nach der Reorganisation des Reiches durch Ismail al-Mansur und Abu Tamin al-Muizz (953–975) gelang den Fatimiden zwar der Vorstoß bis zum Atlantik, doch konnte die Herrschaft über Marokko nicht behauptet werden, da sich der Schwerpunkt ihrer Politik auf die Eroberung Ägyptens ausrichtete.

### Eroberung Ägyptens (969), Gründung der Hauptstadt Kairo

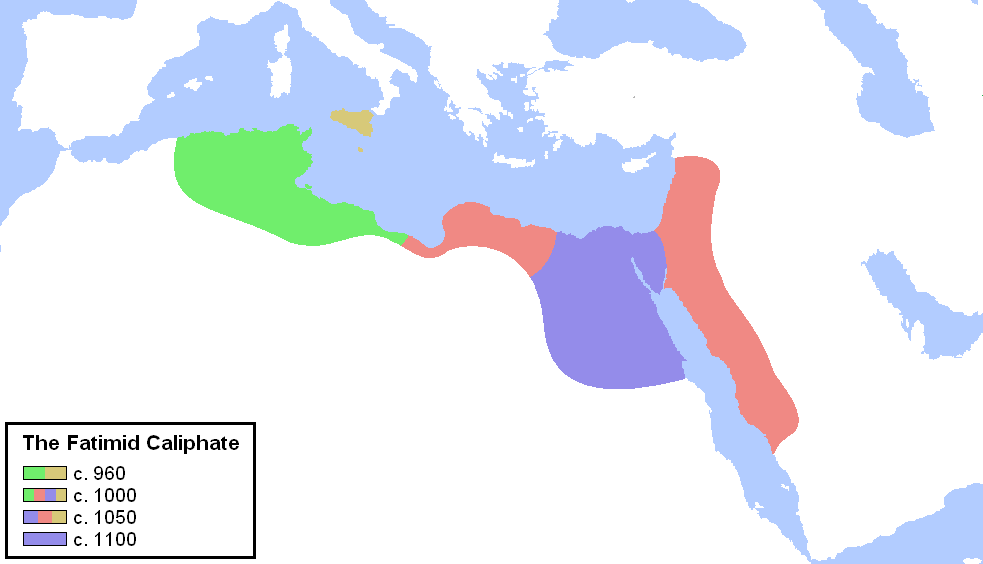
Das Fatimidenreich zur Zeit seiner größten Ausdehnung

969 gelangen dem fatimidischen General Dschauhar as-Siqillī die Eroberung Ägyptens und der Sturz der dortigen Ichschididen. Kalif al-Muizz verlegte 972 seine Residenz in die neu gegründete Stadt Kairo und setzte die Ziriden als Vizekönige im Maghreb ein.
Unter al-ʿAzīz wurde die fatimidische Herrschaft in Ägypten konsolidiert, das Amt des Wesirs („jemand, der einem hilft eine Last zu tragen“) wurde von den Abbasiden übernommen, die es bereits seit dem 8. Jahrhundert kannten. Dabei wurden, trotz des schiitisch-ismailitischen Bekenntnisses der Fatimiden, die sunnitischen Muslime toleriert. Palästina und Syrien unterwarfen die Fatimiden bis 978; auch gewannen sie die Kontrolle über Mekka und Medina. Damit unterstanden ihnen die wichtigsten Heiligtümer des Islams.
Unter ihrer Herrschaft nahm die Wirtschaft Ägyptens durch den Bau von Straßen und Kanälen und durch Förderung des Handels zwischen Indien und dem Mittelmeerraum einen großen Aufschwung. Auch Kultur und Wissenschaft wurden von den Fatimiden gefördert, wobei die Gründung der al-Azhar-Universität größte Bedeutung erlangte. Sie ist heute ein sunnitisches Zentrum.
Unter Al-Hakim (995–1021) wurde die Religionspolitik gegenüber Nichtmuslimen deutlich intoleranter. So wurden öffentliche Prozessionen und Kulthandlungen der Christen und Juden ebenso wie der Genuss von Wein und Bier untersagt. Zeitweise wurden auch christliche Kirchen und Klöster geplündert, um Geldmittel für das Heer und den Bau von Moscheen zu beschaffen. So kam es 1009 zur Zerstörung der Grabeskirche in Jerusalem. Um 1017 entstand in Ägypten eine Sekte, die al-Hakim als die Inkarnation Gottes ansah. Aus dieser entwickelte sich später die Religionsgemeinschaft der Drusen.
Az-Zahir (1021–1036) gelang die Befriedung des Reiches und die Niederschlagung einiger Beduinenaufstände in Syrien. Den Höhepunkt der Macht erreichten die Fatimiden unter al-Mustansir (1036–1094) als ismailitische Missionare im Jemen die Macht ergriffen und die Abbassiden in Bagdad 1059 kurzzeitig gestürzt wurden.

### Gebietsverluste durch Seldschuken und Kreuzfahrer (ab 1098), Sturz durch die kurdischen Ayyubiden
Allerdings führte diese ausgedehnte Machtpolitik zur Auszehrung des Reiches und zum Niedergang der Dynastie. Zwar konnten die Ziriden in Ifriqiya wieder unter die Botmäßigkeit der Fatimiden gebracht werden, doch gingen Syrien und Palästina 1076 an die Seldschuken verloren. Auch im Inneren musste die Regierung zunehmend den Befehlshabern der Truppen und den Wesiren überlassen werden.
Die Eroberung von Jerusalem 1099 durch die Kreuzfahrer während des Ersten Kreuzzugs und die Gründung des Königreichs Jerusalem konnten die Fatimiden nicht mehr verhindern. Nach erfolglosen Rückeroberungsversuchen (Schlacht von Ramla) gerieten sie 1130 zunehmend unter den Einfluss der Kreuzfahrer. Mit der Eroberung von Askalon durch König Balduin III. von Jerusalem verloren sie 1153 den letzten Stützpunkt in Palästina. Um einer Eroberung Ägyptens durch die Kreuzfahrer zuvorzukommen, führte Nur ad-Din, der Herrscher von Damaskus, bereits 1163 einen Feldzug nach Ägypten, bis sein Offizier Saladin 1171 die Fatimiden stürzte und die Dynastie der Ayyubiden begründete.
Auch wenn es im 11. Jahrhundert mit dem Erstarken der orthodoxen Sunniten vor allem im Iran zu erheblichen Rückschlägen kam, bestanden die ismailitischen Gemeinden auch nach dem Untergang der Fatimiden fort. Für die Ismailiten sind die Fatimiden auch deshalb von Bedeutung, da unter diesen von an-Numan die Grundlage für die ismailitische Rechtsschule gelegt wurde.

## Ayyubiden (1171–1252)

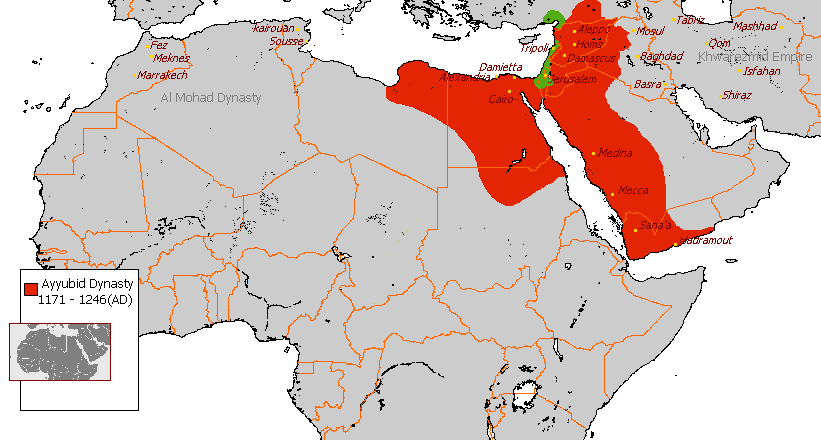
Das Reich der Ayyubiden (1171–1246) in seiner größten Ausdehnung

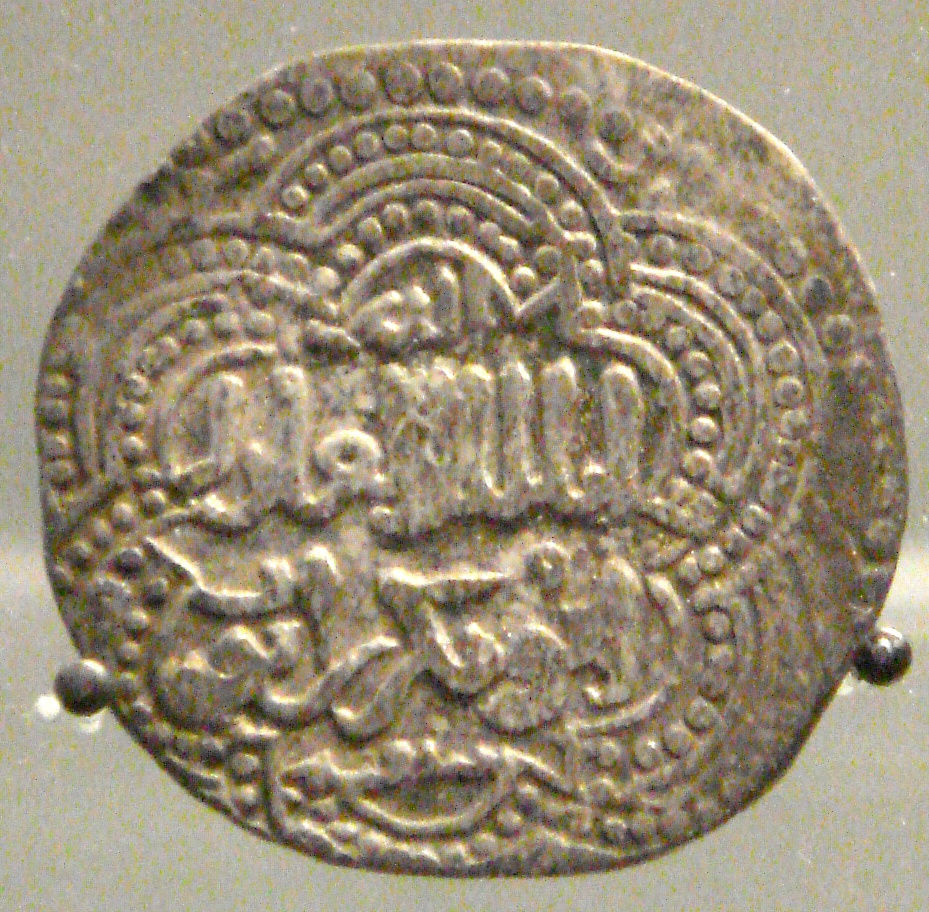
Im Namen des Ayyubiden al-Adil geprägte Münze

### Sturz der Fatimiden, Saladin (1171–1193), Eroberung Jerusalems
Gegen die Angriffe des Königreichs Jerusalem riefen die Fatimiden die Zengiden zur Hilfe, die Syrien beherrschten. Diese entsandten Truppen unter Schirkuh nach Ägypten, der sich zum Wesir ernennen ließ. Nach seinem Tod wurde sein Neffe Saladin 1169 Wesir. Er beseitigte 1171 die Dynastie der Fatimiden und begründete die kurdische Dynastie der Ayyubiden.
Unter Saladin wurden Landwirtschaft und Handel gefördert. Bis 1181 wurde die Herrschaft über Syrien, Obermesopotamien, den Jemen und Nubien ausgedehnt. Nach Festigung der Herrschaft besiegte er die Kreuzfahrer am 4. Juli 1187 in der Schlacht bei Hattin nahe Tiberias und eroberte Jerusalem. Im nun folgenden Dritten Kreuzzug gelang es den Kreuzfahrern zwar, einige Küstenstädte (darunter Akkon) zurückzuerobern, doch konnten sie Jerusalem nicht wieder einnehmen.

### Nachfolgekämpfe, Abwehr der Kreuzfahrer, al-Kamil und Friedrich II.
Da Saladin vor seinem Tod das Reich teilte, kam es zunächst zu Machtkämpfen, bei denen sich al-Adil I. (1200–1218) gegen al-Mansur (1198–1200), den minderjährigen Sohn al-Aziz’ (1193–1198), durchsetzen konnte. Zwar teilte auch al-Adil das Reich vor seinem Tod, doch konnte sein Nachfolger al-Kamil (1218–1238) den Kreuzzug von Damiette (1217–1221) in Ägypten abwehren und den Kreuzzug Friedrichs II. (1228–1229) durch Verhandlungen mit Kaiser Friedrich II. beenden. Das unbefestigte Jerusalem trat er an die Kreuzfahrer ab, doch das Königreich stellte keine große Gefahr mehr dar. Kurz vor seinem Tod konnte sich al-Kamil auch in Syrien durchsetzen.
Nach dem Ausbruch abermaliger dynastischer Machtkämpfe gelang es as-Salih (1240–1249), weite Teile des Ayyubidenreichs wieder zu vereinigen, auch wenn Nordsyrien, Obermesopotamien und der Jemen endgültig verloren gingen. Ebenso konnte er 1244 Jerusalem endgültig erobern.

### Mamluken, ayyubidische Seitenlinien
Unmittelbar nachdem ein weiterer Kreuzzug (1249–1254) abgewehrt worden war, fiel der letzte Ayyubide Turan Schah einer Verschwörung der türkischen Mamluken im Heer zum Opfer, als er deren Einfluss einschränken wollte. Bis 1257 führte nun dessen Stiefmutter Schadschar ad-Dur als Regentin die Regierung, wobei sie den Mamlukenführer Aybak heiratete. Dieser erhob sich als al-Malik al-Muizz 1252 zum Sultan und begründete das Mamlukenreich, das bis 1517 Bestand hatte.
Seitenlinien der Ayyubiden herrschten jedoch in Damaskus und Aleppo noch bis 1260, in Homs bis 1262 und in Hama sogar bis 1341. Daneben gab es auch noch ayyubidische Herrscher in Hasankeyf (Hisn Keyfa) am Tigris, die dort bis in das 15. Jahrhundert ansässig blieben.

## Mamluken (1252–1517)

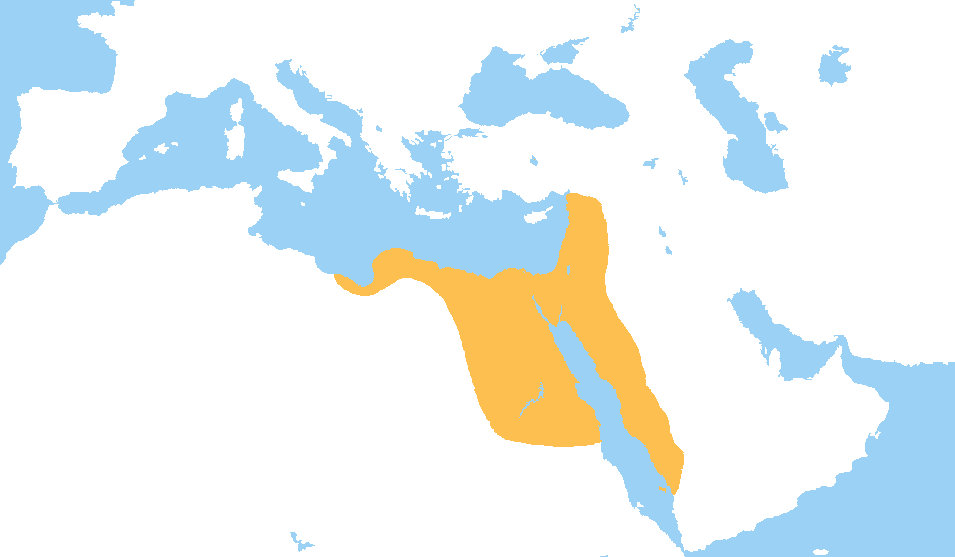
Ausdehnung des ägyptischen Mamluken-Reichs

Mamluken – weiße Militärsklaven – wurden im Abbasidenreich vor allem seit dem 9. Jahrhundert eingesetzt. Besonders al-Mu'tasim (833–842) baute eine Leibwache aus Sklaven auf. Die Samaniden in Transoxanien kontrollierten den Handel mit Krieger-Sklaven, sie wurden allerdings 1005 durch eine Sklavendynastie der Ghaznawiden abgelöst. Auch die Leibgarde Saladins bestand aus Soldaten, die meist im Kindes- und Jugendalter auf den Sklavenmärkten des nördlichen Anatolien oder des Kaukasus gekauft und dann durch eine Schulung zu Reitersoldaten und eine islamische Erziehung auf ihren Dienst vorbereitet wurden. Sie konnten die Freiheit erlangen und dann ihrerseits Mamluken erwerben. Auch wenn sie eine militärische Elite bildeten, waren die Mamluken weder Adlige noch hatten sie einen besonderen Segen durch Abstammung von der Prophetenfamilie.

### Sturz der Ayyubiden (1249), Sieg über Mongolen (1260), Kalifat
Nach dem Tod des Ayyubiden-Sultans as-Salih 1249 und der Ermordung seines Sohnes Turan Schah ergriff der Mamlukengeneral Izz ad-Din Aibak zusammen mit der Witwe des Sultans, Schadschar ad-Dur, die er heiratete, die Macht in Ägypten.
Nach dem Tod Aibaks mussten sich die Mamluken mit der Bedrohung durch die mongolischen Il-Chane auseinandersetzen, die 1258 Bagdad eroberten. 1260 eroberten sie Syrien, konnten aber von den Mamluken unter Qutuz und Baibars in der Schlacht bei ʿAin Dschālūt geschlagen werden. Damit war das Mamlukenreich der einzige Staat im Nahen Osten, der sich gegen die Mongolen behaupten konnte.
Nach der Zerstörung Bagdads 1258 durch Hülegü, der den letzten dort herrschenden Kalifen al-Mustasim hinrichten ließ, erlosch das Kalifat der Abbasiden. Allerdings gelang dem Abbasiden-Prinzen al-Mustansir II., einem Cousin des letzten Kalifen, die Flucht nach Ägypten, wo ihn der soeben zur Macht gelangte Mamluken-Sultan Baibars als nächsten Kalifen einsetzte. Dabei dienten die Abbasiden allein der Herrschaftslegitimation der Mamluken und hatten keinerlei politischen Einfluss. Nur al-Mustain (1406–1414) konnte 1412 kurzfristig politische Macht erringen, als er zum Sultan von Ägypten proklamiert wurde.

### Vertreibung der Kreuzfahrer (bis 1291), Bahri-Dynastie (ab 1279)
Baibars (1260–1277) nutzte den Sieg aus, um selbst die Macht in Ägypten zu erringen. Er festigte seine Herrschaft in Ägypten und in Syrien. Er begann mit der Vertreibung der Franken unter anderem mit der Eroberung von Antiochia (1268) und ließ Nubien unterwerfen. 1261 setzte Baibars ein Schattenkalifat der Abbasiden in Kairo ein, um die Herrschaft der Mamluken zu legitimieren. Trotz aller Erfolge gelang es Baibars nicht, seinem Sohn Berke Qan (1277–1279) die Nachfolge zu sichern. Dieser wurde 1279 von Qalawun, dem Begründer der Bahri-Dynastie gestürzt.
Qalawun (1279–1290) und sein Sohn Chalil (1290–1293) eroberten die Kreuzfahrerstaaten endgültig (die letzte Bastion, Akkon, fiel 1291). Die Burgen und Städte wurden zerstört. Vor allem die landwirtschaftlichen Grundlagen wurden so nachhaltig vernichtet, dass Palästina bis zur jüdischen Immigration nur dünn besiedelt blieb. Die Absicht hinter diesen Zerstörungen war, zu verhindern, dass Fremde in der Levante jemals wieder selbstversorgende Posten errichten konnten. In der Folgezeit zerstörten die Mamluken nach und nach nahezu alle der alten Seestädte an der syrischen Küste. Da Ägypten über keine für den Schiffbau geeigneten Holzbestände verfügte und die Seefahrt insgesamt keinen hohen Status besaß, waren maritime Unternehmungen der Mamluken selten. Als 1291 mit Akkon die letzte bedeutende Festungsstadt der Franken im Heiligen Land an die Mamluken fiel, flüchteten sich die meisten Überlebenden nach Zypern.
Qalawun war daran gelegen, die Wirtschaftsbeziehungen mit Europa zu fördern. Die Kreuzfahrer waren hingegen „natürliche“ Verbündete der eigentlichen Feinde der Mamluken, nämlich der mongolischen Il-Chane im Osten. Möglich waren die erfolgreichen militärischen Erfolge gegen Kreuzfahrerstaaten und Il-Chane durch kaukasische Söldner, die in großem Umfang angeworben wurden; sie sollten 100 Jahre später die Bahri-Dynastie stürzen und selbst die Macht übernehmen.
Der historisch bedeutsame Sultan an-Nasir (1293–1294 und 1309–1341) wurde als Kind von Emiren beiseitegeschoben und musste 15 Jahre warten, ehe er die Macht übernehmen konnte. Währenddessen gelangten verschiedene Emire an die Herrschaft. Besonders katastrophal verlief die Regentschaft Kitbughas (1294–1296); diese Jahre waren von Seuchen, Hungersnöten und Konflikten gekennzeichnet. Der Emir Ladschin (1297–1299) versuchte einen Neuanfang. Seine Nachfolger Anwar und Baibars fanden sich wieder im Konflikt mit Ilchanen und mit den Johannitern, die in Unterägypten einfielen; beide konnten zurückgedrängt werden, aber ein schweres Erdbeben in Unterägypten löste 1303 eine neue Wirtschaftskrise aus.
Als es an-Nasir 1309 endlich gelang, die Macht zu übernehmen, rang er den Emiren den Schwur ab, nur mehr Bahris als Sultane einzusetzen. In den Folgejahren gelang es, die Wirtschaft in eine neue Blüte zu führen. Die Steuerbelastung wurde von den Armen und den Mittelschichten auf die Großgrundbesitzer übertragen, die Korruption radikal bekämpft, und Großbauprojekte schufen Arbeit.

### Burdschiyya-Dynastie (1382–1517)
Nach an-Nasirs Tod stellte die Bahri-Dynastie weitere 40 Jahre die Herrscher, allerdings nur formell – faktisch herrschten wieder die mamlukischen Emire. In dieser Phase gelang es den Mamluken, sich in eine Kaste von Großgrundbesitzern zu verwandeln und dadurch neben der Politik auch die Wirtschaft unter Kontrolle zu bringen. Außenpolitisch konnten sich die Mamluken gegen ihre Rivalen halten.
Auch die Burdschi-Dynastie konnte die Grenzen des Mamlukenreichs zunächst erfolgreich verteidigen. Doch geriet Ägypten durch die hohen Steuerlasten der Kriege, Missernten, Hungersnöte und den durch Pestepidemien ausgelösten Bevölkerungsrückgang zunehmend in eine schwere Wirtschaftskrise.

### Kreuzzug gegen Alexandria (1365), Gegensatz zum Osmanenreich
Peter I. von Zypern unternahm 1362–1365 eine Europareise, um für einen Kreuzzug gegen die Mamluken zu werben. Mit einem Heer und einer Flotte von 115 Schiffen, die von Venedig, den Johannitern und Zypern gestellt wurden, griff er 1365 Alexandria an. Die Stadt wurde geplündert, ein Teil der Einwohner getötet und 5000 Menschen als Sklaven verschleppt. Um die Beute abzutransportieren, wurden 70 Lastschiffe benötigt. Venedig und Genua scheinen Peter schließlich gezwungen zu haben, Frieden zu schließen, um ihre Handelsinteressen in Ägypten wieder wahrnehmen zu können.
Bis zur Eroberung Kleinarmeniens durch die Mamluken im Jahr 1375 hatte vor allem Lajazzo für die italienischen Fernhandelsmetropolen Venedig und Genua eine überaus wichtige Rolle gespielt. Dies wurde durch die Tatsache begünstigt, dass der direkte Handel mit Ägypten von 1322 bis 1345 infolge eines päpstlichen Verbotes fast gänzlich zum Erliegen kam. Doch von Nordwesten dehnten die Osmanen bis 1420 ihre Macht in Anatolien wieder aus. Karaman unterstellte sich vergebens 1417 den Mamluken.
1425 konnten die Mamluken in die Burg von Limassol eindringen, nachdem sie erstmals in der Geschichte ein fränkisches Geschwader besiegt hatten. Um die zunehmende Seeräuberei, besonders durch Katalanen, die auf Zypern ihre Basen hatten, zu bekämpfen, landete 1426 eine mamlukische Einheit in Avmediou. Die Truppen von König Janus wurden bei Khirokitia vernichtend geschlagen, Limassol, Lefkoşa und die königliche Burg von Potamia im Bezirk von Nikosia geplündert und zahlreiche Gefangene gemacht. König Janus schwor Sultan Barsbay (1422–1438) in Kairo den Vasalleneid, dem die Zyprioten jedoch nicht zustimmten. Gegen 200.000 Florin Lösegeld und eine jährliche Tributverpflichtung wurde er freigelassen. 1440 legte eine Flotte auf dem Weg nach Rhodos einen Zwischenstopp auf Zypern ein, ein Anzeichen, wie abhängig die Insel bereits von Kairo war.
Cem Sultan, der jüngere Bruder Sultan Bayezids II. rief sich zum Sultan von Anatolien aus, doch unterlag er und floh nach Kairo. Sultan El-Ashraf Seyfeddin Kaitbey, der mächtigste Gegenspieler der Osmanen, sandte ihm, als ihn die Nachricht erreichte, dass Cem und seine Anhänger sich Kairo näherten, seine wichtigsten Hofbeamten mit der Botschaft entgegen, dass er am Hof von Kairo willkommen und sicher vor seinem Bruder sei. Auf die Bitte Cems, ihn in seinem Kampf um den Thron zu unterstützen, ging er vorläufig allerdings nicht ein. Stattdessen versuchte er zwischen den beiden Brüdern zu vermitteln, während sich Cem auf die Pilgerfahrt nach Mekka und Medina begab. Nach einer erneuten Niederlage floh Cem nach Rhodos.

## Osmanische Zeit (1516/17–1805): Eroberung, Verlust des Kalifats, Fortbestehen der Militärsklaven

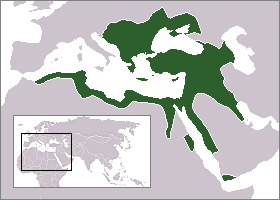
Das Osmanische Reich um 1683

Das osmanische Vilâyet Misir um 1900

Mit der Eroberung Ägyptens durch Selim I. (1512–1520) im Jahr 1517 wurde Konstantinopel zum Sitz des Kalifen und zahlreiche Künstler gingen von Kairo an den Bosporus. Das Herrschaftssystem der Militärsklaven bestand aber unter osmanischer Oberherrschaft weiter. Doch wurde Syrien der Verwaltung von Ägypten entzogen. Von Ägypten aus wurden die Küstengebiete des Roten Meeres und der Jemen unterworfen und mit einer Flotte die Portugiesen im Indischen Ozean angegriffen.
Allerdings verloren die Osmanen nach und nach die Kontrolle über Ägypten, so dass die Mamluken-Elite wieder ihren Einfluss erlangte. Ab 1630 verdrängten sie die osmanischen Janitscharen und Statthalter wieder schrittweise von der Macht. Allerdings bekämpften sich die Fraktionen der Faqariyya (Tscherkessen unter Ridwan Bey), Qasimiyya (Ahmad Bey) und oberägyptische Beduinen erbittert untereinander. Zwar kam es unter den Fraktionen der Faqariyya (Vorherrschaft 1631–1656) und der Qasimiyya (Vorherrschaft 1660–1692) zu Auseinandersetzungen, doch konnte sich die Wirtschaft, besonders auf Grund des Kaffeehandels, weiter entwickeln.
1730 schlossen sich die Überlebenden der Machtkämpfe zunächst zusammen. So konnte sich 1768 Ali Bey (georgischer Abstammung) zur Revolte erheben und als selbsternannter Sultan Ägyptens sogar in Syrien einfallen. Er wurde jedoch von seinem eigenen Schwiegersohn geschlagen, und nach dessen Tod stritten verschiedene Mamluken-Fraktionen um die Macht. Schließlich gelang es den miteinander verbündeten Mamluken-Emiren Murad Bey und Ibrahim Bey, 1790 die mit den Osmanen verbündete Mamluken-Fraktion um Ismail Bey endgültig von der Macht zu verdrängen.
Erst im 18. Jahrhundert begann der Niedergang der Wirtschaft, da durch die zunehmende politische Unsicherheit, die Beduineneinfälle und starke Steuerbelastungen die Landwirtschaft mangels Pflege der Bewässerungsanlagen einen Niedergang erlebte und auch der Handel stark gestört wurde. Zudem erfolgte durch Hungersnöte und Pestepidemien ein starker Bevölkerungsrückgang. Zugleich nahm ab etwa 1760 die Abhängigkeit des Osmanenreichs vom Getreide Ägyptens ab. Diese Rolle übernahmen dort Gutshöfe (Çiftlik) auf dem Balkan und in Anatolien. Ab 1792 brachten osmanische Griechen zudem russisches Getreide an den Bosporus.
Zwar gelang es einigen Führern der Mamluken, u. a. Ali Bey (1760–1772), die Kontrolle über Ägypten zu erringen, doch konnte durch die internen Machtkämpfe und die gelegentlichen osmanischen Interventionen keine stabile Herrschaft aufgebaut werden.

## Ende der osmanischen Vorherrschaft, Napoleon, Muhammad Ali (1768/90–1811)

### Rückkehr der Mamluken an die Macht
Schließlich gelang es den miteinander verbündeten Mamluken-Emiren Murad Bey Muhammad und Ibrahim Bey 1790, die mit den Türken verbündeten Mamluken-Fraktion um Ismail Bey endgültig von der Macht zu verdrängen. Frankreich lieferte dies gleich zwei formale Anlässe zum Eingreifen: Zum einen war das Königreich Frankreich seit 1536 Verbündeter des osmanischen Sultans und konnte behaupten, dessen Autorität wiederherstellen zu wollen. Zum anderen konnte Paris seit der Französischen Revolution argumentieren, auch den Ägyptern die Freiheit vom Joch der feudalen Mamlukenherrschaft bringen zu wollen.

### Frankreich und Ägypten, Napoleons Ägyptenfeldzug

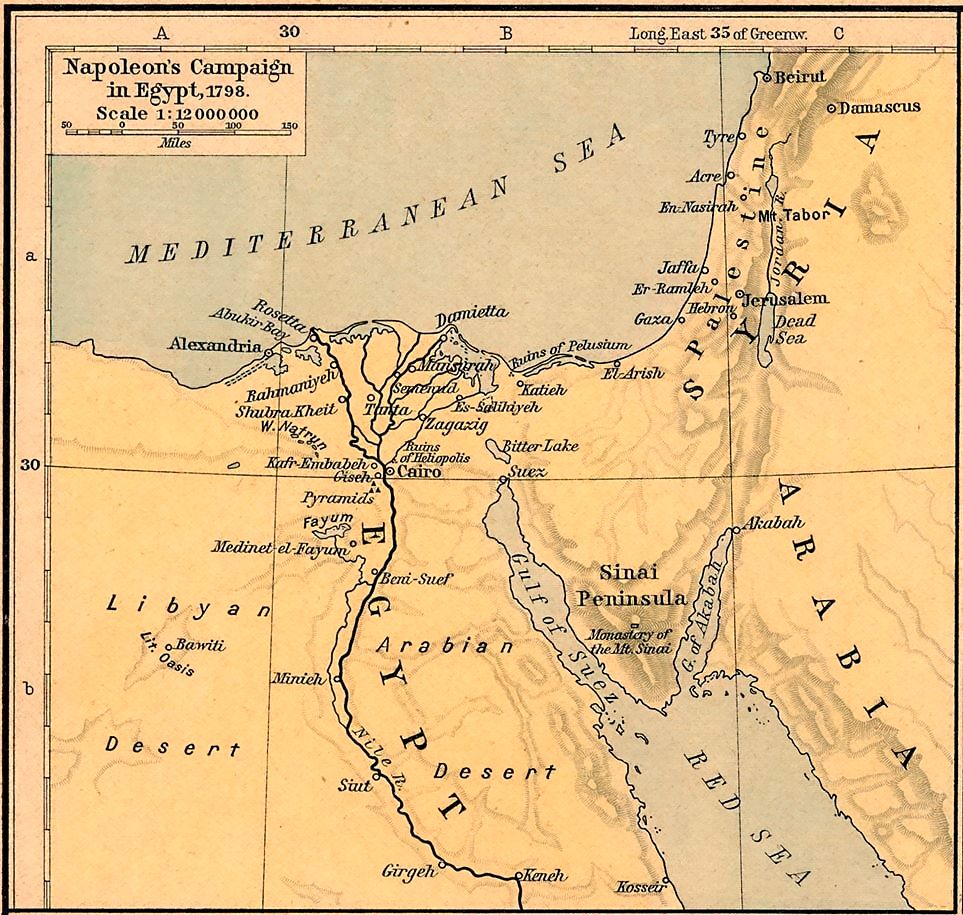
Ägypten zur Zeit Napoleons

Wirtschaftlich stand Ägypten im Ruf legendärer Fruchtbarkeit. In einem durchschnittlichen Jahr importierte Frankreich aus den dortigen Häfen Waren im Wert von rund drei Millionen Livres. Dabei handelte es sich sowohl um heimische Produkte wie Reis, Getreide, Natron, Baumwolle, Flachs, Sennesblätter, Büffel- und Kamelhäute, als auch um Waren aus dem Zwischenhandel wie Tamarinden, Elfenbein, Straußenfedern und Goldstaub, sowie Produkte wie Kaffee, Gummi arabicum, Asant, Weihrauch und Myrrhe, die aus dem Raum des Indischen Ozeans über Sues nach Ägypten gelangten.
Napoleon selbst hatte schon seit seiner Kindheit vom Orient geträumt. Aus der Histoire philosophique et politique des établissements et du commerce des Européens dans les deux Indes (dt. Geschichte beider Indien) des Abbé Raynal hatte er in seiner Jugend eine Passage kopiert, in der Ägypten als der Schlüssel einer Verbindung zwischen Afrika und Asien mit Europa dargestellt wurde. Die Beschäftigung mit Ägypten war in Frankreich spätestens seit der Veröffentlichung des Romans Sethos, anecdotes de l’ancienne Égypte des Abbé Jean Terrasson im Jahr 1731 in Mode gekommen. Gärten von wohlhabenden Parisern waren mit Sphingen und Obelisken geschmückt; freimaurerische Symbolik griff das Pyramidenmotiv auf. Reiseberichte wie die des Dänen Frederic Louis Norden oder des Engländers Richard Pococke, übersetzt 1755 und 1772, fanden ein ebenso großes Publikum wie die Lettres sur l’Égypte (1786) von Claude-Étienne Savary und die Voyage en Syrie et en Égypte (1787) von Constantin François Volney. Volneys Ideal einer kulturellen Weiterentwicklung Ägyptens im Sinne der Aufklärung diente später vor allem den mit Napoleon nach Ägypten gereisten Gelehrten der Legitimation.
Von allen Überlegungen zur Eroberung Ägyptens war aber das wahrscheinlich stärkste Motiv Bonapartes, die Chance der „Selbststilisierung zum Herrscher“ und damit das Signal an die Franzosen, zur Übernahme der Herrschaft bereit zu sein. Das Zeitalter der Pharaonen zu idealisieren und die darauf folgenden Epochen als Zeiten des Verfalls zu erklären, war die Aufgabe der Begleitung von Wissenschaftlern, Künstlern und Berichterstattern, die die Expedition als Erfolg hochstilisierten und damit Bonaparte den Mythos des Retters verliehen. Doch dieses Vorhaben stand in Gegensatz zu britischen Interessen.
Als Napoleons Ägyptenfeldzug oder Ägyptische Expedition wird die militärische und wissenschaftliche Unternehmung unter dem Kommando Napoleons von 1798 bis 1801 bezeichnet. Napoleon sollte aus Ägypten eine französische Provinz machen, die britische Vormachtstellung im Mittelmeerraum brechen und im levantinischen Handel Frankreich eine herrschende Rolle sichern. Zahlreiche Gelehrte, Ingenieure und Künstler begleiteten sie (Commission des sciences et des arts). 1798 wurde in Kairo mit dem Institut d’Égypte eine wissenschaftliche Einrichtung gegründet, deren Aufgabe die Erforschung des Landes war. Die Ergebnisse der Expedition wurden in der mehrbändigen Text- und Bildsammlung Description de l’Égypte (dt. Beschreibung Ägyptens) dokumentiert, die den Grundstein für die spätere Ägyptologie legte.
280 Handelsschiffe beförderten 28.200 Mann Infanterie, Ingenieure und Kanoniere sowie 2.800 Mann Kavallerie, 60 Feld- und 40 Belagerungsgeschütze des französischen Expeditionsheers. 13 Linienschiffe, vier Fregatten und einige Kanonenboote begleiteten die Flotte. Dabei waren auch 150 französische Künstler, Wissenschaftler und Forscher.

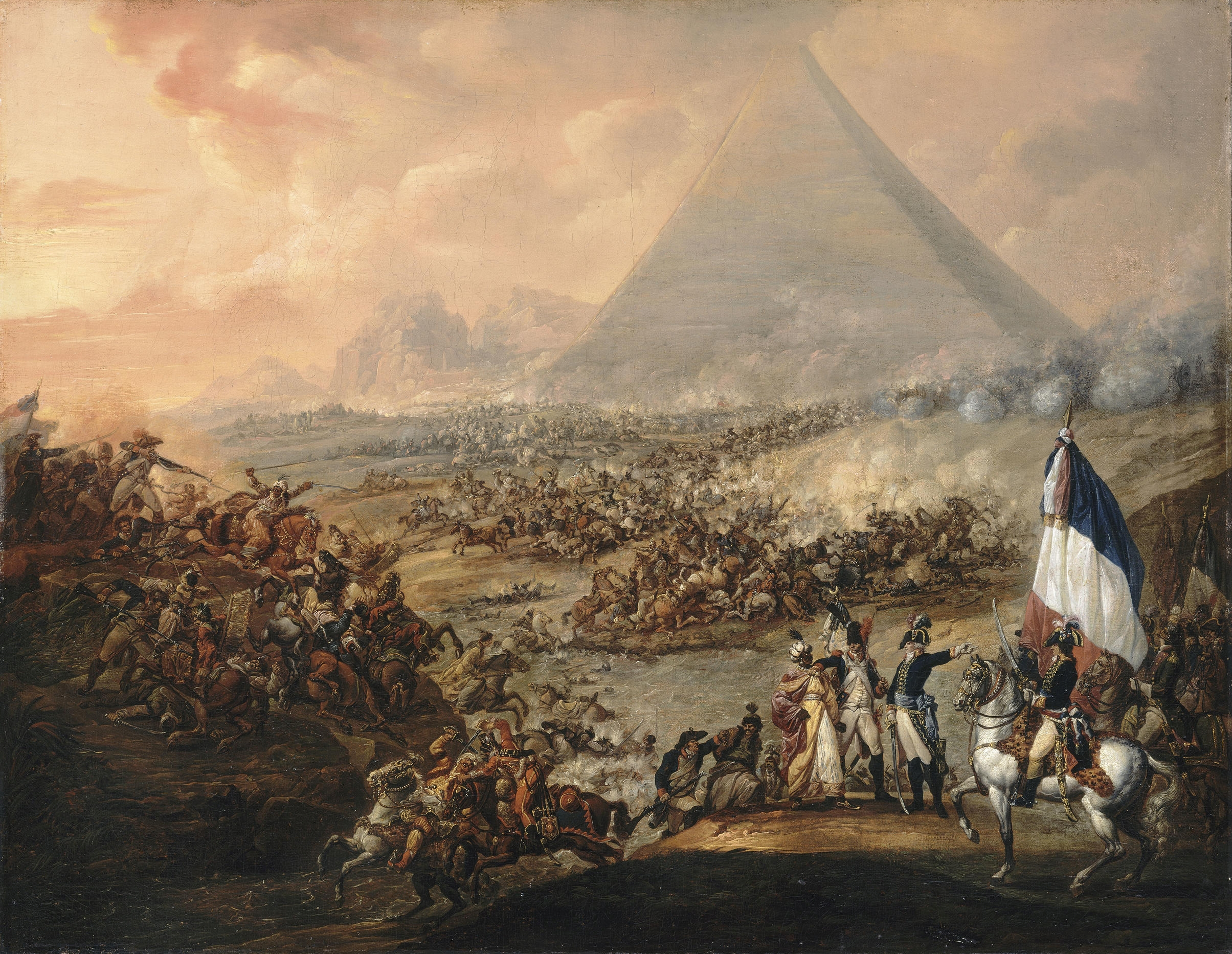
Schlacht bei den Pyramiden

Am 9. Juni traf die Flotte vor Malta ein, am 11. Juni wurde an Bord der L’Orient das Kapitulationspapier unterschrieben. Die Flotte segelte danach weiter nach Ägypten und landete mit der gesamten Streitmacht bei Abukir. Am 2. Juli 1798 wurde Alexandria eingenommen. In der Schlacht bei den Pyramiden am 21. Juli 1798 wurde das türkisch-ägyptische Heer zusammen mit einer Mamluken-Eliteeinheit unter Mourad Bey und Ibrahim Bey, insgesamt rund 5.000 (zuzüglich 12.000 Diener bzw. Waffenträger), in die Flucht geschlagen. Napoleon erklärte in zwei Proklamationen, dass das Ziel der Invasion die Befreiung des Landes von der Sklaverei und Ausbeutung durch die Mamluken und ihre selbstherrlichen Beys sei. Die Einwohner, ihre Familien, ihre Häuser und Eigentum würden geschützt. Ihre Lebensgewohnheiten, ihre Religion würden geachtet und zur Selbstverwaltung würden Dīwāne eingerichtet, besetzt mit einheimischen Würdenträgern.
Am 1./2. August 1798 wurde die vor der Küste liegende französische Flotte von den Briten unter Admiral Horatio Nelson in der Seeschlacht bei Abukir vernichtet. Ein Aufstand in Kairo vom 22. bis 23. Oktober 1798 wurde von Napoleon niedergeschlagen; vierzehn Anführer wurden gefangen genommen, fünf hingerichtet, ungefähr 2.000 bis 2.500 Aufständische getötet.
Unter britischem und russischem Druck erklärte das Osmanische Reich Frankreich den Krieg. Das Direktorium in Paris rechnete inzwischen mit einer Niederlage Napoleons. Es wurde ihm überlassen, sich gegen Konstantinopel zu wenden, um eine Teilung des Osmanischen Reiches zu betreiben oder seine Stellungen in Ägypten zu behaupten. Im Februar 1799 führte Napoleon mit 14.000 Mann einen Feldzug nach Syrien zur Verteidigung der Eroberung Ägyptens gegen ein sich formierendes türkisches Heer. Die anfänglichen Erfolge in al-Arisch, Gaza, Hebron, Jaffa, am Berg Tabor endeten vor der Stadt Akkon, die er vom 19. März bis Mai 1799 vergeblich belagerte. Napoleon musste sich schließlich – auch wegen hoher Verluste in den Kämpfen, durch Seuchen und die Hitze – nach Ägypten zurückziehen, wo er aber am 25. Juli 1799 die Osmanen in der Schlacht von Abukir erneut schlug. Napoleon verließ seine Armee und übertrug das Oberkommando in Ägypten seinem General Jean-Baptiste Kléber.
Kléber handelte zwar mit den Osmanen den freien Abzug aus Ägypten aus, doch als Großbritannien die bedingungslose Kapitulation forderte, wurde der Krieg wieder aufgenommen. Die Osmanen wurden am 20. März 1800 bei Heliopolis von Kléber abermals geschlagen und Kairo nach Niederschlagung eines erneuten Aufruhrs wieder besetzt. Die Stadt wurde mit einer hohen Kontribution bestraft. Allerdings wurde Kléber am 14. Juni 1800 in Kairo von einem Muslim ermordet.
Am 8. März 1801 landeten 17.000 Mann britischer Truppen bei Abukir. Das osmanische Heer unter Yussuf-Pascha zählte mehr als 20.000 Mann. Die französischen Truppen sollen 16.000 Mann stark gewesen sein. Am 21. März verloren sie bei Alexandria eine erste Schlacht, die Stadt selbst wurde eingeschlossen. Am 27. Juni kapitulierte Kairo und am 31. August Alexandria. Die französischen Truppen mussten Ägypten verlassen, konnten aber ihre Ausrüstungen mitnehmen, allerdings nicht die Unterlagen und Aufzeichnungen der wissenschaftlichen Begleiter der Expedition. Diese protestierte erfolgreich, indem sie damit drohten, ihre Arbeiten eher ins Meer zu werfen als sie den Engländern zu übergeben. Die Regierungen beider Länder nahmen Verhandlungen auf, die 1802 zum Frieden von Amiens führten. Von den 30.000 Mann Napoleons kamen zwei Drittel ums Leben.
Napoleons Reformen bestanden aus der Modernisierung der Verwaltung, der Einführung eines neuen Postdiensts, der Förderung des Baus von Windmühlen und der Bekämpfung der Beulenpest. Außerdem wurde der Buchdruck eingeführt und ganz Ägypten kartiert.

### Aufstieg Muhammad Alis, Statthalter (ab 1805); Vernichtung der Mamluken (1811)

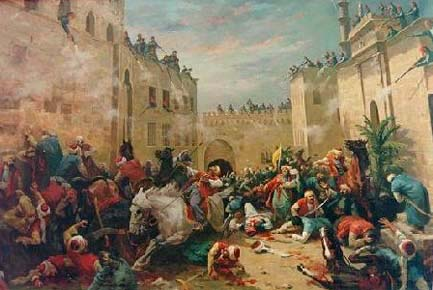
Ermordung der Mamluken in Kairo 1811

Doch die Vorherrschaft der Mamluken war durch die Niederlagen gegen die Franzosen schwer erschüttert. Dadurch wurde der Aufstieg von Muhammad Ali Pascha erst ermöglicht. Murad Bey, der sich 1799 auf die Seite der Franzosen geschlagen hatte, starb 1801, seine Fraktion wurde mit britischer Hilfe zunächst von Alfi Bey weitergeführt. Ibrahim Bey hatte die Franzosen hingegen bekämpft und wurde nach dem britischen Sieg nochmals bis 1804 Statthalter, ehe er dem von den Türken entsandten Befehlshaber des albanischen Kontingents Muhammad Ali Pascha unterlag, der ab 1805 Statthalter wurde. 1807 wurden auch Alfis Fraktion und die Briten geschlagen, am 11. März 1811 dann schließlich die verbliebenen Mamluken in einen Hinterhalt gelockt. Auf Mehmet Alis Befehl wurden 480 von ihnen ermordet. Ein kleiner Teil der Mamluken soll in den Sudan entkommen sein und den dortigen Lokalherrschern (Fundsch/Sennar, Darfur, Kordofan) zunächst als Söldner gedient, dann aber 1818 auch dort die Macht an sich gerissen haben. Zumindest bot genau dieses Argument Ägypten 1820 den Anlass für die Eroberung Sudans.

## Muhammad Ali und seine Nachfolger (1811–1882)

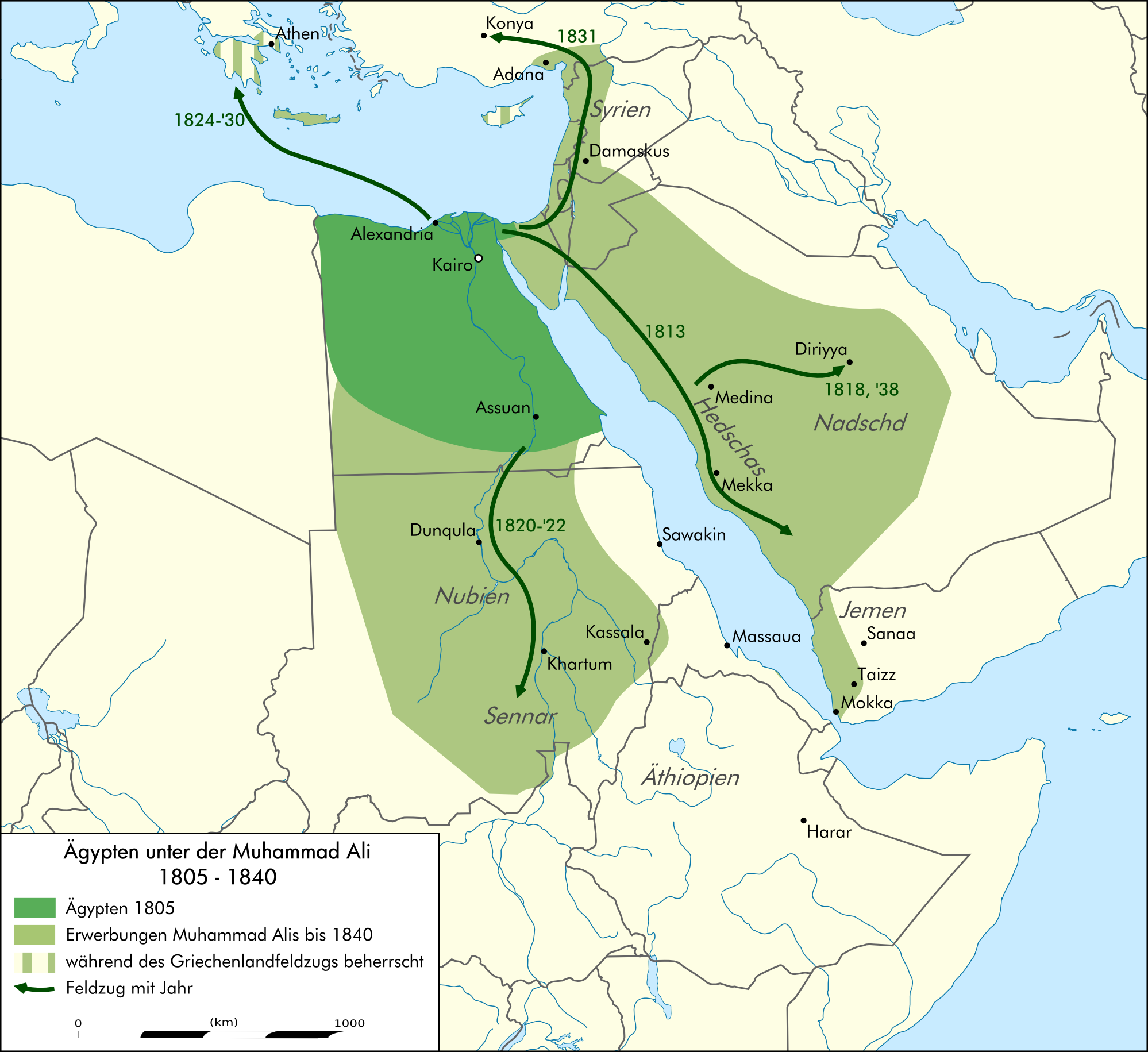
Ausdehnung des Einflussbereichs Muhammad Alis bis 1840

Durch die Befriedung des Landes und den Ausbau der Bewässerungssysteme kam es wieder zu einem Wirtschaftsaufschwung, der zudem durch den Versuch einer staatlichen Industrialisierung gefördert wurde. Nach dem Massaker in Kairo, bei dem Muhammad Ali Pascha 1811 die Mamluken als Machtfaktor beseitigt hatte, wurde eine an westlichen Maßstäben orientierte Verwaltung aufgebaut.
Die Armee wurde von der neuen Dynastie von Grund auf nach dem Vorbild des zeitgenössischen europäischen Militärs reformiert. Das feudale Heer, welches sich auf ethnische Minderheiten stütze wurde, zu Gunsten einer Wehrpflichtarmee mit rund 100.000 Mann, abgeschafft. Innerhalb der Armee wurden die oberen Offiziersränge von Angehörigen der osmanischen Eliten besetzt, aus der auch Muhammad Ali hervorging. Die Masse der eingezogenen Soldaten stellten die Fellachen. Das Offizierskorps bis zu den Truppenoffizieren setzte sich aus Ägyptern zusammen, die höheren Offiziere wurden aus der osmanischen Oberschicht, aus der auch Muhammad Ali hervorgegangen war rekrutiert. Der Zwangsdienst in den Streitkräften war bei den Bauern gefürchtet und manche versuchten ihm durch Selbstverstümmelung zu entgehen.
Mit dem neu gebildeten Heer wurden 1811 bis 1818 die Wahhabiten in Arabien geschlagen und 1820 bis 1823 der Sudan erobert. Während des griechischen Aufstandes (1822–1827) war der osmanische Sultan gezwungen, die modernen Truppen des Vasallen Muhammad Ali zu Hilfe zu rufen. Trotzdem musste das Osmanische Reich 1830 Griechenland in die Unabhängigkeit entlassen, nachdem eine britisch-französischen Flotte zu Gunsten der Aufständischen eingegriffen hatte.
Um den politischen und wirtschaftlichen Aufstieg Ägyptens abzusichern, begann 1831 die Invasion in Palästina und Syrien, wobei das ägyptische Heer unter Ibrahim Pascha, dem Sohn Muhammad Alis, nach Siegen bei Homs und Konya durch Anatolien Richtung Istanbul vorstieß. Zwar musste sich Ibrahim Pascha wieder zurückziehen, doch konnte er Syrien und Kilikien behaupten. Erst eine Intervention der europäischen Mächte im Jahr 1840 zwang Muhammad Ali zum Rückzug aus Syrien und Palästina. Allerdings mussten ihn die Osmanen 1841 als erblichen Vizekönig in Ägypten anerkennen.
Abbas Hilmi nutzte ebenso wie sein Vorgänger die europäischen Mächte um die Unabhängigkeit seines Dynastie von den Osmanen zu sichern. 1851 erlaubte er den Bau der ersten Eisenbahn des Landes von Kairo nach Alexandria unter britischer Ägide.
Trotz ihrer scheinbaren Vernichtung nahm nach dem Tod Muhammad Alis und seiner ersten Nachfolger, besonders aber seit dem ägyptisch-osmanischen Ausgleich 1867, der Einfluss der Tscherkessen und Türken wieder zu, Nachfolger der Mamluken und neu hinzugekommene Kaukasier stellten die meisten Offiziere im Heer sowie Schlüsselpositionen im Staatsapparat. Der von den Briten niedergeschlagene Aufstand ägyptischer Militärs unter Urabi Pascha 1881 richtete sich auch gegen diese türkisch-tscherkessische Konkurrenz.
Die starke Orientierung auf den Export von Baumwolle führte zur Bildung von Großgrundbesitz, was wiederum zu einer verstärkten Landflucht in die Städte führte. Zwar wurde 1869 der Sueskanal eröffnet, doch gewann Ägypten dadurch für die europäischen Mächte so große strategische Bedeutung, dass es zu stärkeren Einmischungen kam. Außerdem war Ägypten, auch durch die verfehlte Finanzpolitik unter Ismail Pascha, gezwungen, seine Anteile am Sueskanal an Großbritannien zu verkaufen. Nach dem faktischen Staatsbankrott wurde eine internationale Finanzaufsicht unter britischer Leitung gebildet.
Gegen den europäischen Einfluss richtete sich die Urabi-Bewegung (1881–1882), die von Offizieren der ägyptischen Armee getragen wurde. Dies wurde von London genutzt, um Ägypten 1882 militärisch zu besetzen und die Urabi-Bewegung zu zerschlagen (siehe Britische Herrschaft in Ägypten).

## Teil des Britischen Weltreichs (1882–1922), Eroberung des Sudan

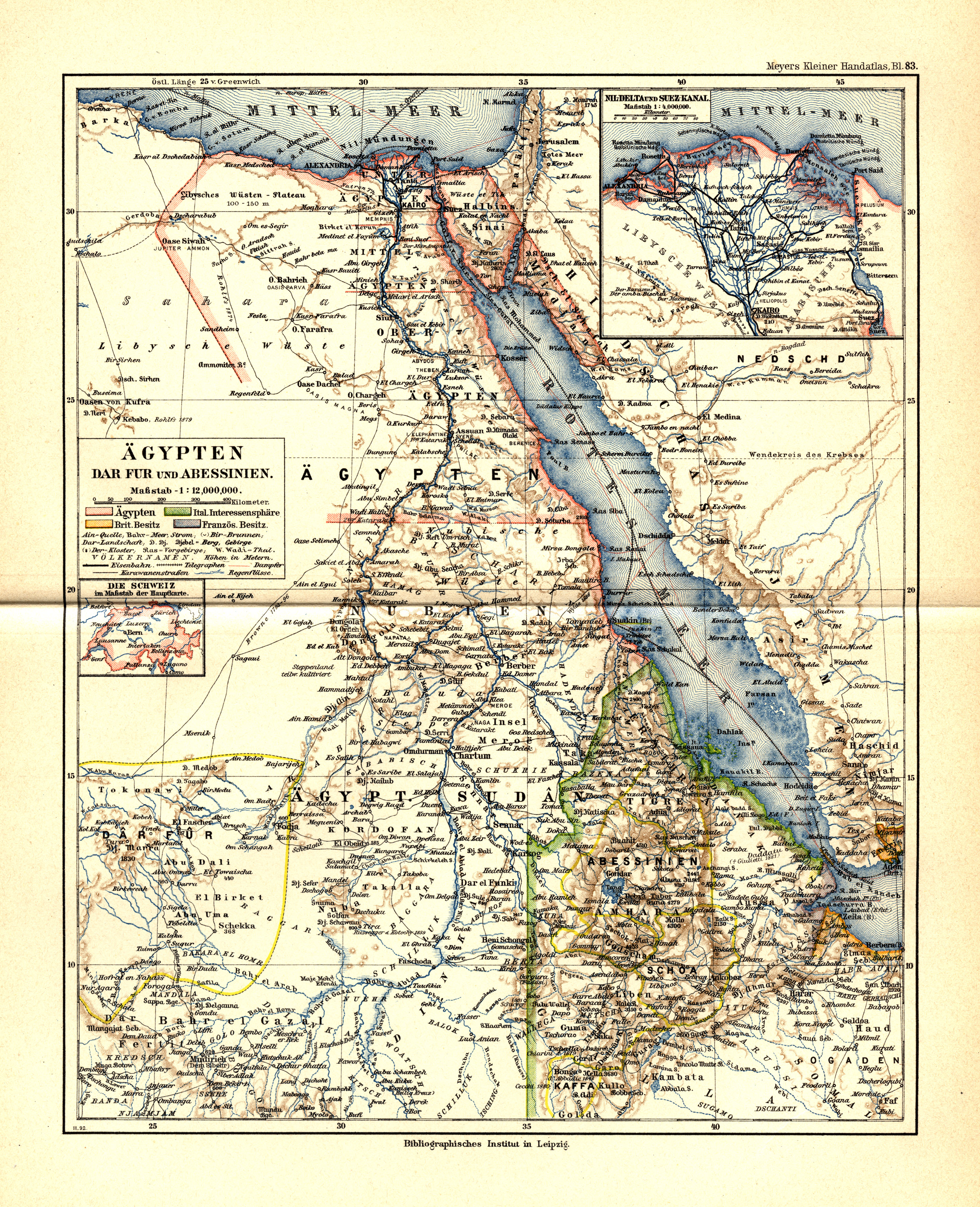
Ägypten und der Sudan 1892

Mit der Besetzung durch britische Truppen unter Garnet Joseph Wolseley übernahm Großbritannien die Kontrolle über das Land, ohne dessen Zuordnung zum Osmanischen Reich formell zu beenden. Der Khedive von Ägypten blieb daher weiterhin Vasall der Osmanen. Die britische Herrschaft wurde durch den Generalkonsul vertreten, der als Berater der tatsächliche Herr des Landes war. Abbas Hilmi Pascha war von 1892 bis 1914 der letzte osmanische Khedive oder Vizekönig in Ägypten.
Von 1883 bis 1907 wurde das Amt des britischen Generalkonsuls von Evelyn Baring ausgeübt. Unter ihm wurde Ägypten wirtschaftlich in das Britische Weltreich eingebunden und dessen Interessen untergeordnet. So wurde die Landwirtschaft auf den Anbau von Baumwolle umgestellt. Sie stellte bald 92 % der Ausfuhren. Dies führte neben der Ausweitung des Großgrundbesitzes dazu, dass das traditionelle Getreideexportland nun Getreide einführen musste. Die Armee hatte von 1883 an britische Generäle als Oberbefehlshaber, die den Titel Sirdar führten, und wurde zudem durch britische Offiziere ausgebildet.

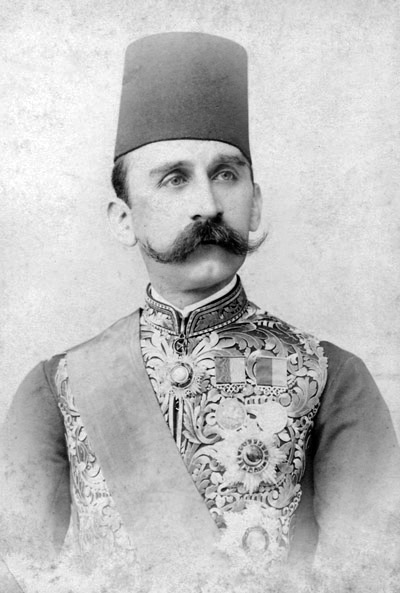
Hussein Kamil war vom 19. Dezember 1914 bis zum 9. Oktober 1917 Sultan von Ägypten und König des Sudan

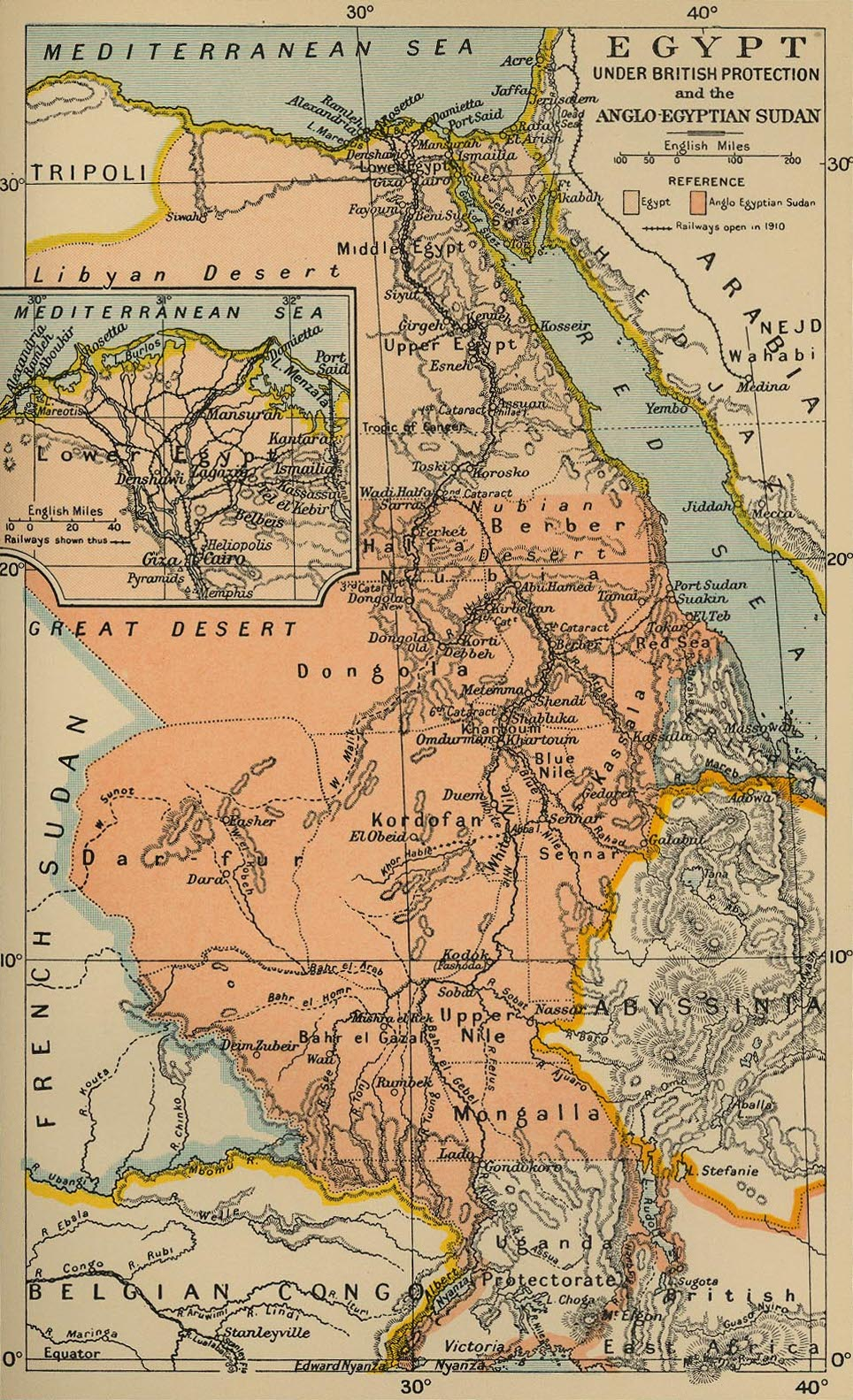
Karte des britisch beherrschten Ägyptens und des Anglo-Ägyptischen Sudans, 1912

Gleichzeitig mit der britischen Besetzung hatte Ägypten 1882 auch die Herrschaft über den Sudan durch den Mahdi-Aufstand verloren. 1896 wurde eine anglo-ägyptische Streitmacht in Marsch gesetzt, um das Land zu besetzen. Der Sudan wurde nach der Schlacht von Omdurman aber nicht an Ägypten zurückgegeben, sondern 1899 als anglo-ägyptisches Kondominium eingerichtet. Dieses Kondominium bestand bis 1956.

### Erster Weltkrieg, Ende der formalen osmanischen Herrschaft, Sultanat Ägypten, Protektorat
Im Ersten Weltkrieg war die Sinai-Halbinsel als Grenzgebiet zum osmanischen Palästina bis 1917 Kampfgebiet. Nach der Kriegserklärung Großbritanniens an das Osmanische Reich im November 1914 wurde der Khedive Abbas II. wegen Unterstützung der nationalistischen Bewegung gegen die britische Besatzung für abgesetzt erklärt.
An seine Stelle trat Hussein Kamil mit dem Titel eines Sultans. Das so entstandene Sultanat Ägypten wurde am 18. Dezember 1914 zum britischen Protektorat erklärt, womit die letzten formalen Beziehungen zum Osmanischen Reich aufgehoben wurden. Anstelle des Generalkonsuls übernahm ein britischer Hochkommissar die Verwaltungsaufgaben. In der Folge setzten die Briten die Kriegswirtschaft durch, die hohe Kaufkraft der britischen Truppen in ägyptischer Währung ließ die Lebensmittelpreise stark ansteigen, hingegen sank der Wert der Exporte, insbesondere der der Baumwolle auf britischen Druck.

### Nationalistische Bewegung, Königreich
Nach dem Ersten Weltkrieg versuchten Teile der ägyptischen Elite die Unabhängigkeit des Landes zu erreichen. 1919 formierte sich eine Delegation unter Führung von Saad Zaghlul, welche die Frage der Unabhängigkeit des Landes vor die Pariser Friedenskonferenz bringen wollten. Dies wurde durch die britische Kolonialmacht unter Gefangennahme der Delegationsmitglieder verhindert. Im Land kam es daraufhin zu Unruhen, welche die Briten zwangen die Delegation nach Paris reisen zu lassen. Der neue Hochkommissar Edmund Allenby setzte eine Politik der Konzessionen durch um die Stimmung im Land zu beruhigen. Aus der Delegation ging die Wafd-Partei als politische Vertretung der Nationalisten hervor.

## Unabhängigkeit, Königreich (1922–1953)

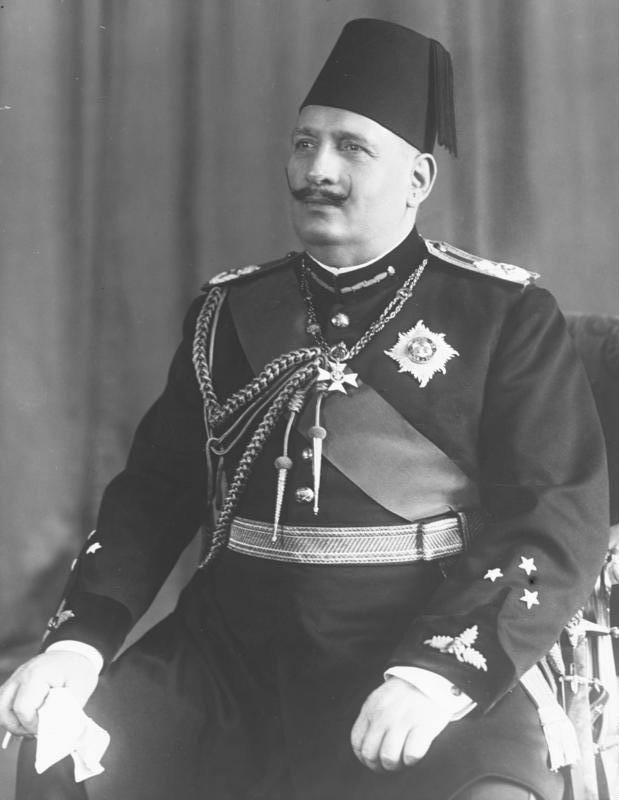
König Fu'ād I. (1922–1936)

Das Land erlangte am 28. Februar 1922 in der Declaration to Egypt die Unabhängigkeit, doch behielt sich Großbritannien einige Rechte vor. Am 15. März 1922 rief sich der bisherige Sultan als Fu'ād I. zum König aus, womit das Königreich Ägypten entstand. Doch blieben weiterhin britische Truppen im Land, und Großbritannien behielt sich in Ägypten und im gemeinsam verwalteten Sudan weitreichende Interventionsrechte vor. Auch behielt sich Großbritannien Sonderrechte im Gebiet des Sueskanals und am Nil vor, etwa zur Sicherung von Ansprüchen ausländischer Gläubiger. In Ägypten formierte sich in dieser Zeit eine breite modernistische Bewegung, zu der Intellektuelle wie Tāhā Husain, Salāma Mūsā und der islamische Gelehrte ʿAlī ʿAbd ar-Rāziq gehörten. Die ägyptische Frauenrechtlerin Hudā asch-Schaʿrāwī bot 1923 der konservativen islamischen Gelehrsamkeit die Stirn, indem sie nach dem Besuch einer internationalen Frauenkonferenz in Rom beim Verlassen des Schiffes ihren Schleier vor aller Augen ins Mittelmeer warf.

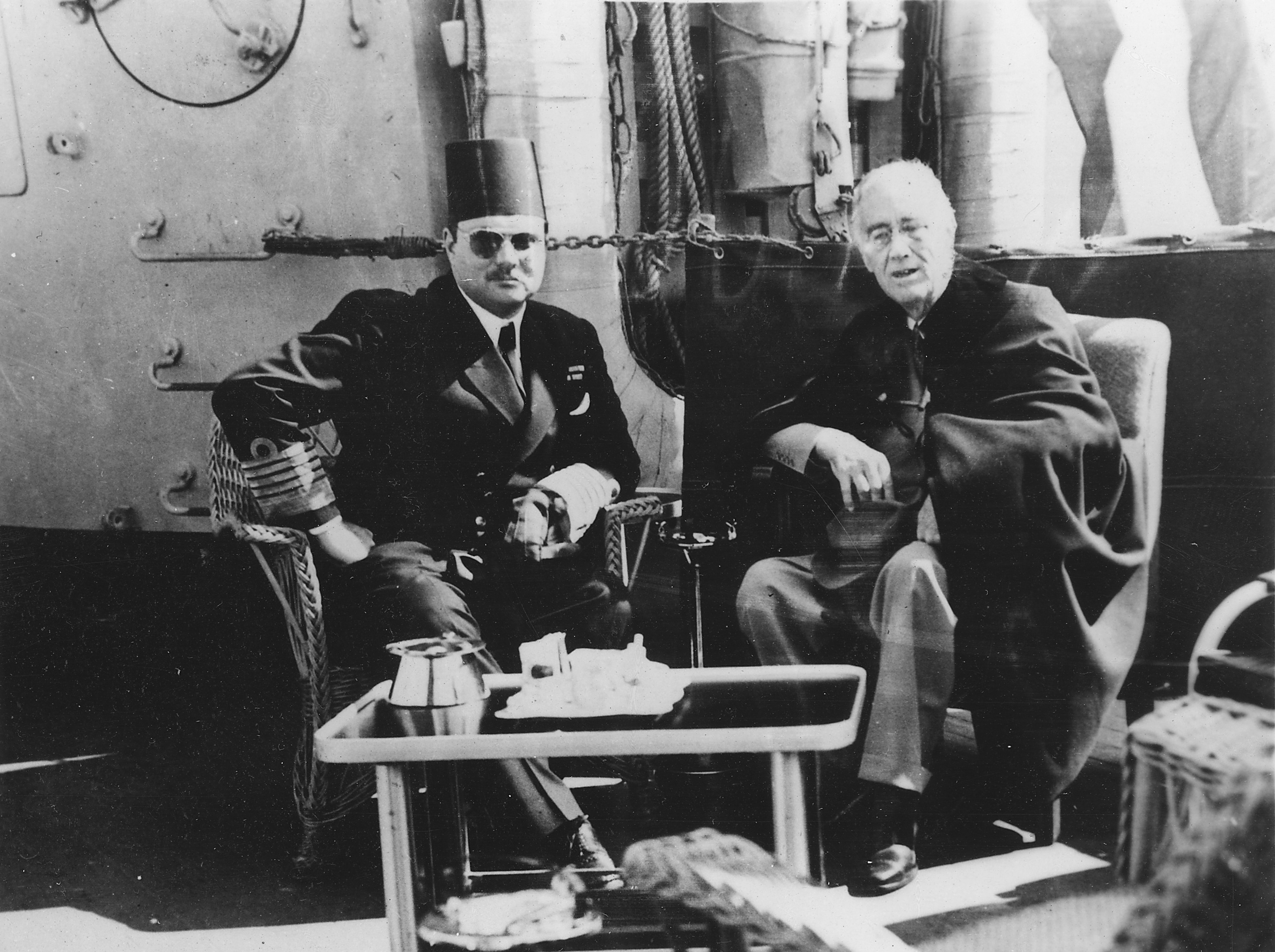
König Fārūq I. (1936–1952) und US-Präsident Franklin Roosevelt am 13. Februar 1945

Als Fuad I. 1936 starb, übernahm sein sechzehnjähriger Sohn Faruq die Nachfolge. Durch den Bündnisvertrag vom 26. August 1936 verzichtete Großbritannien auf weitere Rechte und zog seine Truppen bis auf die Sueskanalzone ab, wobei es sich aber das Zugriffsrecht auf das ägyptische Transport- und Kommunikationssystem im Kriegsfall sicherte. 1937 wurde Ägypten in den Völkerbund aufgenommen.
1942 zwang die Kriegsregierung Churchill König Faruq, dem Sympathie für die Achsenmächte Italien und Deutschland nachgesagt wurde, nach einer Regierungskrise zur Entlassung der Regierung. Ägypten wurde im Zweiten Weltkrieg wieder besetzt und wichtigstes Aufmarschgebiet im Kampf gegen die italienisch-deutschen Truppen in Libyen (→ Afrikafeldzug, Tunesienfeldzug).
Am 22. März 1945 wurde Ägypten Gründungsmitglied der Arabischen Liga. Im Palästinakrieg von 1948 konnten seine Truppen zwar in Israel eindringen, doch mussten sie das Land trotz Militär- und Finanzhilfen aus Saudi-Arabien und aus anderen arabischen Staaten 1949 wieder verlassen. 1951 nahm Faruq den Titel König von Ägypten und des Sudan an. Dieser Titel war bis dahin nur der inoffizielle Titel der ägyptischen Monarchen gewesen.
Faruq wurde am 23. Juli 1952 nach Korruptionsvorwürfen und Misswirtschaft durch einen Militärputsch unter Führung von Muhammad Nagib und Gamal Abdel Nasser gestürzt. Er musste am 26. Juli zu Gunsten seines sechs Monate alten Sohnes Fu'ād II. abdanken und ging ins Exil nach Italien.

## Republik (ab 1953)

### Gamal Abdel Nasser, sowjetische Verbündete, Panarabismus
Am 18. Juni 1953 wurde die Republik ausgerufen und Fu'ād II. wurde zu seiner Familie ins Exil geschickt.
Nasser stürzte General Nagib und bildete das Kabinett Nasser II (17. April 1954 bis zum 22. Februar 1958). Am 8. Oktober 1954 scheiterte ein angeblich durch Muslimbrüder geplantes Attentat auf Nasser. Nasser ließ die Muslimbruderschaft zerschlagen, zahlreiche Aktivisten wurden verhaftet und gefoltert, darunter auch Sayyid Qutb, dessen Schriften nach seiner Hinrichtung 1966 in der arabischen Welt massenhaft verbreitet wurden.
Bis zu seinem Herzinfarkt-Tod im September 1970 bestimmte Nasser als Präsident die Politik. Es erfolgten eine sozialistische Ausrichtung der Regierung und der Aufbau eines Einparteienstaats unter der Arabisch Sozialistischen Union. Die angestrebte Bodenreform und die Bekämpfung der Armut führten aber nicht zu den erhofften Erfolgen.
Am 26. Juli 1956 wurde der Sueskanal verstaatlicht (angeblich oder tatsächlich, um die Errichtung des Assuanstaudamms finanzieren zu können). Dies führte im Oktober 1956 zur Sueskrise, in der Großbritannien, Frankreich und Israel Ägypten angriffen und die Sueskanalzone und den Sinai besetzten. Auf Druck der beiden Großmächte USA und Sowjetunion mussten sich die Intervenienten wieder zurückziehen. Nasser konnte die militärische Niederlage in einen politischen Sieg ummünzen. 1956 erhielten Frauen das aktive und passive Wahlrecht. Für Männer bestand Wahlpflicht, für Frauen nicht. Männer, denen das Wahlrecht zustand, waren automatisch registriert, Frauen mussten einen besonderen Antrag stellen, um ihre politischen Rechte ausüben zu können, und selbst 1972 waren erst 12 Prozent der Frauen registriert. Erst 1979 wurde dieser Nachteil für die Frauen abgeschafft.

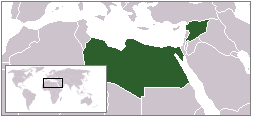
Vereinigung mit Libyen und Syrien

Ägypten wurde ein führendes Mitglied der Bewegung der Blockfreien Staaten und unterstützte den antikolonialen Kampf u. a. in Algerien und im Jemen. Außerdem propagierte Nasser den Panarabismus. 1958 entstand die Vereinigte Arabische Republik mit Syrien, die jedoch nur bis 1961 bestand, sowie der Zusammenschluss dieser Vereinigten Arabischen Republik mit Nordjemen zu den Vereinigten Arabischen Staaten. Dies brachte Nasser in Gegensatz zu den konservativen Monarchien, besonders in Jordanien und dem Irak, die sich in der Arabischen Föderation zusammenschlossen. Eine erneute Vereinigung mit Syrien und dem Irak zur Vereinigten Arabischen Republik im Jahr 1963 scheiterte an Differenzen zwischen dem irakischen und dem syrischen Flügel der Baath-Partei. 1962–1967 bestand noch eine Union mit dem nunmehr republikanischen Nordjemen; gleichwohl war Nassers Panarabismus gescheitert.
Die Niederlage Ägyptens im Sechstagekrieg von 1967 und die Besetzung der Sinai-Halbinsel durch Israel veranlasste Nasser zu einer noch engeren Anlehnung an die Sowjetunion. Am 11. April 1971 erhielt Ägypten moderne Kampfflugzeuge des Typs MiG-23 von seinem Verbündeten. Israel sah durch deren Stationierung das Gleichgewicht im Nahen Osten gefährdet.

### Anwar as-Sadat (1970–1981), Westorientierung, Krieg mit Israel, Frieden von Camp David
Unter Anwar as-Sadat kam es 1972/1976 zum Bruch mit der Sowjetunion und zu einer Annäherung an die USA. Dennoch lieferte die Sowjetunion am 1. März 1977 überraschend 50 Kampfflugzeuge des Typs MiG-21 an Ägypten. Im Jom-Kippur-Krieg zwischen dem 6. und dem 24. Oktober 1973 konnten die ägyptischen Truppen Anfangserfolge gegen Israel erzielen. Nach einem Besuch Sadats in Israel (19. bis 21. November 1977) und dem Camp-David-Abkommen vom 17. September 1978 erhielten Sadat und Menachem Begin den Friedensnobelpreis. Am 26. März 1979 wurde in Washington ein Frieden mit Israel geschlossen, was zum Abzug der israelischen Truppen führte. Dieser Ausgleich führte jedoch zu einer Isolierung Ägyptens in der islamischen Welt; so erfolgte der Ausschluss aus der Arabischen Liga. 1977 kam es zu einem viertägigen Grenzkrieg mit dem Nachbarland Libyen, das die Annäherung Ägyptens an Israel scharf verurteilte.

### Hosni Mubarak (1981–2011), Wiederaufnahme in die Arabische Liga, Muslimbruderschaft
Nach der Ermordung Sadats durch Mitglieder der muslimischen Terrorgruppe al-Dschihad am 6. Oktober 1981 übernahm Hosni Mubarak die Regierung. Unter ihm wurde die Muslimbruderschaft unterdrückt und die Isolation Ägyptens in der islamischen Welt wieder aufgebrochen. 1989 erfolgte die Wiederaufnahme in die Arabische Liga.
Anfang 1992 begannen offene Auseinandersetzungen zwischen militanten Islamisten und der Regierung, die sich 1993 als die blutigsten seit der Ermordung Sadats erwiesen. Hauptziel der Islamisten war der Sturz Mubaraks und der Aufbau eines Gottesstaates. Zahlreiche Anschläge gegen Ausländer, touristische Einrichtungen, hohe Politiker und Sicherheitskräfte erschütterten die innere Sicherheit. Im August 1993 entkam der neu ernannte Innenminister Hassan Al-Alfi schwerverletzt einem Attentat, Ministerpräsident Sidqi entkam einem Bombenanschlag im November unverletzt. Die Regierung reagierte mit Polizeiaktionen, in den Islamistenhochburgen Assuan, Kairo und Assiut kam es zu Hunderten von Verhaftungen, Militärgerichte verhängten mehrere Todesstrafen. Bei besonders blutigen Anschlägen in dichtbesiedelten Wohngebieten Kairos waren nun auch ägyptische Zivilisten unter den Opfern. Mubarak wurde im Oktober 1993 in einem Referendum mit 94 % der Stimmen als Staatsoberhaupt für eine dritte Amtszeit bestätigt. In der größten Regierungsumbildung seit seinem Amtsantritt wurde das Kabinett um drei Posten auf 34 erweitert.
1994 und 1996 scheiterten Attentate auf Mubarak, auch gab es Terroranschläge gegen den Tourismus, der der wichtigste Wirtschaftszweig war (und ist). Nach den Anschlägen von Luxor und Kairo, bei denen mehrere Touristen starben, erlitt der Tourismus erhebliche Einbrüche. Für die Planung eines Anschlages gegen eine koptische Kirche Anfang 2011 in Alexandria wurden zunächst ebenfalls Muslimbrüder verantwortlich gemacht; Anfang Februar 2011 wurde jedoch ein Verfahren gegen den ehemaligen Innenminister Habib al-Adli eröffnet.
In den Wahlen zum Rat des Volkes ab dem 9. November 2005 konnte die Opposition starke Gewinne erzielen. Insgesamt erhielt das Bündnis knapp 100 der insgesamt 440 Sitze. Die regierende Nationaldemokratische Partei gewann allerdings mit 311 Sitzen, wenn sie auch in den Wahlen des Jahres 2000 noch auf 388 gekommen war. Es folgten die Muslim-Bruderschaft mit 88 Sitzen (17) und die liberale Neue Wafd-Partei mit 6 (7) Sitzen. 27 Sitze (30) belegten Unabhängige und Angehörige kleinerer Parteien. Der Erfolg der Muslimbrüder ist vor allem auf ihr soziales Engagement in den Kairoer Armenvierteln zurückzuführen.

### Revolution (2011/12), Regierung der Muslimbrüder

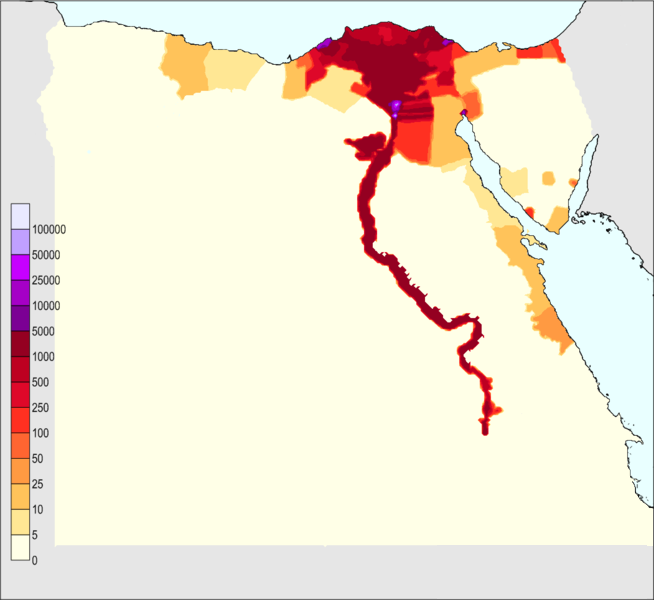
Bevölkerungsdichte in Ägypten, 2010

Die ägyptische Revolution in den Jahren 2011 und 2012 wurde durch die tunesische Revolution inspiriert. Dabei spielten Massenproteste auf dem Tahrir-Platz in Kairo eine entscheidende Rolle. Sie war Teil des „Arabischen Frühlings“. Ein Bevölkerungswachstum von 50 auf 85 Millionen Menschen innerhalb der letzten 25 Jahre übt enormen Druck auf den Arbeitsmarkt und die regionale Lebensmittelproduktion aus und trägt maßgeblich zu einer wachsenden Armut und hoher Arbeitslosigkeit, insbesondere der Jüngeren, bei. Weltweit steigende Nahrungsmittel- und Energiepreise verschärften die Situation weiter.
Am 25. Januar 2011 begannen in vielen großen Städten Demonstrationen, die am 28. Januar, bezeichnet als „Tag des Zorns“, einen ersten Höhepunkt erreichten. Die Demonstranten wandten sich vor allem gegen das seit Oktober 1981 bestehende Regime des Präsidenten Muhammad Husni Mubarak, dem Korruption und Amtsmissbrauch vorgeworfen wurden. Er wurde am 11. Februar zum Rücktritt gezwungen. Bis zu diesem Zeitpunkt waren mindestens 846 Menschen gewaltsam zu Tode gekommen. Am 28. Januar 2011 wurde die Parteizentrale der Nationaldemokratischen Partei in Kairo in Brand gesetzt. Das gegenüber liegende Ägyptische Museum konnte von Demonstranten vor dem Feuer und vor Plünderungen geschützt werden. Die Regierungspartei Mubaraks wurde vom Obersten Verwaltungsgericht aufgelöst. Am 8. April 2012 wurde Mubarak verhaftet und Anfang Juni von einem Gericht zu einer lebenslangen Freiheitsstrafe verurteilt.

Abstimmung über die Annahme der Verfassung der Muslimbrüder; grün: Gouvernements, die zustimmten, gelb: Gouvernements, die zustimmten, jedoch unterhalb des Landesschnitts lagen, rot: Gouvernements, die die Verfassung ablehnten

Am 19. März fand ein Verfassungsreferendum statt, die neue Verfassung wurde von 77 % der Wähler angenommen. Das islamische Recht, die Scharia, wurde als Hauptquelle der landesweiten Rechtsprechung festgeschrieben. Die islamistischen Parteien gewannen die Wahl zur Volksversammlung mit etwa 70 %. Die Präsidentschaftswahl erfolgte im Mai und im Juni 2012. Mohammed Mursi, Führer der Muslimbruderschaft, gewann die Wahl mit 51,7 % der Stimmen.
Am 28. November 2011 begannen die Parlamentswahlen zur Volksversammlung. Am 20. Januar 2012 zeigte das amtliche Endergebnis, dass die islamische Freiheits- und Gerechtigkeitspartei auf 45,7 % kam, die salafistische Partei des Lichts erreichte 24,6 %, die liberale Partei Neue Wafd-Partei und das liberale Parteienbündnis Ägyptischer Block erreichten 8,4 und 6,6 %. Das Parteienbündnis Die Revolution geht weiter erzielte 2 %.
Für die Stichwahl zum Präsidenten (16. und 17. Juni) bestimmten die Wähler Ahmad Schafiq (von Husni Mubarak im Januar 2011 zum Ministerpräsidenten ernannter Offizier der Luftwaffe) und Mohammed Mursi (erster Parteivorsitzender der islamistischen und wirtschaftsliberalen Freiheits- und Gerechtigkeitspartei). Mursi erreichte 24,9 %, Schafik 24,4 %. Hamdin Sabahi (Vorsitzender der linksgerichteten und nasseristischen Partei der Würde) wurde mit 21,1 % Dritter und Abdel Moneim Abul Futuh (ehemaliger Muslimbruder) mit 17,8 % Vierter. Am 31. Mai wurde der Ausnahmezustand aufgehoben.
Ende November 2012 kam es erneut zu Großdemonstrationen auf dem Tahrir-Platz. Auslöser war eine Ausweitung der Machtbefugnisse von Präsident Mursi, mit denen dieser die Kontrolle der Justiz über von ihm verfügte Dekrete sowie über die von den Muslimbrüdern und islamistischen Kräften dominierten Parlamentskammern und die Verfassunggebende Versammlung Ägyptens stark einschränkte.
Ende 2012 stimmten die Ägypter über den Verfassungsentwurf ab. Der Vorbereitung waren Kopten und oppositionelle Gruppen ferngeblieben, da sie sich in dem von der Scharia dominierten Entwurf nicht wiederfanden. Bei dem Referendum votierten 63,8 % für den vorgelegten Verfassungstext, 36,6 % stimmten dagegen. Knapp 33 % der 52 Millionen Stimmberechtigten, also kaum mehr als 17 Millionen, hatten ein Votum abgegeben.

### Sturz der Regierung unter Präsident Mohammed Mursi durch das Militär (2013)
Während der Regierungszeit des ersten demokratisch gewählten Präsidenten Ägyptens, Mohammed Mursi (Vereidigung 30. Juni 2012, Absetzung 3. Juli 2013), kam es zu zahlreichen Proteste und Demonstrationen gegen Mursi und die Regierung Kandil. Im Frühsommer kam es zu Massenprotesten. Am 1. Juli stellte der Oberste Militärrat Mursi ein 48-stündiges Ultimatum zur „Lösung des Konflikts“.
Am 3. Juli 2013 putschte das Militär unter General Abd al-Fattah as-Sisi nach Ablauf des Ultimatums gegen die gewählte Regierung, setzte die per Volksabstimmung bestätigte Verfassung außer Kraft, stürzte den Präsidenten Mursi und setzte den Verfassungsrichter Adli Mansur als interimistisches Staatsoberhaupt ein.
Die Sicherheitskräfte begannen unter anderem mit der Erschießung von Demonstranten am 5. Juli 2013 und mit der Massentötung von Demonstranten am 5. Juli 2013 die anhaltende Reihe von Massentötungen an Demonstranten, die sich während der Übergangsregierung Beblawie fortsetzen und verschärfen sollte.

### Militärgestützte Übergangsregierung

#### Kabinett Beblawi
Die neue militärgestützte Übergangsregierung verbot die Muslimbruderschaft und brandmarkte diese als Terrororganisation. Ebenso wurde eine neue Verfassung nach Bestätigung durch ein Referendum verabschiedet.
In einer für die jüngere ägyptische Geschichte beispiellosen Gewaltwelle ereigneten sich während der Regierung Beblawi mehrere Massentötungen von Demonstranten durch Sicherheitskräfte, unter anderem am 27. Juli 2013, am 14. August 2013, am 16. August 2013 und am 6. Oktober 2013. Zu einigen der schwerwiegendsten Gewalttaten in Ägypten seit der gewaltsamen Auflösung der zwei Pro-Mursi-Sit-ins am 14. August 2013, die Human Rights Watch „den schwersten Vorfall widerrechtlicher Tötungen in der neueren Geschichte Ägyptens“ genannt hatte, kam es am 25. Januar 2014, dem dritten Jahrestag des Volksaufstands von 2011.
Ende Februar 2014 trat das Kabinett Beblawi überraschend zurück.

#### Kabinett Mahlab
Am 1. März 2014 wurde das Kabinett der neuen militärgestützten Übergangsregierung offiziell vereidigt. Bei den aus der Übergangsregierung ausgeschiedenen Ministern handelte es sich insbesondere um liberale und linksgerichtete Vertreter. Die neu hinzugekommenen Minister rekrutierten sich dagegen eher aus der Geschäftselite aus der Zeit des 2011 gestürzten Langzeitherrschers Husni Mubarak.
Am 26. März 2014 erklärte der seit dem Putsch vom 3. Juli 2013 de facto die Macht in Ägypten ausübende Militärchef Sisi, der sich zuvor selbst den Titel Feldmarschall verliehen hatte, offiziell sein Ausscheiden aus dem Dienst der Armee, um für das Amt des ägyptischen Staatspräsidenten zu kandidieren. Die Nachfolge Sisis an der Armeespitze und als Verteidigungsminister der militärgestützten Übergangsregierung trat Generalstabschef Sidki Sobhi an.

### Überblickswerke
- Robert L. Tignor: Egypt. A Short History. Princeton University Press 2010. (vom Alten Reich bis Mubarak).
- Joseph Mélèze-Modrzejewski: The Jews of Egypt. From Rameses II to Emperor Hadrian. Princeton University Press, 1995. - franz. 1992.
- Emma Brunner-Traut: Kleine Ägyptenkunde. Von den Pharaonen bis heute. Kohlhammer, Stuttgart 2000, ISBN 3-17-015564-4.
- Arthur Goldschmidt Jr.: Biographical Dictionary of Modern Egypt. Boulder/London: Lynne Rienner, 2000, ISBN 1-55587-229-8 (Bedeutende Persönlichkeiten der ägyptischen Geschichte seit dem späten 18. Jh.).
- Jaromír Málek: Ägypten. Ein geschichtlicher und kultureller Streifzug durch sieben Jahrtausende. Orbis, Niederhausen 2002, ISBN 3-572-01325-9.
- Johanna Pink: Geschichte Ägyptens. Von der Spätantike bis zur Gegenwart. C.H. Beck, München, 2014, ISBN 978-3-406-66713-8.

### Ur- und Frühgeschichte
- Kathryn A. Bard (Hrsg.): Encyclopedia of the Archaeology of Ancient Egypt. Psychology Press, 1999.
- Béatrix Midant-Reynes: The Prehistory of Egypt from the First Egyptians to the First Pharaohs. Blackwell, Oxford 2000.
- Willeke Wendrich (Hrsg.): Egyptian Archaeology. John Wiley & Sons 2011.
- Steven E. Sidebotham, Martin Hense, Hendrikje M. Nouwens: The Red Land. The Illustrated Archaeology of Egypt's Eastern Desert. American University in Cairo Press, 2008.

#### Paläolithikum
- Pierre Vermeersch (Hrsg.): Palaeolithic Living Sites in Upper and Middle Egypt, Leuven University Press 2000.
- Pierre Vermeersch (Hrsg.): Palaeolithic Quarrying Sites in Upper and Middle Egypt, Leuven University Press 2002.
- Hans-Joachim Pachur, Norbert Altmann: Die Ostsahara im Spätquartär, Ökosystemwandel im größten hyperariden Raum der Erde, Springer 2006.
- Pierre Vermeersch (Hrsg.): A Holocene Prehistoric Sequence in the Egyptian Red Sea Area: The Tree Shelter, Leuven University Press 2008.
- Philip Van Peer, Pierre M. Vermeersch, Etienne Paulissen: Chert Quarrying, Lithic Technology and a Modern Human Burial at the Palaeolithic Site of Taramsa 1, Upper Egypt, Leuven University Press 2010.
- Fred Wendorf, Romuald Schild, Angela E. Close: Egypt During the Last Interglacial. The Middle Paleolithic of Bir Tarfawi and Bir Sahara East, Plenum Press, 1993.
- Jean-Jacques Hublin, Shannon P. McPherron: Modern Origins: A North African Perspective, Springer 2012.
- Jean-Jacques Hublin, Richard G. Klein: Northern Africa could also have housed the source population for living humans, in: PNAS 108,28 (2011).
- Jiří A. Svoboda: Prehistory of the southern Bahariya Oasis, Western Desert, Egypt. An outline, in: Archaeology, Ethnology and Anthropology of Eurasia 28,1 (2006) 18–30.
- Stan Hendrickx, R. F. Friedman, K. M. Cialowicz, M. Chlodnicki: Egypt at its Origins. Studies in Memory of Barbara Adams – Proceedings of the International Conference "Origin of the State, Predynastic and Early Dynastic Egypt", Peeters Publishers, Leuven 2004.

#### Epipaläolithikum, Neolithikum
- David Wengrow: The Archaeology of Early Egypt. Social transformations in north-east Africa, 10,000 to 2650 BC, Cambridge University Press, Cambridge 2006.
- Noriyuki Shirai: The Archaeology of the First Farmer-Herders in Egypt. New Insights Into the Fayum Epipalaeolithic and Neolithic, Leiden University Press 2012.
- Steven Mithen: Farmers in the Nile Valley and Beyond. The arrival of cereal agriculture in North Africa. 5500-4000 BC, in: Ders.: After the Ice. A Global Human History, 20,000-5000 BC, Harvard University Press 2006, S. 499–503.
- Wolf Schijns, Olaf E. Kaper, Joris Kila: Vernacular Mudbrick Architecture in the Dakhleh Oasis, Egypt. And the Design of the Dakhleh Oasis Training and Archaeological Conservation Centre, Oxbow, 2008.
- Donald O. Henry (Hrsg.): Neanderthals in the Levant. Behavioural Organization and the Beginnings of Human Modernity, Continuum International Publishing Group, New York 2003, Schwerpunkt ist das jordanische Tor Faraj.

### „Altes Ägypten“
- Lexikon der Ägyptologie. 7 Bände, Harrassowitz, Wiesbaden 1972–1995.
- Thomas Schneider: Lexikon der Pharaonen, Albatros, Düsseldorf 2002.
- Alan B. Lloyd (Hrsg.): A Companion to Ancient Egypt, John Wiley & Sons 2010.
- Ian Shaw: The Oxford History of Ancient Egypt, 1. Auflage. 2000, neue Auflage, Oxford University Press 2003. (umfasst die Geschichte Ägyptens von den ersten menschlichen Spuren bis 395 n. Chr.).
- Wolfgang Helck: Geschichte des alten Ägypten, Brill, Leiden, Köln 1981.
- Marc Van De Mieroop: A History of Ancient Egypt, John Wiley & Sons 2011.
- Carolyn Graves-Brown: Dancing for Hathor. Women in Ancient Egypt, Continuum International Publishing Group 2010.
- Emily Teeter: Religion and Ritual in Ancient Egypt, Cambridge University Press 2011.
- Richard Bußmann: Die Provinztempel Ägyptens von der 0. bis zur 11. Dynastie. Archäologie und Geschichte einer gesellschaftlichen Institution zwischen Residenz und Provinz, 2 Bde., Brill, Leiden 2009.
- László Török: Between Two Worlds. The Frontier Region Between Ancient Nubia and Egypt 3700 BC – 500 AD, Brill, Leiden 2009.
- Jochem Kahl, Nicole Kloth, Ursula Zimmermann: Die Inschriften der 3. Dynastie. Eine Bestandsaufnahme, Harrassowitz, Wiesbaden 1995.

#### Prädynastik
- Stan Hendrickx: Prädynastik. In: E. Hornung, R. Kraus, D. A. Warburton (Hrsg.): Ancient Egyptian Chronology. Brill, Leiden, Boston 2006.
- Jochem Kahl: Ober- und Unterägypten: Eine dualistische Konstruktion und ihre Anfänge. In: Rainer Albertz (Hrsg.): Räume und Grenzen: Topologische Konzepte in den antiken Kulturen des östlichen Mittelmeerraums. Utz, München 2007.
- Peter Kaplony: Inschriften der Ägyptischen Frühzeit: Supplement. Harrassowitz, Wiesbaden 1966.
- Ludwig David Morenz: Bild-Buchstaben und symbolische Zeichen: Die Herausbildung der Schrift der hohen Kultur Altägyptens, Fribourg 2004.
- Dietrich Wildung: Ägypten vor den Pyramiden. Münchner Ausgrabungen in Ägypten. von Zabern, Mainz 1986.
- Krzysztof Marek Ciałowicz: La naissance d'un royaume: L'Egypte dès la période prédynastique à la fin de la Ière dynastie. Institut Archeologii Uniw. Jagiellońskiego, Kraków 2001.
- Michael Allen Hoffman: The predynastic of Hierakonpolis: An interim report. In: Egyptian Studies Association Publication.  Band 1, Cairo University Herbarium, Giza 1982.
- Michael Allan Hoffman: Egypt before the Pharaohs. The Prehistoric Foundations of Egyptian Civilization. Routledge/Kegan Paul, London 1980.
- Toby A. H. Wilkinson: Early Dynastic Egypt. Strategy, Society and Security. Routledge, London 1999.
- Béatrix Midant-Reynes: The Naqada-Period (4000–3200 BC.). In: Ian Shaw: The Oxford history of ancient Egypt. Oxford University Press, Oxford 2003.

#### Altes, Mittleres und Neues Reich, Zwischenzeiten
- Wolfgang Helck: Untersuchungen zur Thinitenzeit (= Ägyptologische Abhandlungen (ÄA). Bd. 45). Harrassowitz, Wiesbaden 1987, ISBN 3-447-02677-4.
- Jürgen von Beckerath: Chronologie des pharaonischen Ägypten. Die Zeitbestimmung der ägyptischen Geschichte von der Vorzeit bis 332 v. Chr. von Zabern, Mainz 1997, ISBN 3-8053-2310-7.
- Farouk Gomaà: Ägypten während der Ersten Zwischenzeit. (= Tübinger Atlas des Vorderen Orients. Beihefte. Bd. 27). Reichert, Wiesbaden 1980, ISBN 3-88226-041-6.
- Kim S. B. Ryholt: The Political Situation in Egypt during the Second Intermediate Period. Kopenhagen 1997.
- Jürgen von Beckerath: Untersuchungen zur politischen Geschichte der Zweiten Zwischenzeit in Ägypten. Augustin, Glückstadt/New York 1964.
- K. A. Kitchen: The Third Intermediate Period in Egypt. 1100–650 B. C. 4. Auflage. Aris & Phillips, Warminster 2009.
- David P. Silverman, Josef William Wegner, Jennifer Houser Wegner: Akhenaten and Tutankhamun. Revolution and Restoration. University of Pennsylvania Museum of Archaeology and Anthropology, 2006.
- Rosemarie Klemm & Dietrich Klemm: Gold and Gold Mining in Ancient Egypt and Nubia. Geoarchaeology of the Ancient Gold Mining Sites in the Egyptian and Sudanese Eastern Deserts. Springer, Berlin/Heidelberg 2013, ISBN 978-3-642-22507-9.
- Steven E. Sidebotham: Berenike and the Ancient Maritime Spice Route. University of California Press 2011.
- Frank Kammerzell: Studien zu Sprache und Geschichte der Karer in Ägypten. Harrassowitz, Wiesbaden 1993, ISBN 3-447-03411-4.
- Gaston Maspero: Ägypten und Assyrien. B. G. Teubner, 1891.

### Griechisch-römische Antike, Ostrom-Byzanz
- Günther Hölbl: Altägypten im römischen Reich. Der römische Pharao und seine Tempel, 3 Bände, Mainz 2000–2005.
- Günther Hölbl: Geschichte des Ptolemäerreiches. Politik, Ideologie und religiöse Kultur von Alexander dem Großen bis zur römischen Eroberung, durchgesehener Nachdruck der 1. Auflage von 1994, Wissenschaftliche Buchgesellschaft, Darmstadt 2004.
- Werner Huß: Ägypten in hellenistischer Zeit, 332–30 v. Chr. München 2001.
- Stefan Pfeiffer: Der römische Kaiser und das Land am Nil. Kaiserverehrung und Kaiserkult in Alexandria und Ägypten von Augustus bis Caracalla (30 v. Chr.–217 n. Chr.), Habilitationsschrift, Universität Trier 2007, Stuttgart 2010.
- Fabian Reiter: Die Nomarchen des Arsinoites. Ein Beitrag zum Steuerwesen im römischen Ägypten, Diss., Universität Heidelberg 2003, Paderborn 2004.
- Christina Riggs (Hrsg.): The Oxford Handbook of Roman Egypt, Oxford 2012.
- Andrea Jördens: Statthalterliche Verwaltung in der römischen Kaiserzeit. Studien zum praefectus Aegypti, Steiner, Stuttgart 2009.
- Roger S. Bagnall: Currency and Inflation in Fourth-Century Egypt, in: Bulletin of the American Society of Papyrologists Supplements, Scholars Press, Chico, Kalifornien 1985.
- Alan K. Bowman: Egypt After the Pharaohs: 332 B.C.–A.D. 642 from Alexander to the Arab Conquest, British Museum Press, London 1986.
- Roger S. Bagnall: Egypt in the Byzantine World, 300-700. Cambridge University Press, Cambridge 2007.
- Jean Gascou: Les grands domaines, la cité et l'état en Egypte byzantine, in: Travaux et Mémoires Nr. 9, Paris 1985, S. 1–90.
- Birger A. Pearson, James E. Goehring: The Roots of Egyptian Christianity, Fortress, Philadelphia 1986.
- Martin Krause (Hrsg.): Ägypten in spätantik-christlicher Zeit. Einführung in die koptische Kultur (= Sprachen und Kulturen des christlichen Orients, Bd. 4). Reichert, Wiesbaden 1999.
- Erhard Schaub: Geschichte des römischen Ägypten. Von der Eroberung unter Octavian/Augustus bis zu Diocletian, Rahden/Westf. 2017.

### Muslimisches Weltreich: Umayyaden, Abbasiden, Fatimiden
- Bernhard Palme (Hrsg.): Halbmond über dem Nil. Wie aus dem byzantinischen das arabische Ägypten wurde. Phoibos, Wien 2022, ISBN 978-3-85161-275-2.
- Hugh Kennedy: The Prophet and the Age of the Caliphates. The Islamic Near East from the Sixth to the Eleventh Century. 2. Auflage. Longman, London u. a. 2004.
- Gernot Rotter: Die Umayyaden und der Zweite Bürgerkrieg (680 – 692), Steiner, Wiesbaden 1982.
- Heinz Halm: Die Kalifen von Kairo. Die Fatimiden in Ägypten (973–1074). Beck, München 2003.

### Mamluken und Osmanen, Napoleon, Muhammad Ali
- Ulrich Haarmann: Das Herrschaftssystem der Mamluken, in: Ulrich Haarmann (Hrsg.): Geschichte der arabischen Welt, C.H.Beck, München 2004 (1. Aufl. 1987).
- Febe Armanios: Coptic Christianity in Ottoman Egypt, Oxford University Press, 2011.
- Alan Mikhail: Nature and Empire in Ottoman Egypt. An Environmental History, 1992, Psychology Press, 2005.
- Jane Hathaway: The Politics of Households in Ottoman Egypt: The Rise of the Qazdaglis, Cambridge University Press, 1997.
- Michael Winter: Society and Religion in Early Ottoman Egypt, Transaction Publishers, New Brunswick, New Jersey 1982, 2009.
- Galal H. El-Nahal: The Judicial Administration of Ottoman Egypt in the Seventeenth Century, Bibliotheca Islamica, 1979.
- Alan Mark Mikhail: The Nature of Ottoman Egypt: Irrigation, Environment, and Bureaucracy in the Long Eighteenth Century, ProQuest, 2001, 2008.
- Stanford J. Shaw: Ottoman Egypt in the Eighteenth Century. The Nizamname-I Misir of Cezzar Ahmed Pasha, Literary Licensing 2011.
- Yaron Ben-Naeh: Jews in the Realm of the Sultans. Ottoman Jewish Society in the Seventeenth Century, Mohr Siebeck, Tübingen 2008.
- Norman A. Stillman: The Jews of Arab Lands. A History and Source Book, Jewish Publication Society, 1979.
- E. Mary Smallwood: The Jews in Egypt and Alexandria, in: Dies.: The Jews Under Roman Rule. From Pompey to Diocletian : a Study in Political Relations, Brill, Leiden 1976, 2. Aufl. 1981, S. 220–255.
- Yves Laissus: L'Egypte, une aventure savante, 1798–1801, Paris 1998.
- Juan Cole: Napoleon’s Egypt: Invading the Middle East, Basingstoke 2008.
- Afaf Lutfi Al-Sayyid Marsot: Egypt in the Reign of Muhammad Ali, Cambridge University Press 1984, Nachdruck 1994, 2001.
- Maurus Reinkowski: Osmanen und Post-Osmanen in Ägypten, in: Börte Sagaster et al. (Hrsg.): Hoşsohbet. Erika Glassen zu Ehren. Würzburg: Ergon, 2011, ISBN 978-3-89913-836-8, S. 237–250 (kurzer, lesbarer Überblick über den Wandel der politischen Elite in Ägypten von Osmanen zu „Post-Osmanen“ unter Muhammad Ali und seinen Nachfolgern).

### Britische Kolonialherrschaft
- William M. Welch: No country for a Gentleman. British Rule in Egypt, 1883–1907. Greenwood Press, 1988.
- Dominic Green: Three Empires on the Nile. The Victorian Jihad, 1869–1899. Simon and Schuster, New York 2007.
- Michael Doran: Pan-Arabism Before Nasser. Egyptian Power Politics and the Palestine Question. Oxford University Press, 2002.
- Gudrun Krämer: The Jews in Modern Egypt, 1914–1952. I. B. Tauris, London 1989.

### Königreich, Republik, Revolution
- Alexander Flores: Säkularismus und Islam in Ägypten. Die Debatte der 1980er Jahre. LIT Verlag, Münster 2012.
- Alaa Al Aswany: On the State of Egypt: What Made the Revolution Inevitable. Vintage Books, New York 2012.